# Paderborner Dom

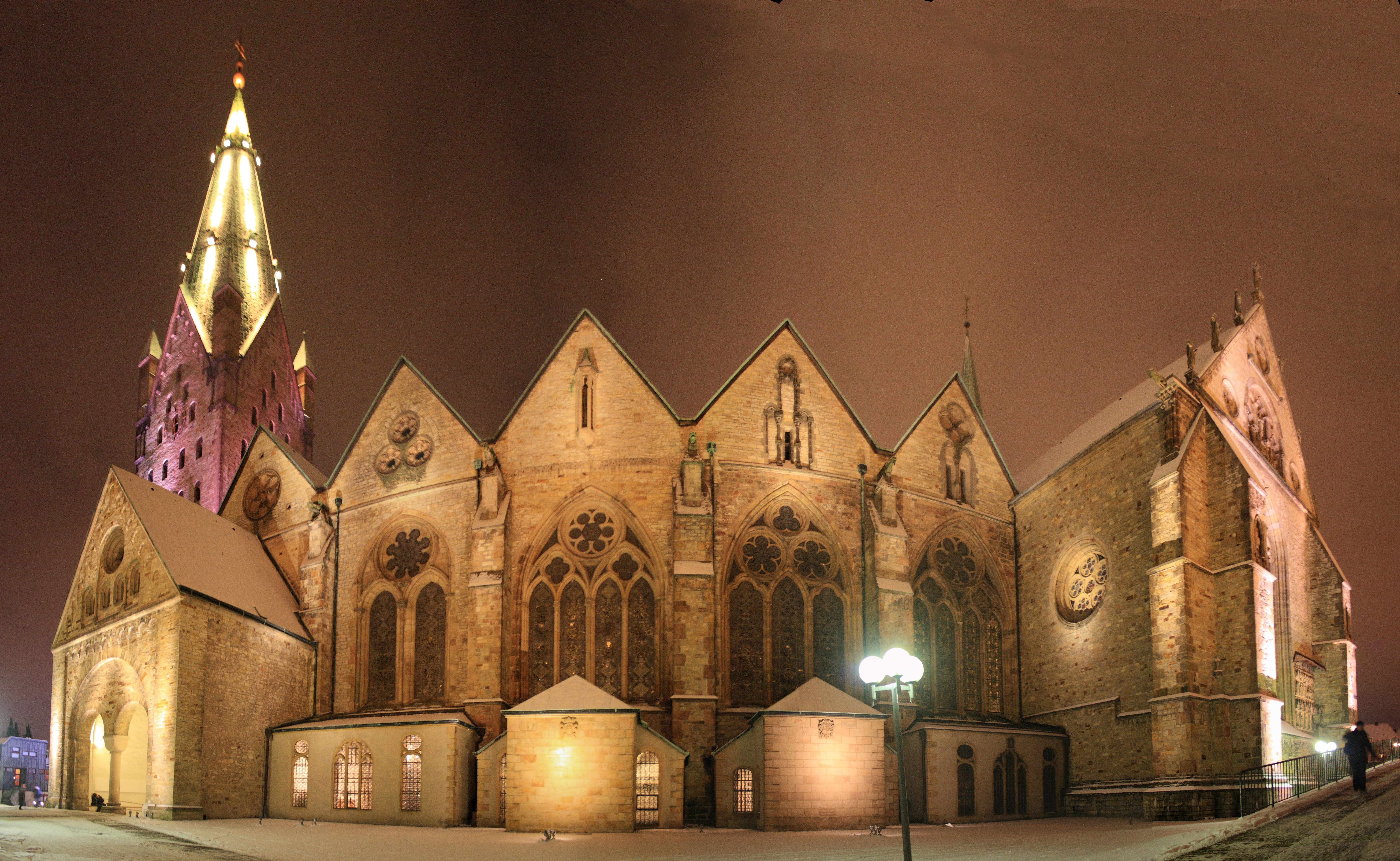
…bei Nacht als Panorama

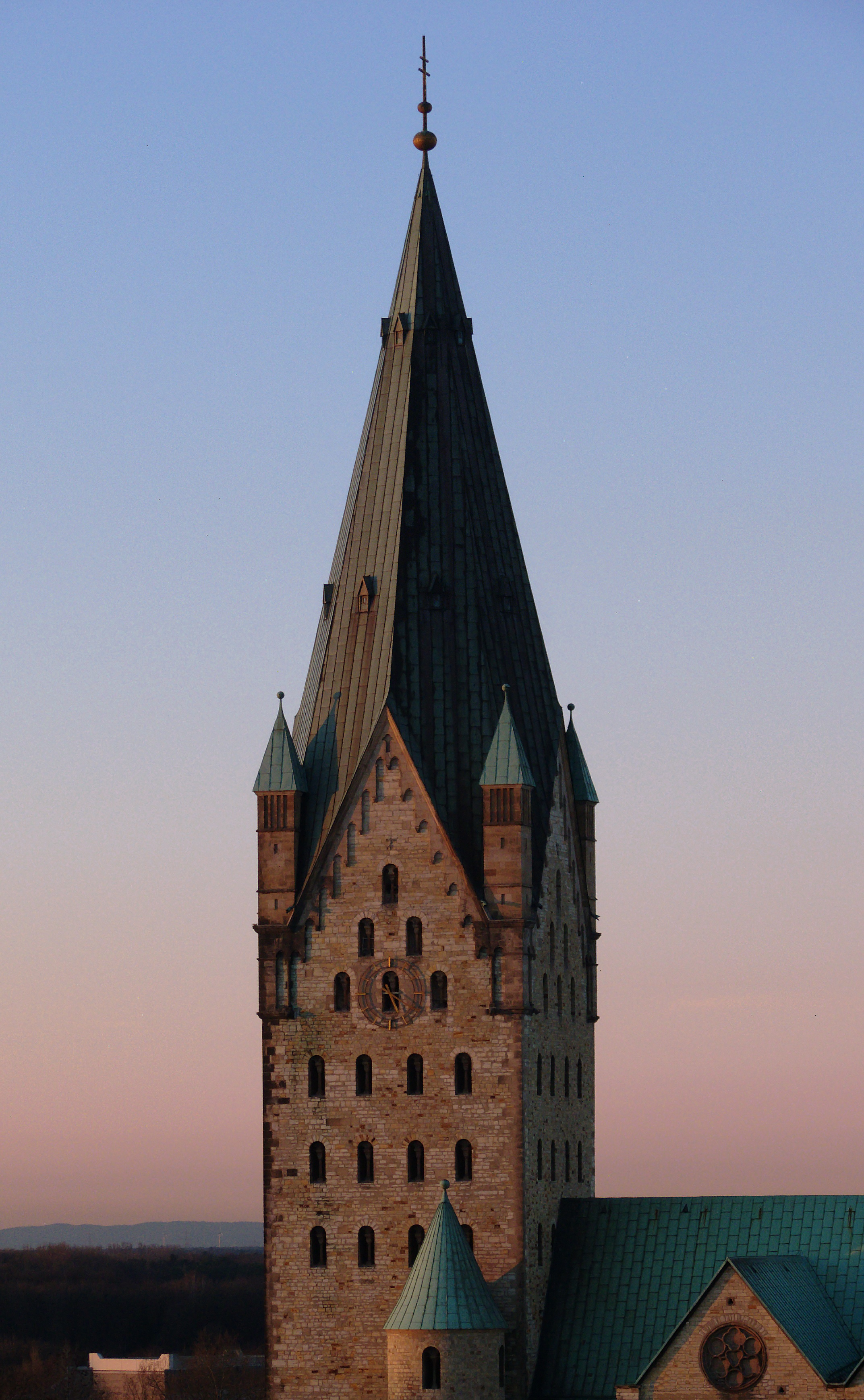
Blick von der Libori-Galerie auf den 93 Meter hohen Westturm

Der Hohe Dom St. Maria, St. Liborius, St. Kilian ist die Kathedralkirche des Erzbistums Paderborn und liegt im Zentrum der Paderborner Innenstadt, oberhalb der Paderquellen. Die ortsbildprägende Anlage mit dem markanten mächtigen Westturm über dem Chor, der von zwei runden Türmen flankiert wird, ist überwiegend in spätromanischen und gotischen Formen gehalten.

## Lage und Umgebung

Die Lage des Paderborner Doms an den Paderquellen

Der Dom steht zusammen mit der nördlich von ihm gelegenen wiederaufgebauten ottonischen Kaiserpfalz aus dem 11. Jahrhundert direkt oberhalb der Quellbecken der Dielenpader und der Rothobornpader, zweier der sieben Quellarme der Pader, die auch Namensgeber der Stadt Paderborn ist.
Zwischen Dom und Kaiserpfalz sind die Fundamente der karolingischen Pfalz Paderborn sichtbar. Unmittelbar daneben steht die 1017 geweihte Bartholomäuskapelle, die als ältester Hallenkirchbau nördlich der Alpen gilt. Weiter östlich stehen der Kreuzgang des ehemaligen Domklosters sowie das Erzbischöfliche Generalvikariat. Südlich des Doms öffnet sich das Gelände zum großen Domplatz, südwestlich steht heute das Diözesanmuseum.

## Patrozinium
Der Dom ist drei Heiligen geweiht: Maria (Mutter Jesu), Kilian und Liborius von Le Mans. Liborius ist auch erster Patron der Stadt und des Bistums. Seine Gebeine wurden 836 unter Kaiser Ludwig dem Frommen im Rahmen der damals üblichen Reliquientranslationen aus Frankreich in die Bischofsstadt Paderborn geholt. Hintergrund dessen war, dass Paderborns damaliger Bischof Badurad durch die Wunder, die er von den Reliquien erhoffte, den christlichen Glauben der noch heidnisch geprägten Sachsen festigen wollte. Zu einer für mittelalterliche Verhältnisse günstigen Reisezeit brach eine Delegation von Gesandten des Bischofs unter Leitung des Archidiakons Meinolf auf. Am 29. April wurde diese Delegation von Bischof Aldrich in Le Mans empfangen. Man übergab ihnen die Gebeine des hl. Liborius, und am 28. Mai erreichte die Gruppe wieder das Bistum Paderborn. Dies geschah unter großer Teilnahme des Volkes. Zum Gedenken an dieses Ereignis findet jährlich im Juli in Paderborn das Libori-Fest statt.

## Baugeschichte des Paderborner Doms

### Vorgängerbauten
Dem heutigen Dom gingen verschiedene in Quellen verbürgte und in den Ausgrabungen von 1952 bis 1956 sowie 1978–1980 nachgewiesene Vorgängerbauten voraus.

#### Karolingische Salvatorkirche
Zu der von Karl dem Großen an den Quellen der Pader auf einer niedergebrannten sächsischen Siedlung errichteten Kaiserpfalz gehörte bereits eine Christus (unter dem Titel des SALVATOR MVNDI, d. h. „Erlösers der Welt“) geweihte Kirche. Diese 9 Meter × 20 Meter große Kirche lag nördlich des heutigen Doms, bei der Paderquelle. Heute ist ihr Grundriss zwischen dem Dom und der Bartholomäuskapelle an hellen Pflastersteinen zu erkennen. Sie wurde zerstört bei der Vernichtung der Pfalz im Jahr 778. Es folgten Wiederaufbau, erneute Zerstörung und erneuter Wiederaufbau.

#### Karolingischer Dom
Schon bald nach der Zerstörung der Salvatorkirche wurde eine neue Kirche in Paderborn errichtet. Der 22 Meter × 50 Meter große Bau war Maria und Kilian geweiht. Bei seinem Besuch in Paderborn im Jahr 799 weihte Papst Leo III. einen Altar für den Hl. Stephanus. Hierzu brachte er Reliquien aus Rom mit und legte diese in dem Altar nieder. Vermutlich wurde bei dieser Gelegenheit auch das Bistum Paderborn gestiftet mit der neuen Kirche als Bischofskirche. Das Bistum unterstand zunächst dem Würzburger Bischof, bevor ca. 806 der Sachse Hathumar zum ersten Bischof von Paderborn ernannt wurde. Paderborns zweiter Bischof Badurad erweiterte den Dom zum Zwecke der Unterbringung der Liboriusreliquien. Dabei fügte er im Westen ein Querhaus und eine Ringkrypta nach dem Vorbild der Konstantinischen Basilika in Rom an. In dieser Zeit begann die erste Blüte der Liboriverehrung. Unter Bischof Rethar wurde der Dom im 10. Jh. noch einmal deutlich umgestaltet. Rethar ließ im Osten einen Chor mit Krypta für den Liboriusschrein anfügen und ersetzte den Westchor durch ein Westwerk. Der karolingische Bau wurde bei einem Großbrand im Jahr 1000 zerstört.

#### Beginn des Wiederaufbaus durch Bischof Rethar und Neubau durch Bischof Meinwerk

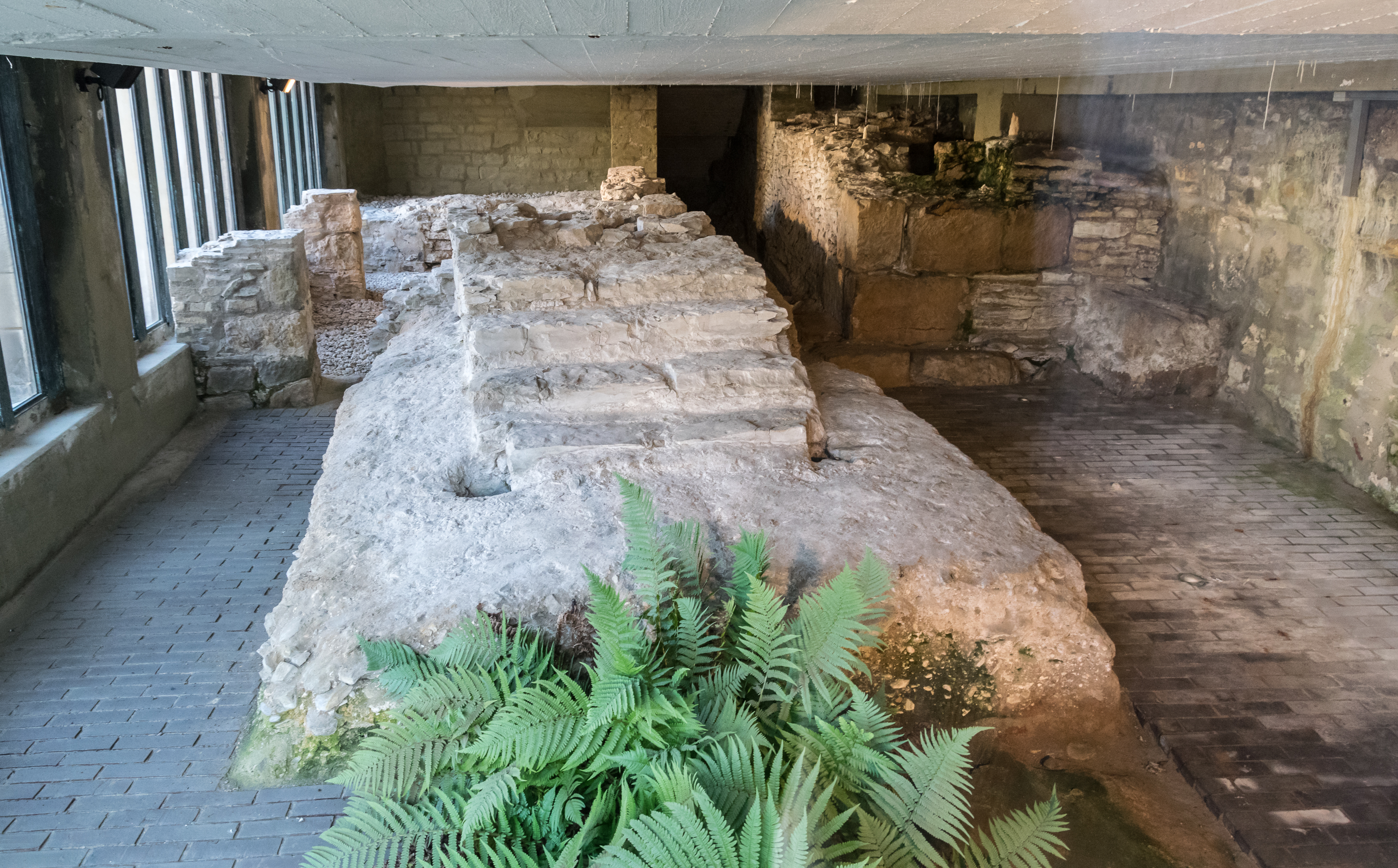
Blick in die Ausgrabungen am Dom

Nach der Zerstörung durch den Großbrand im Jahr 1000 ließ Bischof Rethar mit einem Wiederaufbau beginnen. Der bis zur Fensterhöhe vorangeschrittene Wiederaufbau wurde unter Bischof Meinwerk bei dessen Amtsantritt niedergelegt und durch eine dreischiffige Basilika mit einem Querhaus im Osten sowie einem ottonischen Westwerk, an dessen Westseite sich Treppentürme befanden, ersetzt. Die Krypta hatte Meinwerk dabei leicht verändert von Rethars Bau übernommen. Zusätzlich fügte er an den südlichen Teil des Querhauses eine Kapelle an, die wahrscheinlich als bischöfliche Privatkapelle fungierte. 1015 konnte dieser Bau geweiht werden. Geweiht war er Maria, Kilian, Ulrich von Augsburg und Liborius. Ein Stadtbrand im Jahr 1058 zerstörte das Bauwerk.

#### Vergrößerter Neubau durch Bischof Imad
Bischof Imad ließ den Dom deutlich vergrößert neu errichten. Er besaß nun je ein Querhaus im Osten und im Westen und ein im Vergleich zum Meinwerk-Dom breiteres Langhaus. Darüber hinaus hatte er einen großen Ostchor sowie, im Gegensatz zu den Bauten Rethars und Meinwerks, wieder einen Westchor. Sein Grundriss entsprach schon weitgehend jenem des heutigen Bauwerks. Die Krypta blieb unter dem Ostchor. Am 22. Juli 1068 wurde dieser Bau Imads geweiht, unmittelbar vor dem Festtag des hl. Liborius. Etwa 1100 wurde die Krypta zu ihrer bis heute im Wesentlichen gleich gebliebenen Form umgestaltet sowie eine Verbreiterung des Ostchores vorgenommen.
Zusammen mit dem 1000-jährigen Jubiläum der Paderborner Bartholomäuskapelle im Jahr 2017 beging das Domkapitel Paderborn das 950. Weihejubiläum des Imad-Domes im Jahr 2018 mit einem Festprogramm.

#### Wiederaufbau durch Bischof Bernhard I. von Oesede
Bei einem Brand 1133 wurden Dach und Decke des Doms zerstört. Bischof Bernhard I. von Oesede ließ die Mauern durch Pfeilervorlagen verstärken und den Dom einwölben. 1144/45 wurde dieser geweiht. Wahrscheinlich in der zweiten Hälfte des 12. Jahrhunderts entstand die Paradiesvorhalle am südlichen Arm des Westquerhauses.

### Heutiger Dom

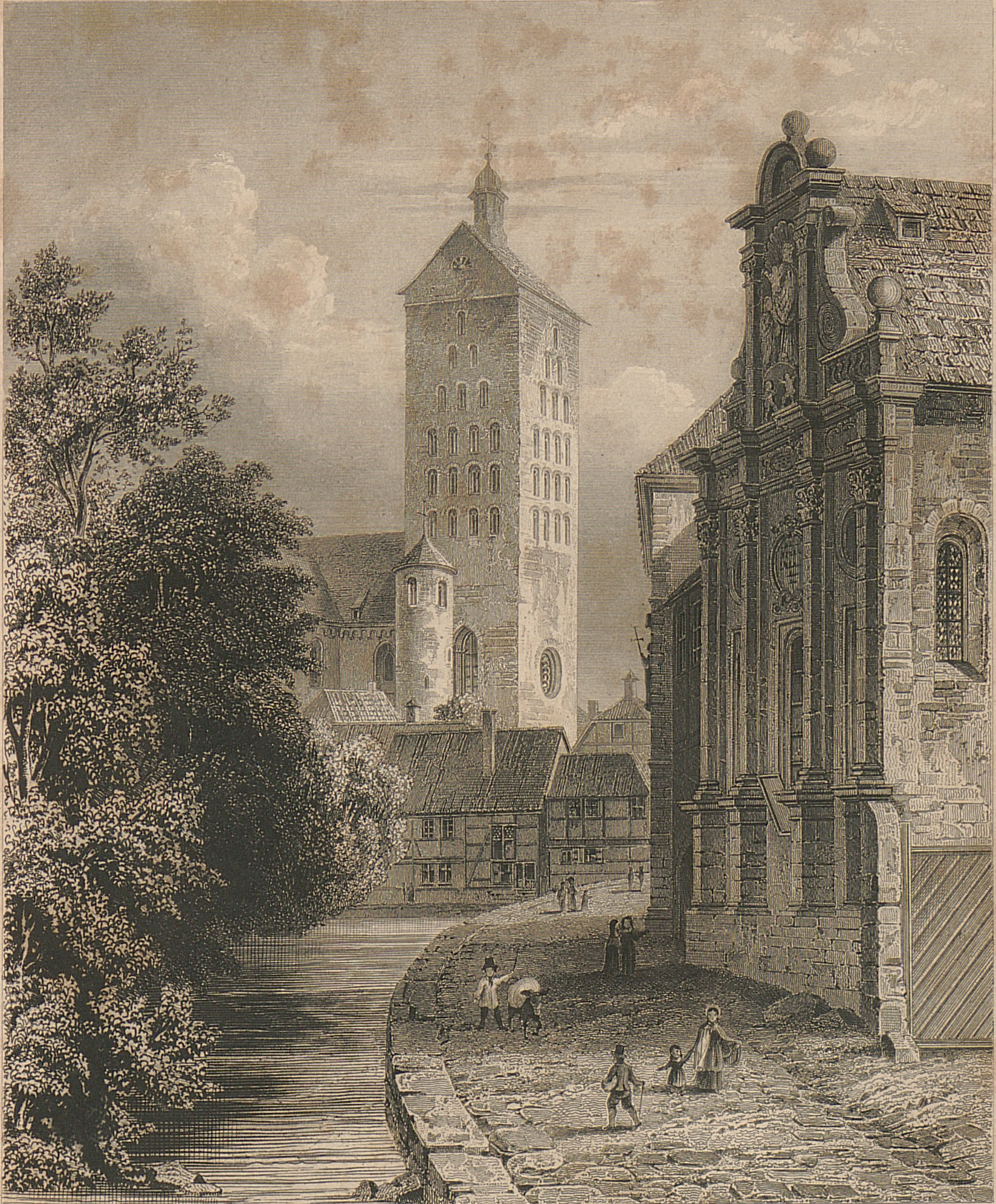
Turm des Doms, 1. Hälfte 19. Jh.

Der heutige Dom stammt im Wesentlichen aus dem 13. Jahrhundert.

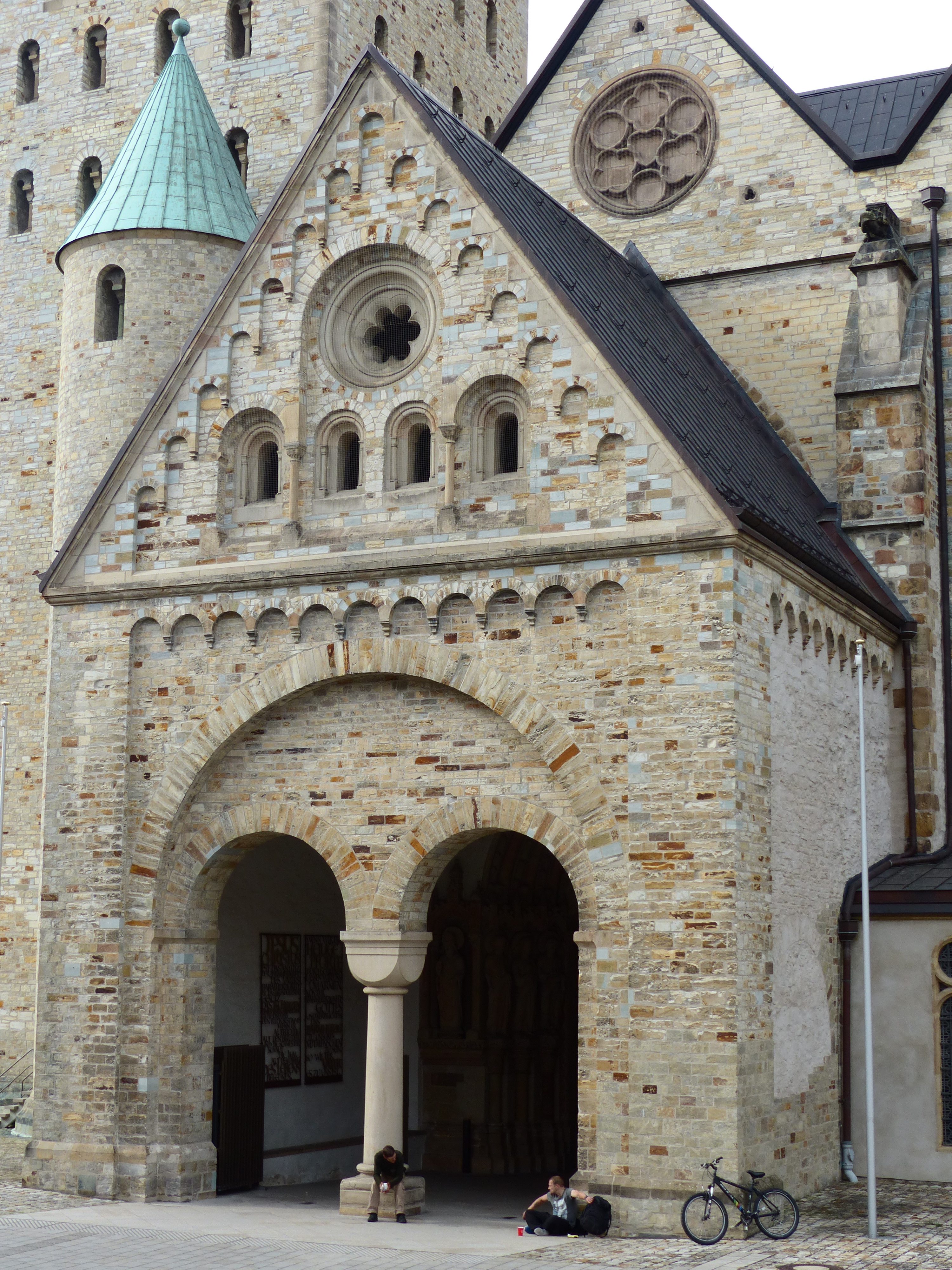
Romanische Paradiesvorhalle, um 1160

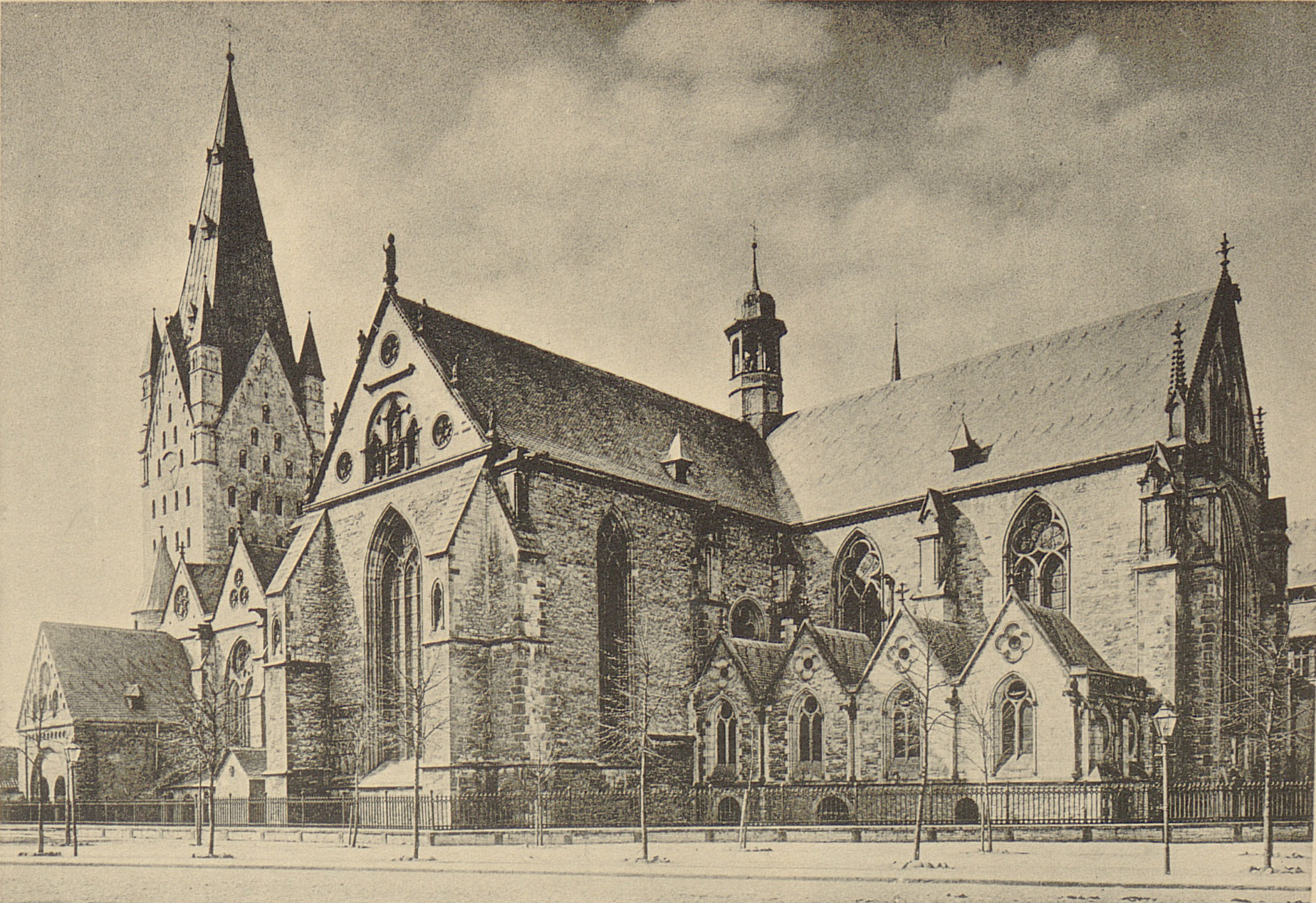
Dom 1891 von Südosten

Um 1210 wurde mit dem fast vollständigen Ersatz des Kirchengebäudes begonnen, der Anlass ist nicht bekannt. Die erste Bauphase umfasste den Westturm, das anschließende basilikale Chorjoch und das westliche Querhaus. Diese Gebäudeteile weisen im Wesentlichen romanische Formen auf. Der Altar im Westchor war 1231 geweiht.
Die Entscheidung zum Weiterbau als Hallenkirche fiel unter dem Episkopat Bernhards IV. (1228 bis 1247). Gleichzeitig regierte im Erzbistum Bremen sein Bruder Gerhard II., der die dortige Liebfrauenkirche als Hallenkirche errichten ließ und große Teile der Einwölbung seines Doms verantwortete, und Äbtissin der Reichsabtei Herford war seine Schwester Gertrud II., die den Bau des Herforder Münsters als Hallenkirche initiierte. Der Vater der Geschwister, Bernhard II. zur Lippe, gehörte zu den Stiftern des Klosters Marienfeld und in seiner Gründung Lippstadt begann unter seiner Herrschaft der Bau der Großen Marienkirche. Als Nachfolger Bernhards IV. auf dem Paderborner Bischofsstuhl amtierte 1247 bis 1277 sein Neffe Simon I.
Gleichzeitig mit den Bauarbeiten in den westlichen Teilen errichtete vielleicht eine andere Bauhütte den Ostchor (über der Krypta) und das östliche Querhaus. Hier gab es wohl einen Vierungsturm, der aber 1233 einstürzte und große Teile des Ostbaus zerstörte. Nach 1231/1233 wurde der Dom von einer gotisch geschulten Bauhütte und als Hallenkirche weitergebaut. Infolgedessen wird er heute von Westen nach Osten stilistisch etwas moderner. Die östlichen Teile stammen in ihrer heutigen Form weitgehend aus der zweiten Hälfte des 13. Jahrhunderts. Um 1270/1280 entstanden die Arme des Ostquerhauses; als letztes wurde wahrscheinlich der nördliche, vieleckige Arm („Hasenkamp“) fertiggestellt. Nach dem Stadtbrand von 1340 musste der Ostgiebel des Chors erneuert werden.
Es gab verschiedene An- und Umbauten in späterer Zeit, die den Gesamteindruck des Doms jedoch nicht entscheidend verändert haben. Dies war zum einen die Wiederherstellung und Barockisierung im 17. Jahrhundert nach der Plünderung im Dreißigjährigen Krieg, zum anderen der Wiederaufbau ab 1945 nach den Bombenangriffen des Zweiten Weltkriegs, bei denen der Dom komplett ausbrannte.

## Baubeschreibung

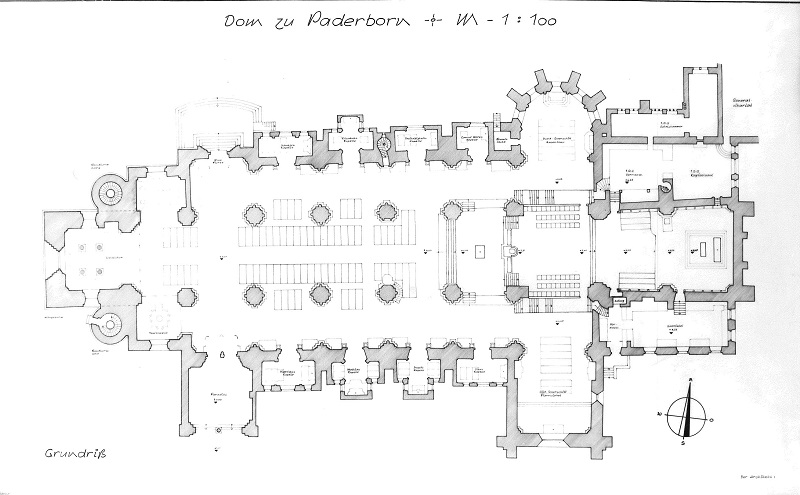
Grundriss des heutigen Domes

Der Paderborner Dom ist eine dreischiffige Hallenkirche mit einem Langhaus von vier Jochen Länge, zwei Querhäusern und zwei Chören. Besonders charakteristisch ist der mächtige romanische Chorturm über dem Westchor, der mit einer Höhe von 93 Metern die Innenstadt weit überragt. An seinen beiden Ostecken befinden sich niedrigere, runde Treppentürme. In der Krypta, die mit einer Länge von 32 m eine der größten in Deutschland ist, werden die Gebeine des hl. Liborius aufbewahrt. Der Westchor dient heute liturgisch nicht mehr als Altarraum.
Der älteste Teil des heutigen Doms ist die von Vorgängerbau übernommene Paradiesvorhalle vor dem Hauptportal am südwestlichen Querhaus.

### Maße
- Länge: 104 Meter
- Höhe des Turmes: 93 Meter
- Breite des Langhauses (ohne Seitenkapellen): 32 Meter
- Höhe des Hauptschiffs: 19 Meter[18]

### Außengestalt

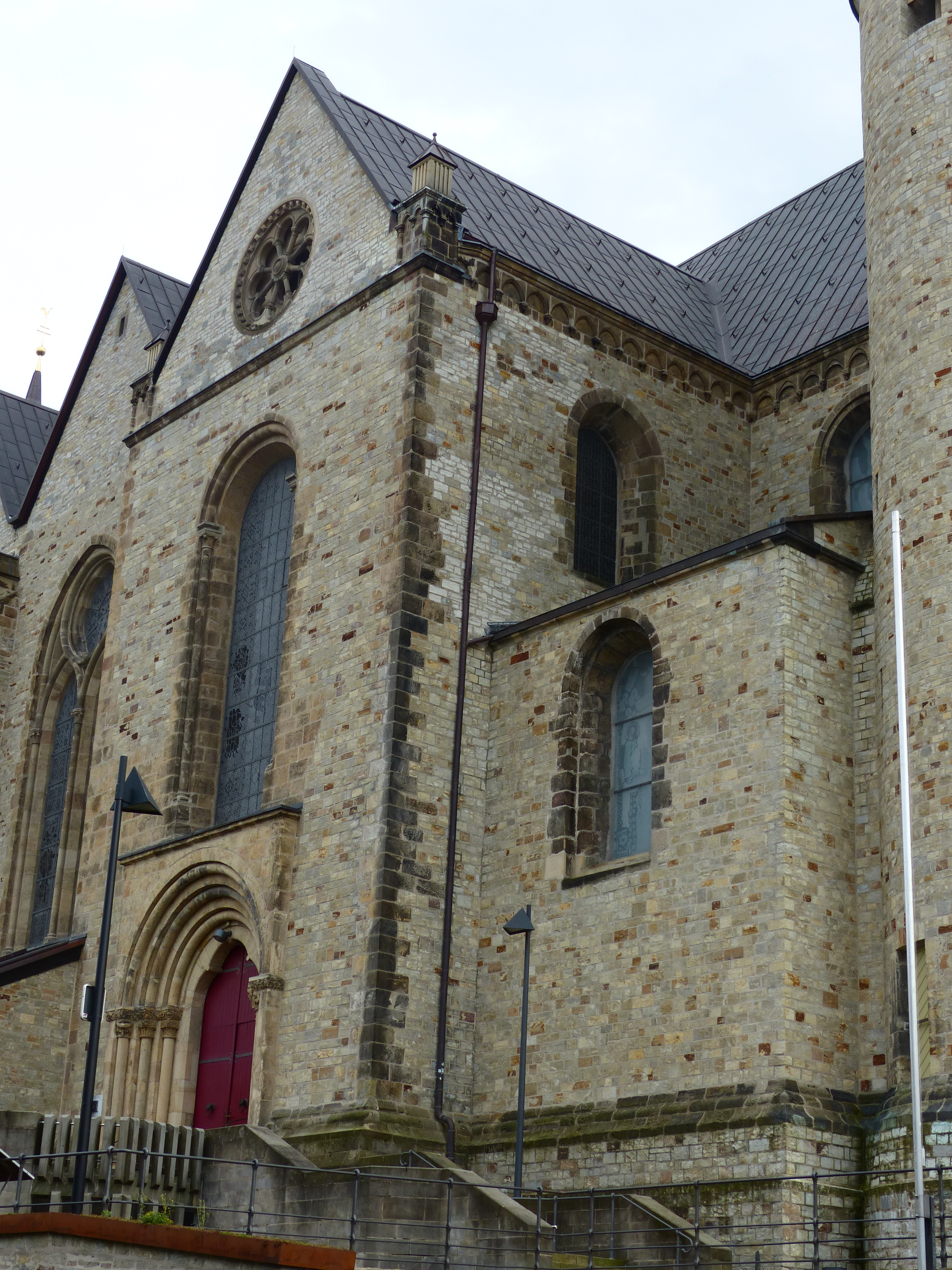
Basilikales Westjoch und Westquerhaus, von Norden

Im 13. Jahrhundert war die Stilentwicklung schneller als der Baufortschritt der meisten großen Kirchen. Das zeigt sich am Paderborner Dom vor allem an den Fenstern: Turm, basilikales Westjoch und Westquerhaus haben romanische Fenster. Die Blendrosette im Nordgiebel des Westquerhauses kann gleichermaßen der Romanik und der Gotik zugerechnet werden, ähnliche Blendrosetten gibt es über den frühgotischen Biforien in der Festfassade von Notre-Dame de Paris. Das westlichste Seitenfenster an der Südseite des Langhauses zeigt Maßwerk als Blendmaßwerk auf einem eigentlich noch frühgotischen Gruppenfenster. Die Zwickel sind noch gemauert. Das entsprechende Fenster auf der Nordseite ist schon vollständig hochgotisch, die Pfosten sind zwar etwas kräftiger als am Chorumgang der Kathedrale von Reims und der Marburger Elisabethkirche, aber sie haben gleichartige Profile, und die Zwickel um die Rundscheibe im Scheitel sind schon verglast. Derart etwas gröbere Profile haben auch die Langhausobergaden der Kathedrale von Amiens. Nach Osten hin wird auf der Südseite das Maßwerk von Fenster zu Fenster differenzierter. Die beiden östlichen auf der Südseite haben große Ähnlichkeit mit den Obergaden des Straßburger Münsters. Auf der Nordseite fehlen dem östlichsten Langhausfenster die vorgesetzten Säulchen. Das Ostfenster der Chors leitet mit seinen sphärischen Vierecken schon zu Spätgotik über.

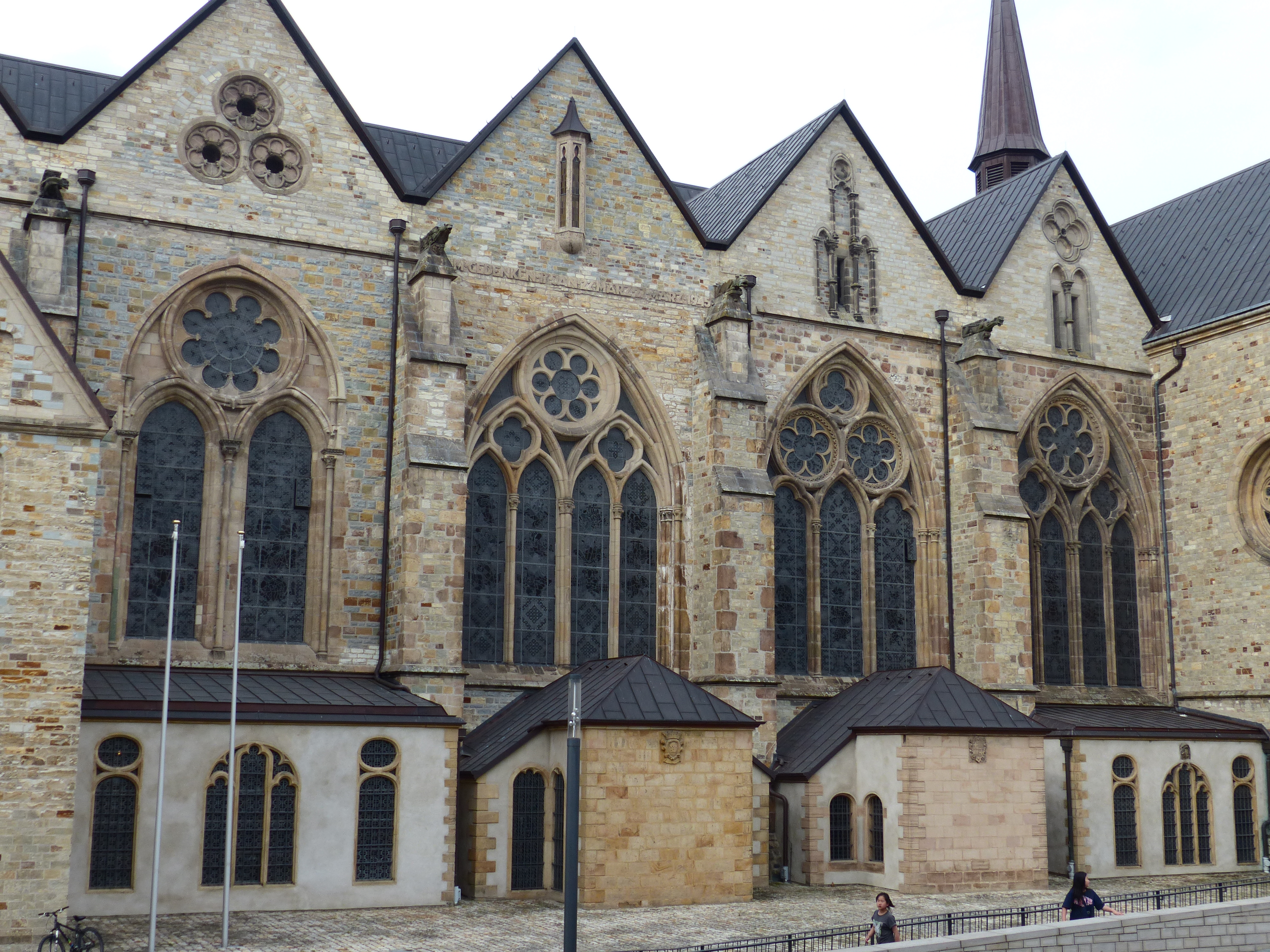
Südliche Langhausfenster: links Blendmaßwerk auf Gruppenfenster, ostwärts immer feineres Maßwerk
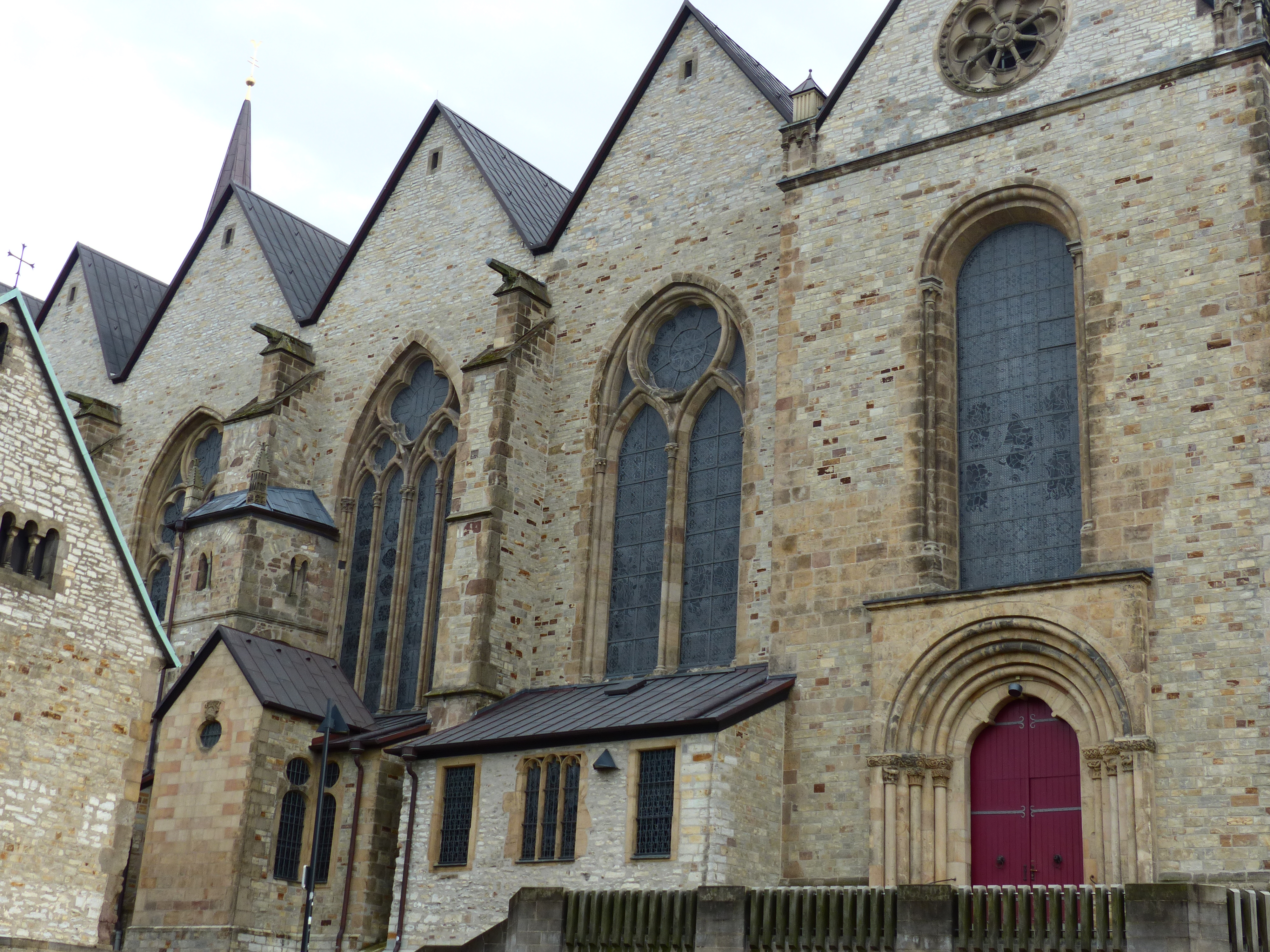
Nordseite: Westquerhaus und drei Langhausfenster, auch das westlichste mit reifem Maßwerk
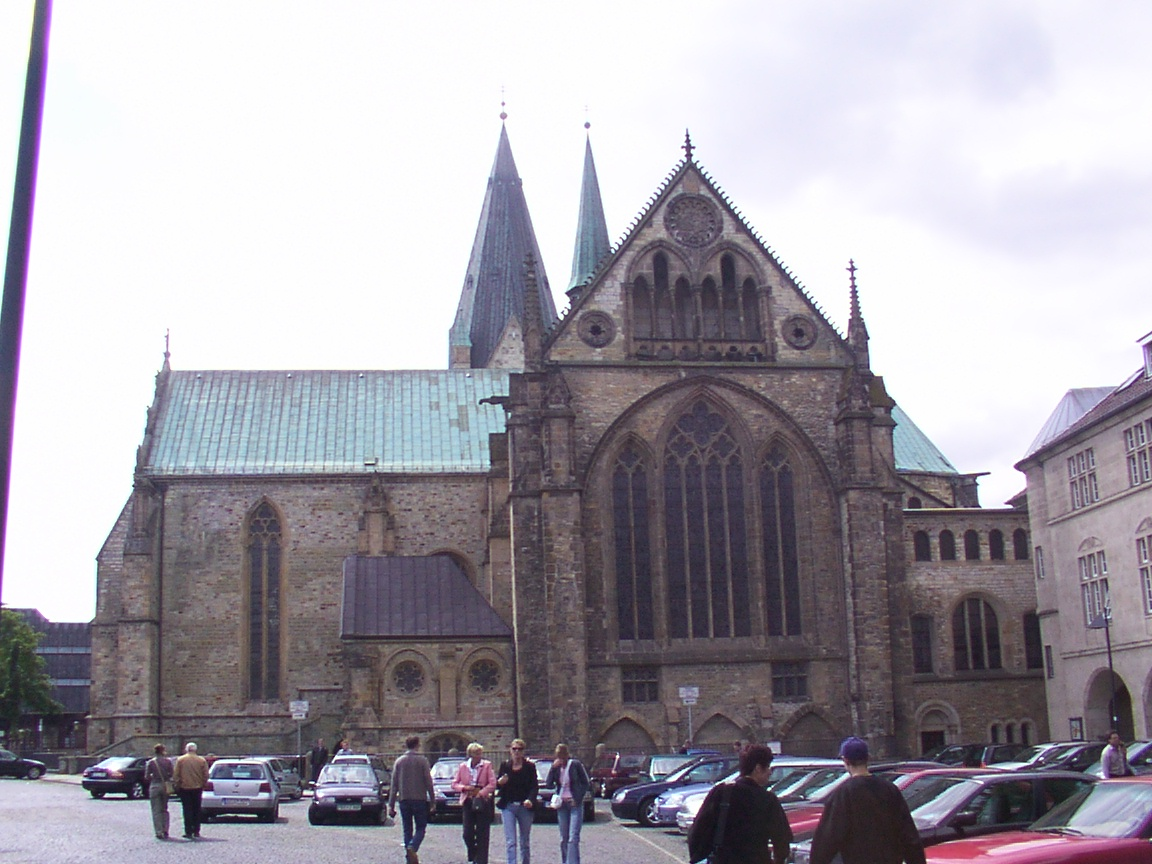
Chorgiebel und asymmetrisches Ostquerhaus

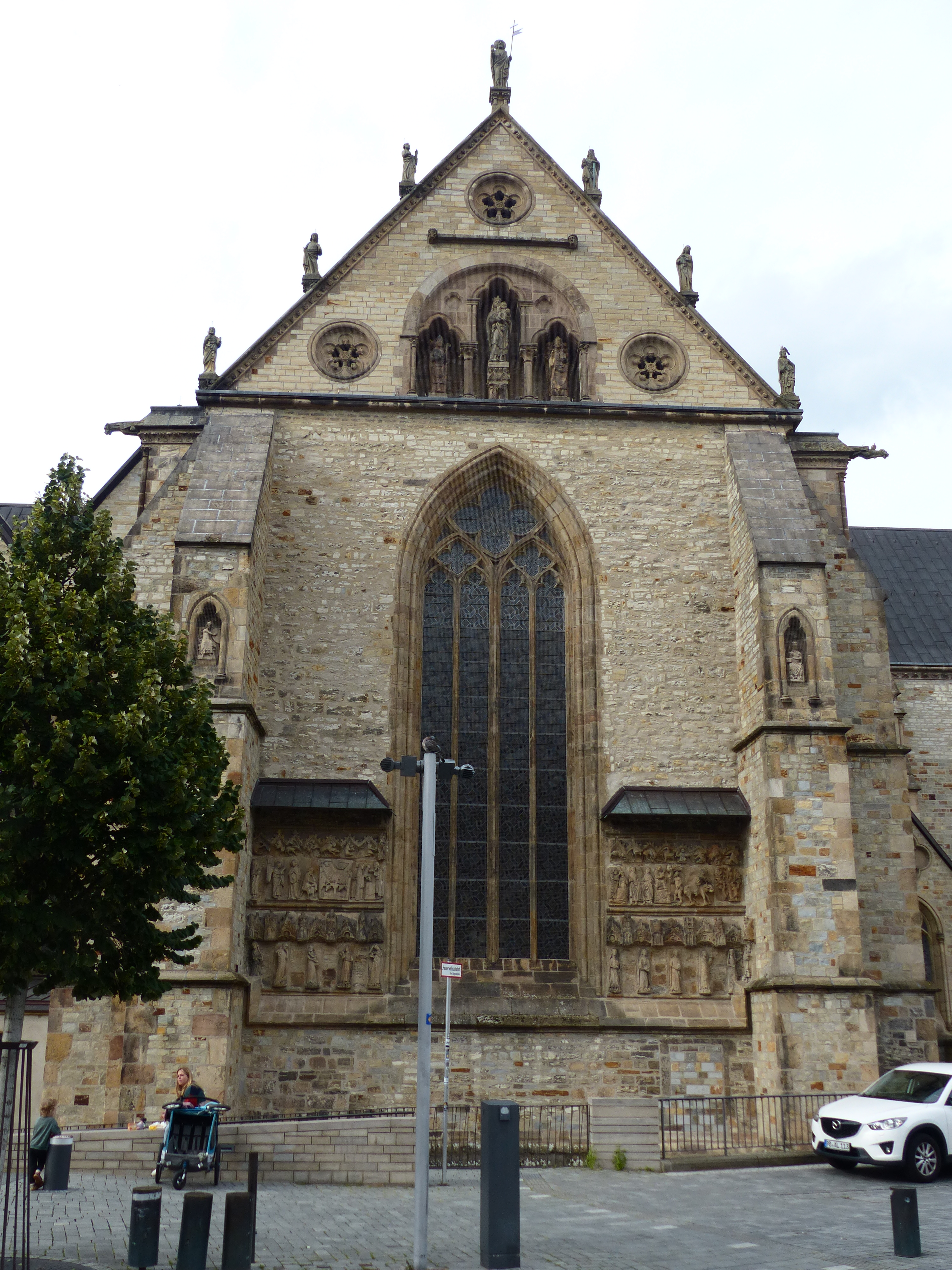
Südgiebel des Ostquerhauses mit Reliefs
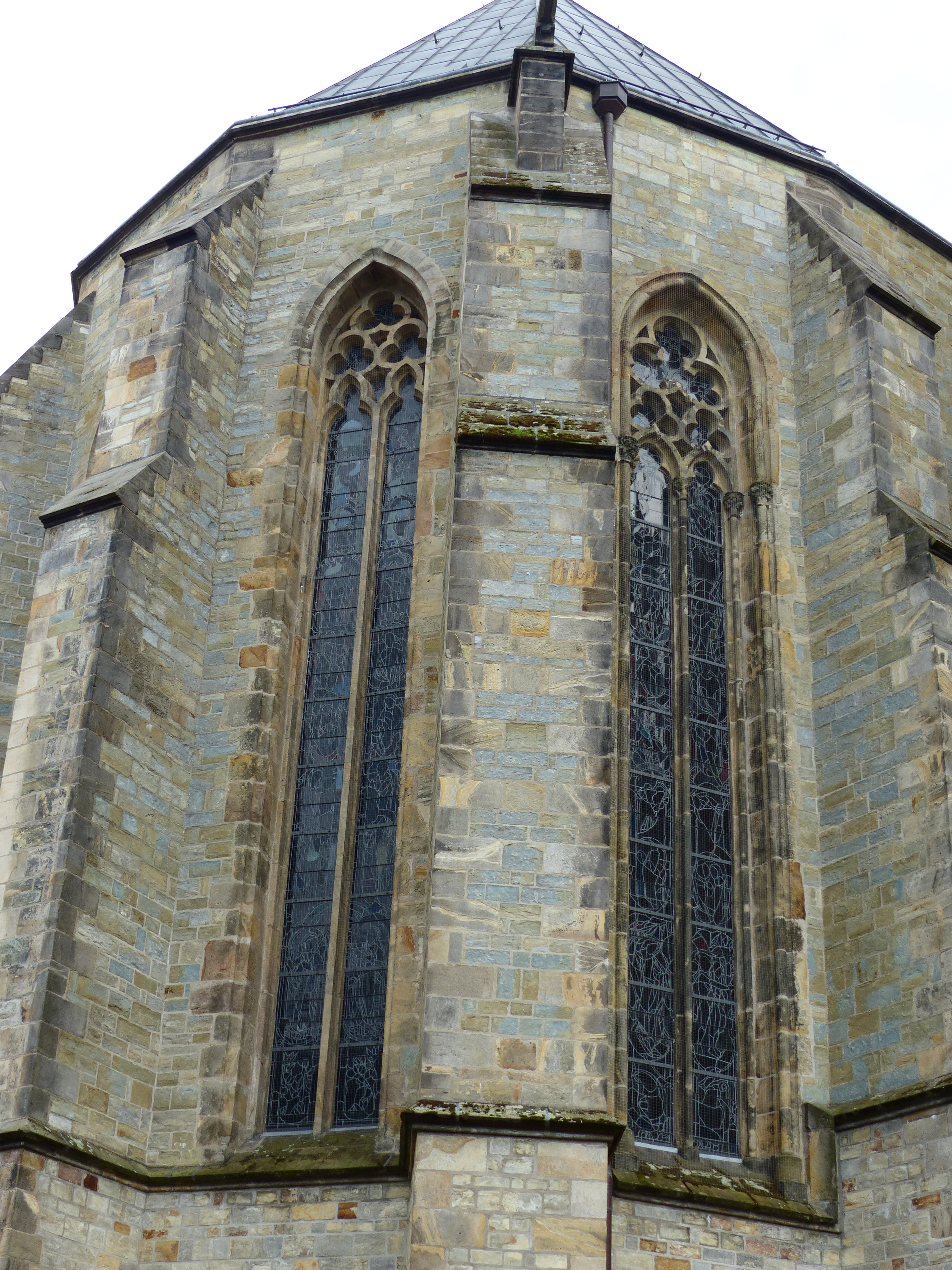
Polygonales Nordende des Ostquerhauses

Östlich an das Langhaus schließt sich das östliche Querhaus an. Sein südlicher Arm ist rechteckig und wird als „Pfarrwinkel“ bezeichnet, da hier vom 18. bis zu 20. Jahrhundert die Gottesdienste der Dompfarrei stattfanden. Der nördliche Arm des Ostquerhauses wird gemeinhin „Hasenkamp“ genannt; er hat einen 7/12-Schluss und ist wahrscheinlich der jüngste Teil des Doms. Der Hasenkamp hat seinen Namen vom Domscholaster Johannes Georg Brüggeney gen. Hasenkamp, der dort eine Uhr anbringen ließ. An die östliche Vierung schließt sich der zweijochige Ostchor mit erhöhtem Fußboden an. Unterhalb des Ostchores befindet sich die Krypta. An deren Westseite befindet sich der mit Mosaik geschmückte Vorraum zur Bischofsgruft mit der Grabplatte Meinwerks sowie in einem Raum noch weiter westlich die eigentliche Bischofsgruft.
An den so gestalteten Grundriss schließen sich weitere Anbauten an. An der Südseite des Chores, im Winkel zwischen Krypta und Pfarrwinkel, liegt die erstmals 1227 erwähnte Marienkapelle. Außerdem haben die Seitenschiffe des Langhauses je vier Seitenkapellen (jedes Joch eine), die meistens aus dem 14. Jahrhundert stammen. An der Südseite des Doms sind dies (von Westen nach Osten) die Hippolytuskapelle, die Matthiaskapelle, die Josefskapelle und die Vituskapelle. An der Nordseite liegen (von Westen nach Osten) die Meinolphuskapelle (auch Schützenkapelle genannt), die Elisabethkapelle, die Dreifaltigkeitskapelle und die Engelkapelle (auch Konrad-Martin-Kapelle genannt). An der Nordseite des Ostchores befindet sich das sogenannte „Atrium“, ein Verbindungsbau zwischen dem Dom und dem Kreuzgang des ehemaligen Domklosters. An seiner Ostseite liegt die Brigidenkapelle. Im Kreuzgang selbst befinden sich die Grabmäler verschiedener Domherren; an ihn angeschlossen sind eine kleinere Marienkapelle (meist „Westphalenkapelle“ genannt) sowie die Gedächtniskapelle für die Toten der Bombenangriffe des Zweiten Weltkrieges. Der Innenhof des Kreuzgangs dient als Kapitelsfriedhof.

### Gewölbe

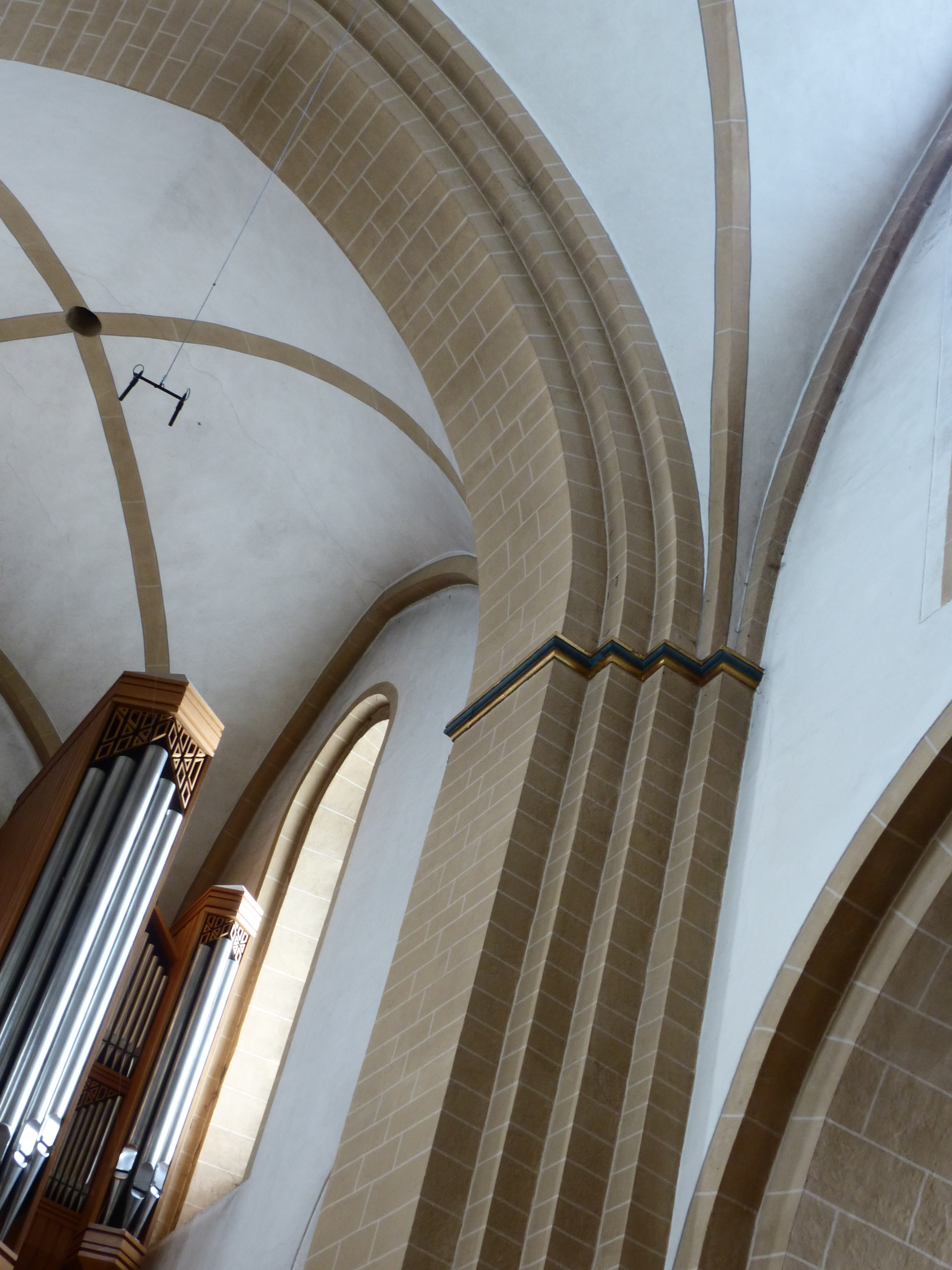
Westchor: Bogen zum Turmjoch
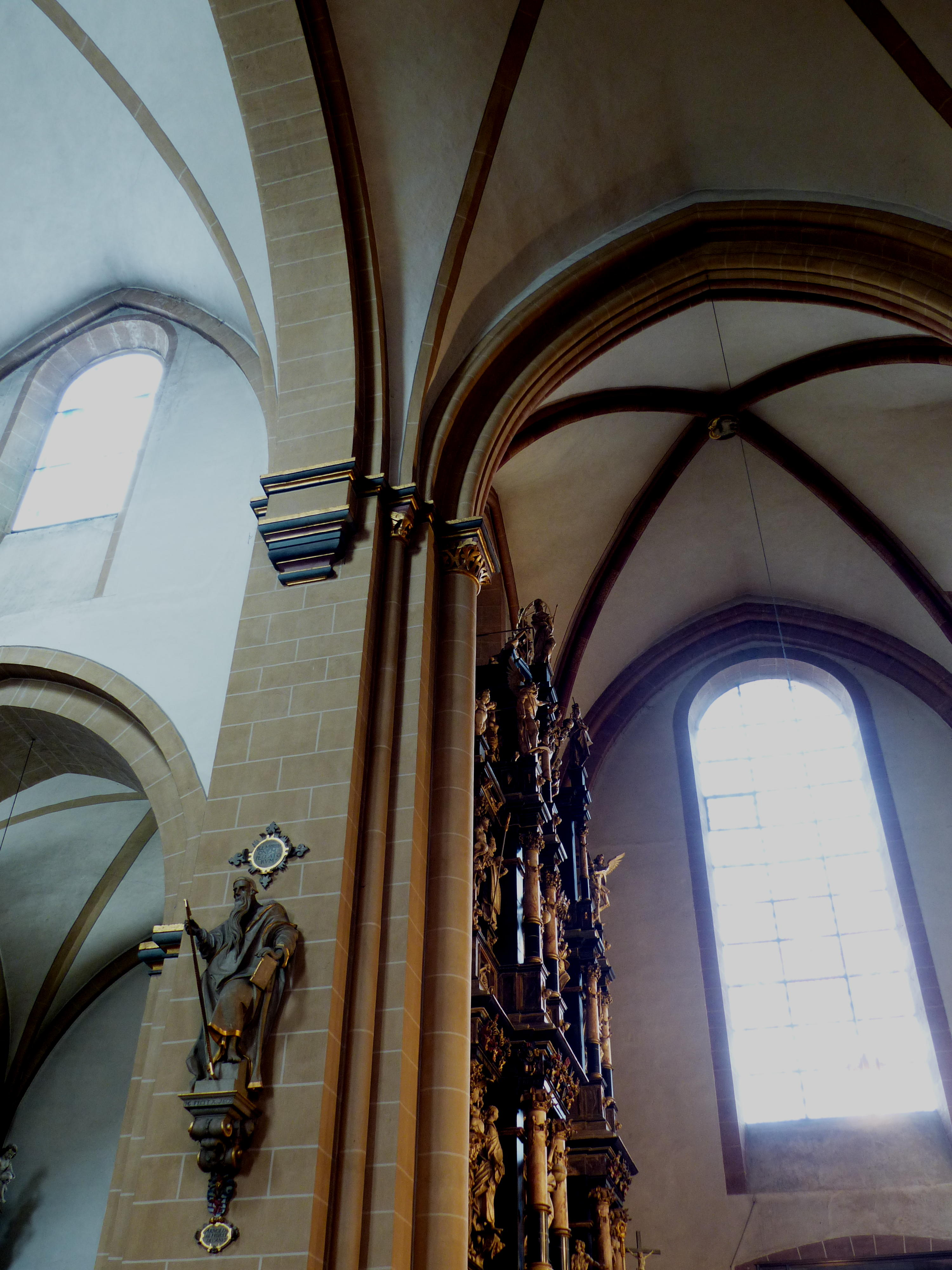
Westliche Vierung, links basilikaler Westchor, nordwestliches Querhaus mit Rippen

Die Gewölbe des Paderborner Doms sind im Unterschied zu den Fenstern erstaunlich einheitlich. Mit Ausnahme des Nordjochs des Westquerhauses sind es spitzbogige Kreuzgratgewölbe mit deutlichem Stich, d. h. ansteigenden Scheiteln der vier Dreiecke der Gewölbeschalen. Sehr ähnliche Gewölbe haben die Große Marienkirche in Lippstadt (Chorflankenturm mit Dendrodatum um 1200, Hallenkirche mit gebundenem System möglicherweise ab 1220) und das Herforder Münster (ab etwa 1220, Ablass 1228, Hallenkirche), jedoch beide an wichtiger Stelle ein achtrippiges Joch mit Scheitelring. In der Bremer Liebfrauenkirche (Hallenkirche, wohl ab 1220) haben sämtliche Gewölbe Rippen, in vier Jochen deren acht, in den übrigen jeweils vier. Im Paderborner Dom hat allein das erwähnte nordwestliche Querhausjoch kräftige Wulstrippen, die sich von den etwa gleich starken Rippen im Südseitenschiff des Bremer Doms durch zusätzliche Parallelwulste unterscheiden. In beiden Paderborner Vierungen sind die Kämpfer der den Chören zugewandten Pfeiler nur mit schlichten Gesimsen markiert, ebenso an den Wandpfeilern im Westchor. Im Langhaus (einschließlich der inneren Vierungspfeiler) und im Ostchor sind die Kämpfer als Kapitellbänder mit frühgotischen Pflanzenmotiven gestaltet.

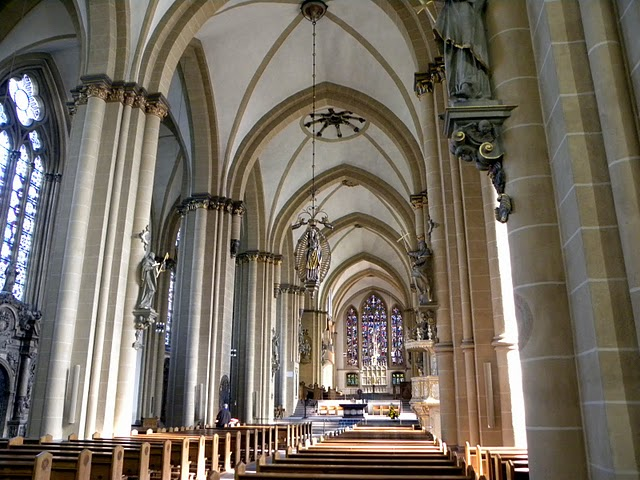
Langhaus ostwärts: Rippen nur aufgemalt, beginnen als zumeist rechtwinklige Grate
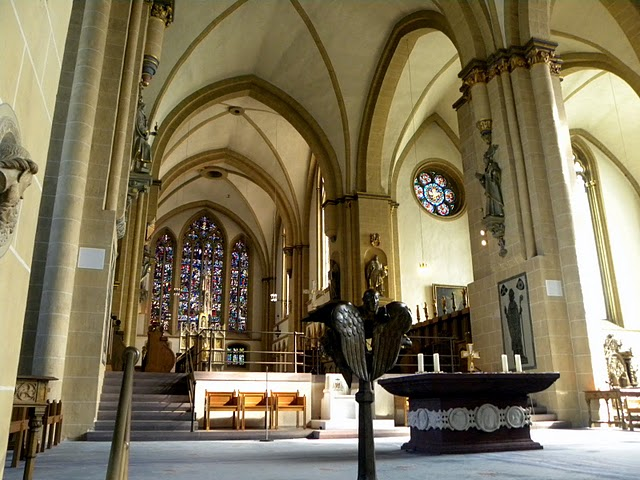
Östliche Vierung und Ostchor: östliche Vierungspfeiler nur mit Gesimsen

### Paradiesvorhalle und Paradiesportal

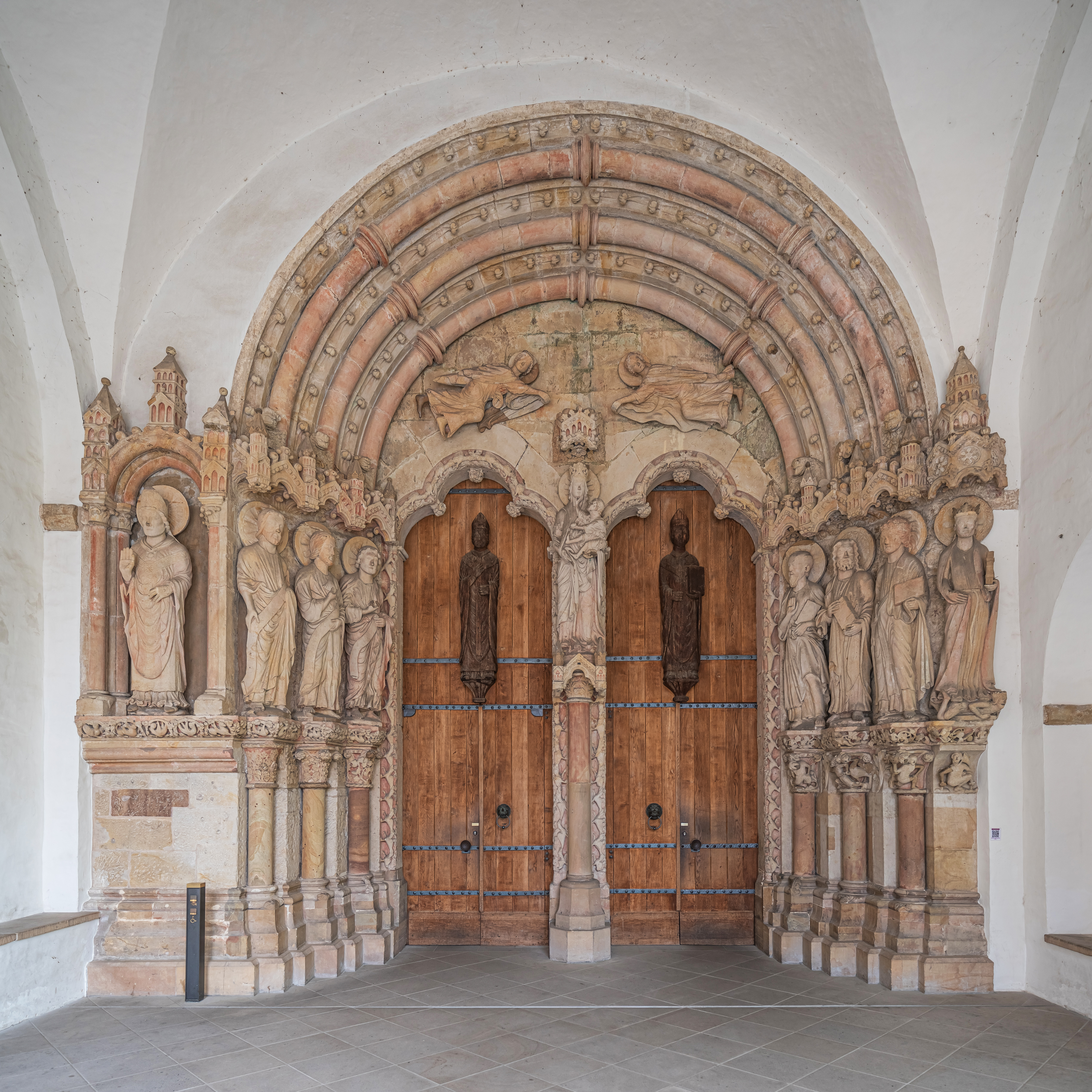
Paradiesportal

In der Verlängerung des südlichen Armes des Westquerhauses steht die sogenannte „Paradiesvorhalle“. Die Vorhalle, wahrscheinlich in der zweiten Hälfte des 12. Jahrhunderts entstanden und bis 1859 doppelt so groß wie heute, wird als Aufenthaltsraum für Pilger auf dem Weg nach Santiago de Compostela gedeutet. Sie hat große Ähnlichkeit mit den Vorhallen weiterer hauptsächlich französischer Pilgerkirchen auf dem Weg nach Santiago.
Der Dom ist eine Doppelchoranlage, hat also keine Fassade mit entsprechendem großem Eingangsbereich. Deshalb hat man ihn auf der Südseite mit einem aufwendigen Figurenportal versehen. Es handelt sich dabei um das größte romanische Portal in Westfalen. Es wurde nicht nach einem einheitlichen Plan ausgeführt, sondern, wie die Unstimmigkeiten im Aufbau beweisen, zunächst als reines Säulenportal begonnen und erst unter dem Einfluss der französischen Kathedralgotik als Figurenportal vollendet. Die Figurengruppe wird nach neueren Forschungen auf das erste Drittel des 13. Jahrhunderts datiert; sie ist in dieser Form für Deutschland sehr selten.
Am Mittelpfosten steht die Muttergottes als Himmelskönigin mit dem Jesuskind im Arm, eine der frühesten stehenden Madonnen in Deutschland. In einer einfühlsamen Geste wendet sich das Kind mit einer Armbewegung seiner Mutter zu. Die noch sichtbaren Farbreste sind ein Indiz dafür, dass im Mittelalter Plastik bemalt war. An den Eingangstüren, rechts und links von der Madonna, hängen die noch älteren, aus dem 12. Jahrhundert stammenden Figuren der Dompatrone Kilian und Liborius. Im Tympanon oberhalb der Muttergottes befindet sich ein Holzkreuz, das von zwei Engeln flankiert wird.
Links und rechts neben den Eingangstüren stehen je drei Apostelfiguren und eine weitere Heiligenfigur. Nicht alle Figuren sind sicher zuzuordnen. Direkt links neben Maria steht Petrus – erkennbar an dem seit Jahrhunderten festliegenden Kopftyp. Der Apostel mit der Pilgermuschel in der Hand links daneben ist Jakobus der Ältere. Die sich dann auf der linken Seite anschließende Figur ist nicht zu identifizieren, da sie durch die Schriftrolle nur ganz allgemein als Apostel gekennzeichnet ist. Die daran anschließende Bischofsfigur könnte Julian von Le Mans sein.
Direkt rechts neben Maria steht Paulus, rechts daneben ein nicht identifizierbarer Apostel. Die bartlose Figur an zweiter Stelle von rechts ist wahrscheinlich Jesu Lieblingsjünger Johannes. Als Einzelfigur ist rechts außen die Hl. Katharina interessant: Sie tritt den heidnischen Kaiser Maxentius mit ihren Füßen nieder, gegen den sie das Christentum in einer Disputation siegreich verteidigt hatte.
Die Kapitellzone unterhalb der Figurenreihe ist mit großem plastischen Aufwand gestaltet. Auf die Kapitellkerne der linken Seite sind flächige Blattmuster gelegt, teilweise in mehreren Schichten übereinander, die sich auch über die Mauerstücke dazwischen erstrecken. Die Kämpferzone darüber ist, wie häufig im Mittelalter, von einem Gemisch aus Pflanzenranken und Fabelwesen überzogen. Die Kapitelle auf der rechten Seite zeigen Menschen vom Rand der Gesellschaft, zum Beispiel einen Mann auf Handkrücken. Die Kämpfer sind mit Weinreben sowie Winzer- und Jagdszenen dekoriert.

### Kapellen
An der Nord- und Südseite des Doms befinden sich Kapellen, die überwiegend im 14. Jahrhundert entstanden sind. Die Domherren stammten aus westfälischen Adelsfamilien, die mit ihrem Vermögen für die Stiftungen aufkamen, die für den Unterhalt des Doms notwendig waren. Einige dieser Familien beanspruchten einen besonderen Platz, der nach ihren Vorstellungen und Wünschen ausgestaltet war und die Familienwappen und Inschriften zeigte. Dieser Gebetsort sollte auch gleichzeitig der Begräbnisort für die angehörigen Domherren sein. Etwa von der Mitte des 17. bis zum 18. Jahrhundert, veränderte sich der Zeitgeschmack. Es kam die Zeit des Barock und die Kapellen wurden gründlich umgestaltet; sie erhielten in etwa ihr derzeitiges Aussehen. Sie wurden immer wieder beschädigt und auch geplündert, letztmals im Zweiten Weltkrieg, die Schäden und Verluste wurden repariert oder ersetzt. Die Räume sind vor Diebstahl und Vandalismus durch kunstvoll geschmiedete Gitter geschützt, die zum Teil in der Manier des optisch täuschenden perspektivischen Durchblicks angefertigt wurden. Durch die Gitter ist die Innenausstattung nur schwer zu erkennen. Ergänzt werden diese acht Kapellen durch die Brigidenkapelle, die Westphalenkapelle und die Gedächtniskapelle, die sich am Kreuzgang befinden.

#### Kapellen an der Südseite
Im Folgenden werden die Kapellen an der Südseite des Doms von Ost nach West beschrieben.

##### Marienkapelle

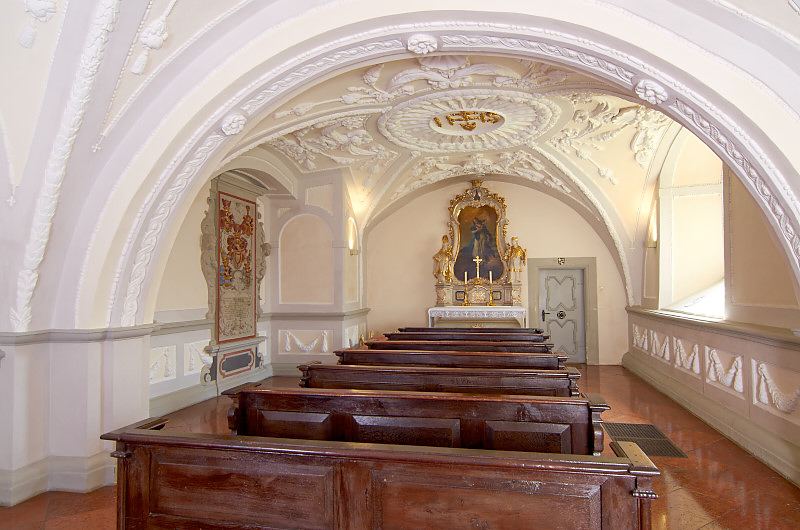
Barockisierte Marienkapelle

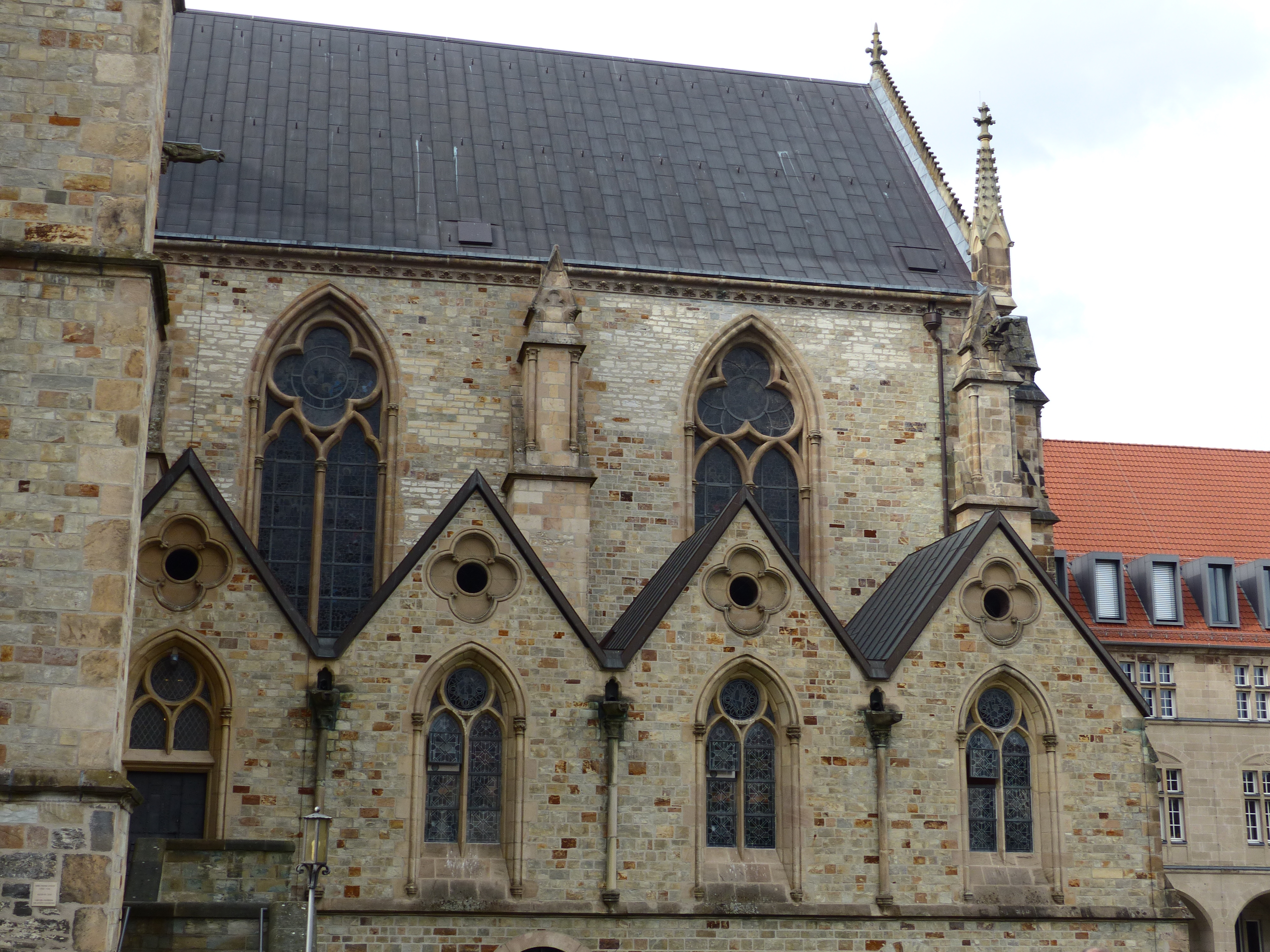
Marienkapelle und Chor von Süden

Die Marienkapelle an der Ostseite des Doms südlich des Ostchors ist die größte der Kapellen wurde erstmals 1215 erwähnt, ist aber in ihrer Gestaltung außen wie innen jünger. Die Maßwerkfenster der Südseite können nicht vor dem mittleren Drittel des 13. Jahrhunderts entstanden sein. Im 17. Jahrhundert wurde das Innere im barocken Stil erneuert. Hier wurden häufiger Gottesdienste gefeiert. Die schwere Tür, durch die sie erschlossen ist, wirkt ähnlich wie eine Laubsägearbeit. Aus zwei aufeinander geklebten Brettern wurden Öffnungen ausgestanzt, so dass die aufgemalte und von Engeln umgebene Madonna mit Kind vor einer perspektivisch vorgetäuschten Architektur Platz findet. Das Bild malte Anton Willemssens aus Flandern. Die Tür ist von einer wuchtigen Portalrahmung mit zwei schweren Säulen umgeben. Die Decke wurde von Ludwig Willemssens mit wirkungsvollen Stuckarbeiten versehen. Der kleine Rokokoaltar zeigt auf dem Altarblatt die Maria Immaculata. Zu beiden Seiten stehen die Figuren des Liborius und des Johannes Nepomuk, die in weiß und Gold gefasst sind. Der Altar stammt aus einer Privatkapelle und wurde 1786 in der Marienkapelle aufgestellt. Erst im 20. Jahrhundert kam er an den heutigen Platz. An der Nordwand der Kapelle steht das Grabmal des Domdekans Kaspar Philipp von Ketteler.

##### Vituskapelle
Die Vituskapelle steht an der Südseite des östlichsten Langhausjochs und wurde im 14. Jahrhundert durch den Paderborner Bischof und ehemaligen Abt von Corvey Heinrich III. von Spiegel zum Desenberg (1361–1380) gestiftet. Anfang des 18. Jahrhunderts ließen Domdechant Ferdinand von Plettenberg und sein Bruder Bernhard die Kapelle erneuern und neu ausstatten. Die prachtvolle Portalrahmung, ein Werk von Heinrich Papen, ist von einer Figur des Vitus, dargestellt mit einem Löwen und einem Adler, bekrönt. Die großen Medaillons mit den Porträts des Antonius von Padua und des Franz Xaver in den Seitenfeldern des Portals werden von Engeln gehalten. Der Altar der Kapelle ist aus Alabaster und Marmor gefertigt. Das Altarbild wird von Alabasterfiguren des Liborius', Karls des Großen, Heinrichs II. und Meinolfs begleitet. Das Antependium zeigt auf einem auf Leder gemalten Bild einen nicht bezeichneten Papst, in der Pose eines Baumeisters. Das Altarblatt wurde 1988 von Richard Sehrbrock aus Elsen gemalt und zeigt den Paderborner Weihbischof Nils Stensen. Das Bild im oberen Teil des Altars zeigt den sein Schöpfungswerk segnenden Gottvater. An den Seitengewänden des Eingangs stehen in zwei Nischen die Figuren der Agatha im Feuer und eines unbekannten Bischofs.

##### Josefskapelle

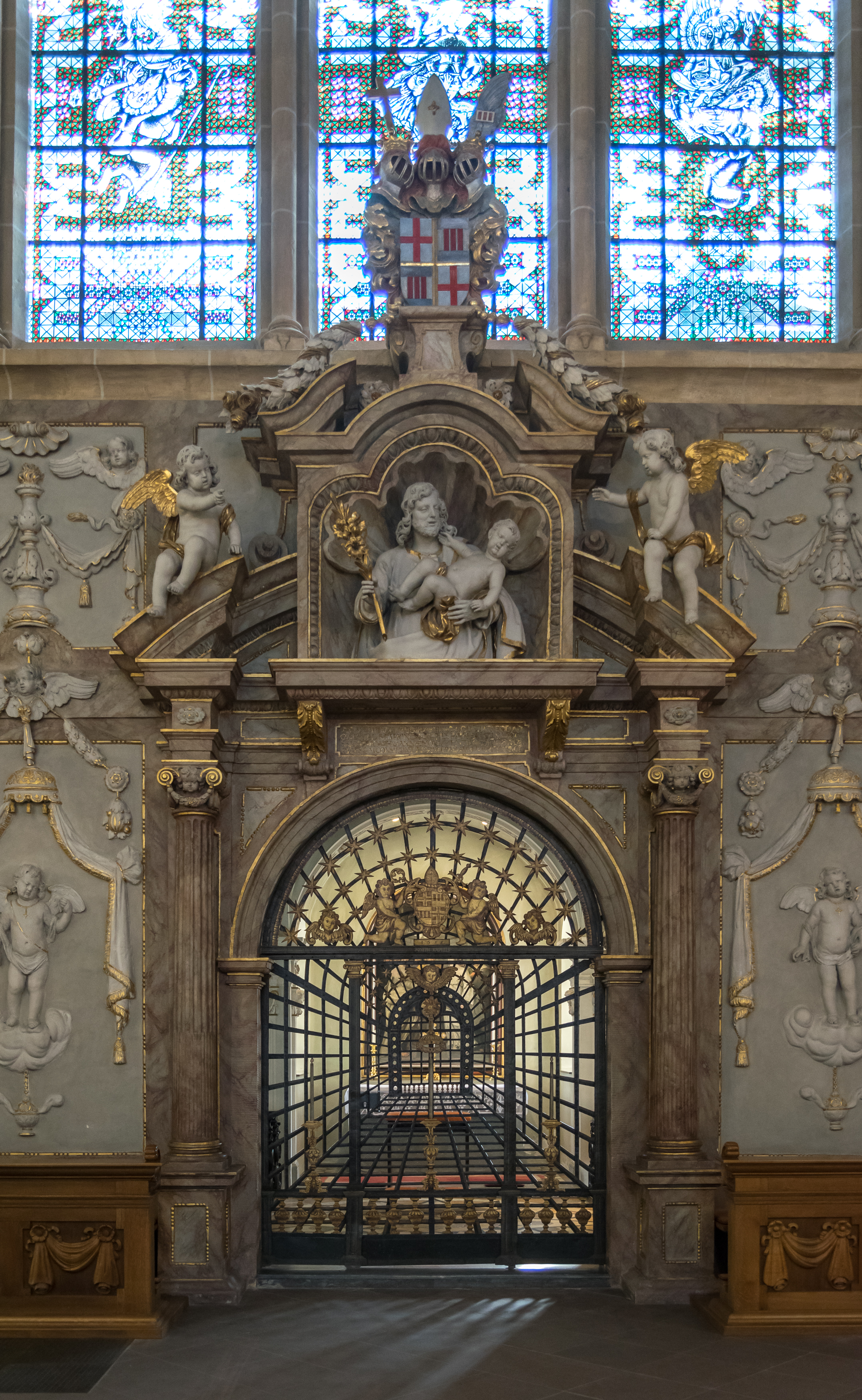
Portal der Josefskapelle

Die Josefskapelle stammt ebenfalls aus dem 14. Jahrhundert und stand zunächst unter dem Patrozinium der Heiligen Drei Könige. Ein bekanntes Relief mit der Darstellung der Könige, das aus der Zeit dieses alten Patroziniums erhalten ist, wurde in den südlichen Pfeiler neben dem Treppenaufgang zum Hauptaltar eingelassen. Das Dreikönigsbild ist nicht erhalten. Im 17. Jahrhundert erhielt die Kapelle das Patrozinium des hl. Josef und wurde von Anton und Ludwig Willemssens barockisiert. In einer Muschelnische über dem Eingang befindet sich ein Brustbild des hl. Josef mit Jesuskind und Lilie, umrahmt von zwei Putten. Die Kapelle hat die Form eines griechischen Kreuzes, wobei sich der Altar in der südlichen Nische befindet. Das Gemälde über dem schlichten Altar zeigt die Vermählung von Josef und Maria; in der östlichen Nische hängt ein Bild der Hl. Ursula mit Gefolge. Beide Gemälde sind Werke Anton Willemssens’.

##### Matthiaskapelle
Der Name der Matthiaskapelle geht auf Matthias von der Reck zurück. Sie „hat häufig die verantwortlichen Hüter gewechselt.“ Entstanden im 14. Jahrhundert, ließ der Paderborner und Mainzer Dompropst Johann Wilhelm Wolff von Metternich zur Gracht, Bruder des hiesigen Fürstbischofs Hermann Werner Wolff von Metternich zur Gracht sie im 17. Jahrhundert neu errichten und von Heinrich Papen ausgestalten. Der Eingang ist von einer reich ausgeschmückten, prachtvollen Portalrahmung umgeben, die von einer Figur des Hl. Matthias bekrönt wird. Reliefs in den Seitenfeldern stellen die Berufung und das Martyrium des Heiligen dar. Die großen Medaillons darüber zeigen den hl. Judas Thaddäus und den hl. Liborius. Eine Inschrift und ein Wappen machen Johann Wilhelm Wolff von Metternich zur Gracht als Stifter der Kapelle kenntlich. Die Kapelle hat einen kreuzförmigen Grundriss, wobei der Altar sich in der südlichen Nische befindet. Er ist als Säulenädikula ausgebildet und zeigt die Kreuzigung; Figuren des hl. Matthias und des hl. Andreas flankieren die Säulen. In den anderen Nischen befinden sich Reliefs mit der Geißelung Christi und der Dornenkrönung. Figuren Johannes’ des Täufers und des hl. Abtes Wilhelm ergänzen die Ausstattung.

##### Hippolytkapelle
Nahe dem Paradiesportal steht die Hippolytkapelle, die westlichste Kapelle des südlichen Seitenschiffs. Sie wird 1306 erstmals urkundlich erwähnt; ein Neubau durch den Domküster und Drost in Neuhaus und Boke, Matthias von der Reck, ist für 1688 belegt. Er bekam sie als Grabkapelle zugesprochen, doch ist seine tatsächliche Beisetzung nicht überliefert. Kapelle und Portal wurden vermutlich von Ambrosius von Oelde entworfen. Ionische Säulen flankieren den Eingang; auf dem Giebel des Portals steht die Figur des Hippolyt als Polizeihauptmann, mit Panzerhemd und Hellebarde. Die Kapelle hat einen rechteckigen Grundriss und ist in drei Joche unterteilt. Der Altar, der sich an der Ostwand der Kapelle befindet, ist als Säulenädikula gestaltet und zeigt die Aufnahme Mariens in den Himmel.

#### Kapellen an der Nordseite
Im Folgenden werden die Kapellen an der Nordseite des Doms von Ost nach West beschrieben.

##### Engelkapelle
Die Engelkapelle ist die östlichste Seitenkapelle der Nordseite des Doms. Grundstock der Kapelle war ein Engelaltar aus dem 14. Jahrhundert, für den im 15. Jahrhundert die Engelkapelle errichtet wurde. Ende des 17. Jahrhunderts ließ der Paderborner Dompropst Johann Adolph von Fürstenberg sie zu seiner Grablege umgestalten, wurde jedoch dann in der Franziskanerkirche in Attendorn begraben. Das Portal ist plastisch reich gestaltet. Ionische Säulen flankieren den Eingang; auf dem Giebel steht eine Figur des hl. Erzengels Michael, der den Drachen niederstößt. Der Grundriss der Kapelle ist rechteckig mit westlich anschließender Nische. In dieser Nische befindet sich das Grabmal des Paderborner Bischofs Konrad Martin (1856–1875). Der Bischof wird auf der Tumba kniend, mit einem Kreuz in den Händen gezeigt. Die Darstellung ist eines der Hauptwerke des Bildhauers Georg Busch aus dem Jahre 1915. Wegen des Grabmals des hochgeehrten Bischofs trägt die Kapelle auch den Namen „Konrad-Martin-Kapelle“. Der Altar befindet sich an der Ostwand der Kapelle und ist als Säulenädikula gestaltet. Das Altarbild ging im Krieg verloren, aber die Bildunterschrift blieb erhalten. Auf dieser Grundlage wurde von Richard Sehrbrock ein neues Bild gemalt, das zu den Altarpatronen Pauline von Mallinckrodt inmitten ihrer blinden Kinder hinzufügt. Außerdem hängen an den Wänden der Kapelle zwei Reliquiare. Das Reliquiar der seligen Pauline von Mallinckrodt (1817–1881) in Form eines Weinstocks ist eine Arbeit des Goldschmieds Walter Cohausz und wurde 1986 angefertigt. Feingliedriges Astwerk bewegt sich über den Kämpfer des Wandpfeilers. Die Weintrauben sind vergoldet, die Blätter versilbert. Die Partikel der Reliquie werden in einem Bergkristall bewahrt. Eine Emailplatte in der Mitte des Reliquiars zeigt ein Porträt der Pauline. An der gegenüberliegenden Wand befindet sich ein rundes Reliquiar der seligen Maria Theresia Bonzel (1830–1905), das 2014 von Matthias Engert geschaffen wurde.

##### Dreifaltigkeitskapelle

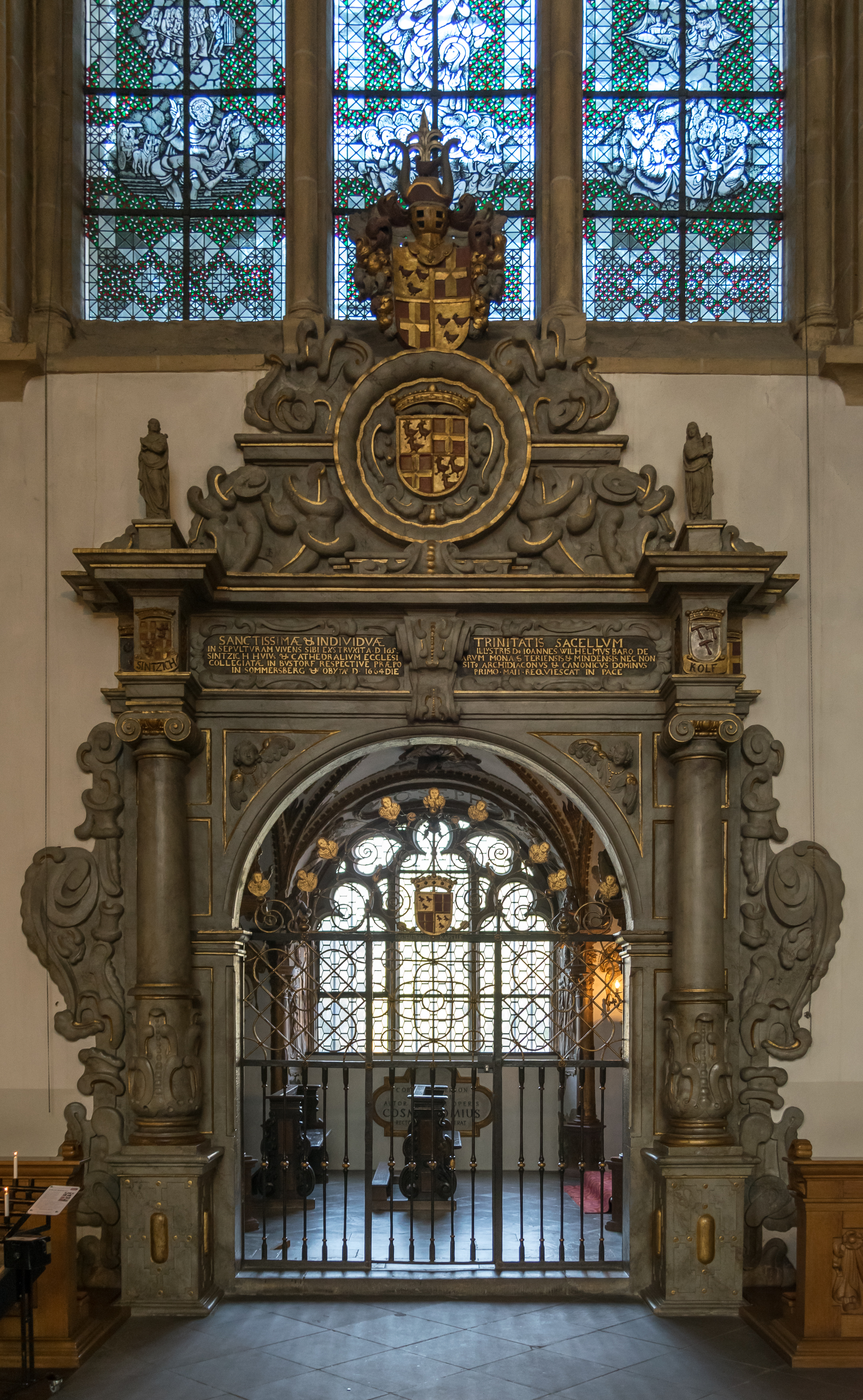
Portal der Dreifaltigkeitskapelle

Die Dreifaltigkeitskapelle geht auf einen Dreifaltigkeitsaltar vom Beginn des 14. Jahrhunderts zurück; die Kapelle selbst dürfte in der Mitte des Jahrhunderts entstanden sein. Zeitweise war Gobelin Person Inhaber der Altar- und Kapellenstiftung. Mitte des 17. Jahrhunderts ließ Dompropst Johann Wilhelm von Sintzig die Kapelle barockisieren, wahrscheinlich durch den Franziskanerbruder Gerhard Mahler, der seit 1652 mit der Wiederherstellung der Kirche befasst war. Das Portal ist wie ein Triumphbogen mit ionischen Säulen gestaltet und trägt im bzw. auf dem Giebel die Wappen von Johann Wilhelm und Johann Heinrich von Sintzig. Die Kapelle hat einen rechteckigen Grundriss mit je einer Nische im Osten und im Westen. In der Portallaibung sind Meinolfus als Augustinerchorherr mit einem Modell der Klosterkirche von Böddeken und die Begegnung von Joachim und Anna, der Eltern der Maria, an der goldenen Pforte zu sehen. In der Fensterlaibung sind der hl. Kilian und der hl. Liborius dargestellt. Der Altar steht in der östlichen Nische und zeigt heute ein Bild des Adolph Kolping von Richard Sehrbrock. Das ursprüngliche Altarbild ging in Kriegswirren verloren; die begleitenden Figuren des hl. Mauritius und der hl. Ursula sind jedoch erhalten. In der westlichen Nische ist in einem großformatigen Relief die Taufe Christi dargestellt. Die Kappen der Gewölbe sind mit den Darstellungen der vier Evangelisten, sowie viel Schmuckwerk und Engelsköpfen, verziert. Ein durch das Gewölbe reichendes Schriftband mit dem Text des Ave Maria wird von Engeln gehalten.

##### Elisabethkapelle
Die Elisabethkapelle ist die am reichsten ausgestattete Kapelle des Doms. Der Priester Werner Gerlaci ließ sie um 1376 errichten; 1687 wurde sie unter Fürstbischof Hermann Werner von Wolff Metternich zur Gracht (1683–1704) im barocken Stil erneuert. Ihre Skulpturen schuf der Bildhauer Heinrich Papen. Die prächtige Portalfassade aus Alabaster rahmt den Eingang durch zwei ionische Säulen ein; die Zwickel sind mit Füllhörnern, die Blumen und Weintrauben tragen, belegt. Auffällig sind die Muschelnischen mit den Büsten des dornengekrönten Christus sowie der Mater Dolorosa in den Seitenfeldern des Portals. Elisabeth von Thüringen erscheint als bekrönende Figur auf dem Giebel. Die Kapelle hat einen kreuzförmigen Grundriss, wobei sich der Altar in der nördlichen Chornische befindet. Sein Relief zeigt die heilige Sippe: Im Vordergrund sind Maria und Elisabet mit dem Jesusknaben, im Hintergrund Josef, Zacharias und ein Engel. Die Figuren spielen mit Rosen und anderen Blumen. In der westlichen Nische befindet sich das Grabmal des Fürstbischofs Hermann Werner von Wolff Metternich zur Gracht. Im Vordergrund ist der Bischof im vollen Ornat vor einem Kruzifix kniend dargestellt. Im Hintergrund stehen zwei allegorischen Frauenfiguren mit Spiegel und Schlange bzw. Schwert und weitere Figuren. In der östlichen Nische der Kapelle steht ein Relief, das den Jesusknaben zeigt, der den hl. Antonius von Padua und den hl. Hermann Josef mit Rosen krönt.

##### Meinolphuskapelle

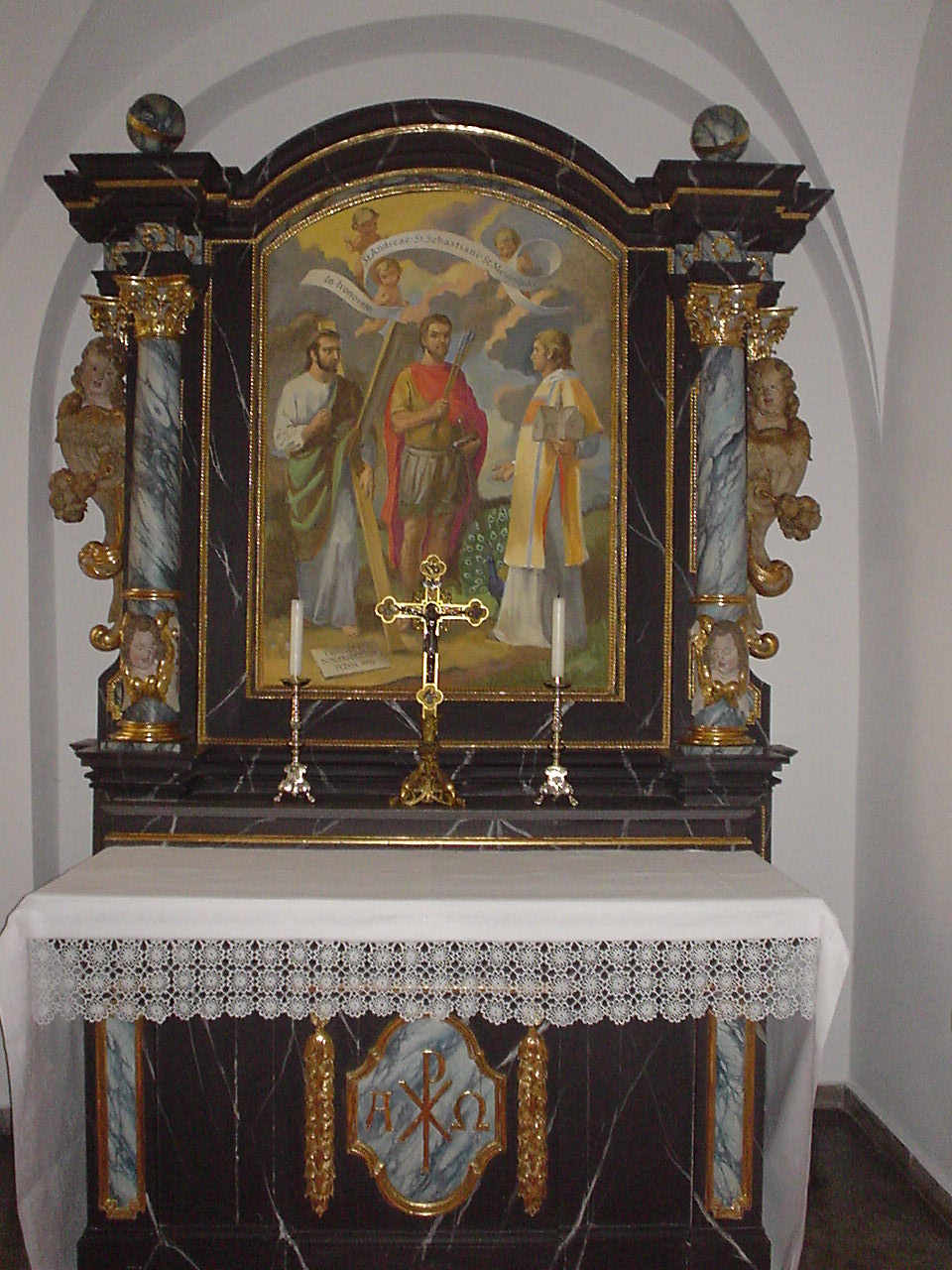
Altar der Schützenkapelle

Die Meinolphuskapelle wurde 1377 durch den Priester Werner Gerlaci als Andreaskapelle errichtet. Ende des 17. Jahrhunderts ließ Friedrich von Oienhausen zu Eicholtz sie barock erneuern; dabei wechselte ihr Patronat zu dem des hl. Meinolf. Ionische Säulen flankieren die Portalöffnung; im Giebelfeld der Portalrahmung ist das Wappen des Stifters sichtbar. Auf der Giebelspitze steht eine Figur des hl. Meinolf. Die Kapelle hat einen rechteckigen Grundriss und wird durch drei Joche gegliedert. Das westliche und das mittlere Joch sind durch eine Zwischenwand voneinander getrennt. Das Fenster des mittleren Jochs zeigt heute den hl. Hubertus, den Patron der Schützen. Der Altar an der Ostwand präsentiert sich als schlichte Säulenädikula mit einem Bild der hll. Andreas, Sebastian und Meinolf, das von Richard Sehrbrock gemalt wurde. Die Inschrift auf dem Portalgitter bezeichnet die Meinolphuskapelle als „Schützenkapelle“. Der Name geht auf das Engagement des Paderborner Bürgerschützenvereins für den Wiederaufbau und die mehrmalige Erneuerung der Kapelle vor und nach dem Zweiten Weltkrieg zurück.

#### Kapellen am Kreuzgang

##### Brigidenkapelle

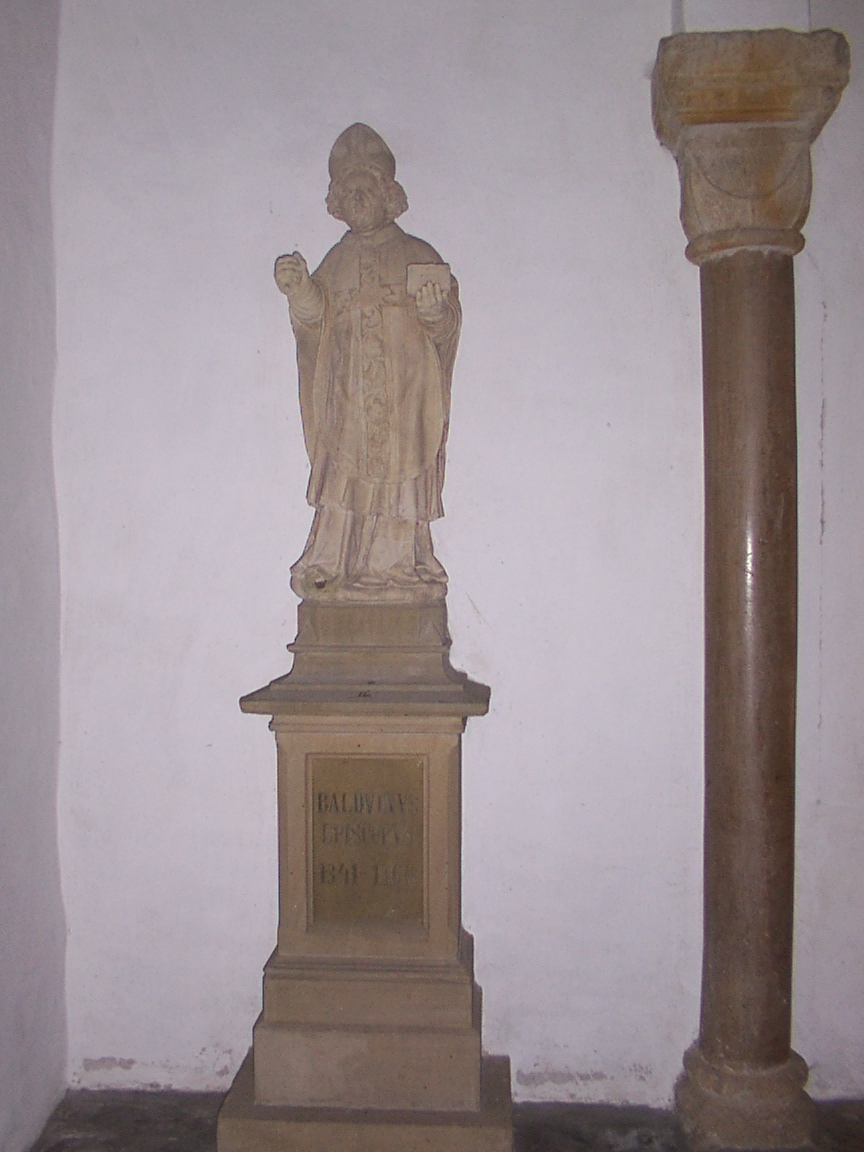
Standbild des Bischofs Balduin

Brigida von Kildare war Mitpatronin der karolingischen Salvatorkirche und wird in einer mittelalterlichen Urkunde auch als Mitpatronin des Doms bezeichnet. Dieser Status kommt ihr heute nicht mehr zu. Die Brigidenkapelle befindet sich an der Ostseite des Atriums und weist eine komplexe Baugeschichte auf; bei Ausgrabungen sind Vorgängerbauten aus karolingischer Zeit zutage getreten. Die heutige Kapelle geht auf Bischof Meinwerk zurück, der sie abgesetzt nordöstlich seines Doms errichten ließ. Im Laufe des Mittelalters wurden in den Ecken zwei Säulen aus Kalksinter aufgestellt. Sie sind vermutlich noch aus dem Dom Badurads erhalten. Während der Restaurierung 1976–1987 wurde die Kapelle mit schwarz-weißem Plattenmosaik aus dem Meinwerk-Dom aus der Zeit um 1020 ausgelegt.

##### Westphalenkapelle
Im 14. Jahrhundert wurde an den Westflügel des Kreuzgangs eine Marienkapelle gebaut, die meist „Westphalenkapelle“ genannt wird, da sie vom Domherrn Johannes von Westphalen errichtet wurde und Grablege dreier Abkömmlinge dieser Familie ist. Besonders sehenswert ist das Epitaph des Domdechanten Wilhelm von Westphalen († 1517). Es wurde von Heinrich Brabender geschlagen und zeigt eine Figurengruppe mit der Muttergottes im Zentrum, flankiert von Liborius, Philippus und Jakobus dem Jüngeren. Der Verstorbene kniet vor der Muttergottes. An den Wänden hängen eine Pauke und eine Rüstung aus dem Türkenkrieg, die dem Liborius 1719 als Weihegeschenke gestiftet wurden. Einige Grabplatten aus Stein und Eisenguss vervollständigen die Einrichtung.

##### Gedächtniskapelle
Die Gedächtniskapelle beim Nordausgang des Kreuzgangs wurde von Agnes Mann gestaltet. Sie erinnert an 14 Menschen, die bei dem Luftangriff am 22. März 1945 im Kreuzgang starben. Die Kapelle ist vollständig mit einem farbigen Mosaik ausgestaltet, das den Lobgesang der drei Jünglinge im Feuerofen nach dem biblischen Buch Daniel (vgl. Dan 3,51–90) zeigt.

### Krypta

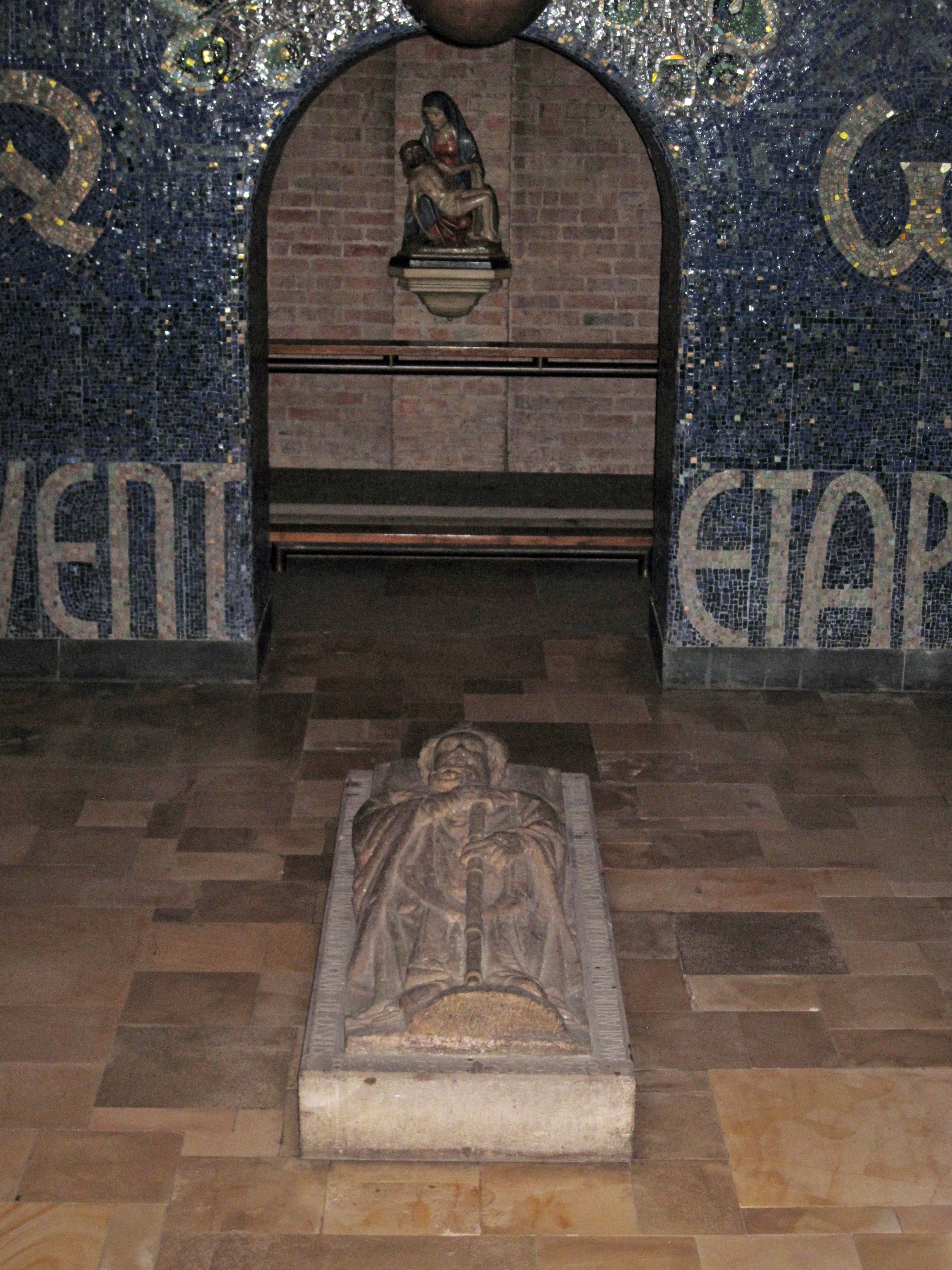
Grablege der Bischöfe

Bereits Bischof Badurad ließ in den Paderborner Dom eine Krypta einbauen, damals allerdings in der Westapsis. Bei der heutigen Krypta handelt es sich um eine dreischiffige Hallenkrypta unter der Ostvierung und dem Ostchor des Doms. Ihre Form geht im Wesentlichen auf das Jahr 1100 zurück, wobei sie im 13. Jahrhundert erneuert und umgestaltet wurde. Sie gilt zusammen mit den Krypten der Dome in Bamberg und Speyer als eine der größten Hallenkrypten in Deutschland.
Unter dem Altar der Krypta befindet sich ein Ebenholzschrein mit den Reliquien des hl. Liborius. Im Westen schließt an die Krypta der Vorraum zur Bischofsgruft an, der 1935 mit Mosaik ausgestaltet wurde und in dessen Mitte sich eine Grabplatte mit Reliquien des Bischofs Meinwerk befindet. Noch weiter westlich ist die eigentliche Gruft der Paderborner Bischöfe. In zentraler Position ihrem Eingang gegenüber hängt eine Pietà, die links und rechts von zwei Bronzeplatten mit den Namen aller Paderborner Bischöfe bis zum frühen 20. Jahrhundert flankiert wird. An der rechten und linken Seitenwand befinden sich die Gräber der Bischöfe seit Caspar Klein (1920–1941). In einem Sammelgrab am Boden ruhen die Gebeine früherer Bischöfe.
Im Jahr 2023 wurde eine umfangreiche Neugestaltung der Krypta beendet, die nun wesentlich moderner erscheint. Eine Statue des hl. Liborius des Bildhauers Stephan Balkenhol wurde ebenfalls in diesem Jahr in der Krypta aufgestellt.

### Kapitelsfriedhof

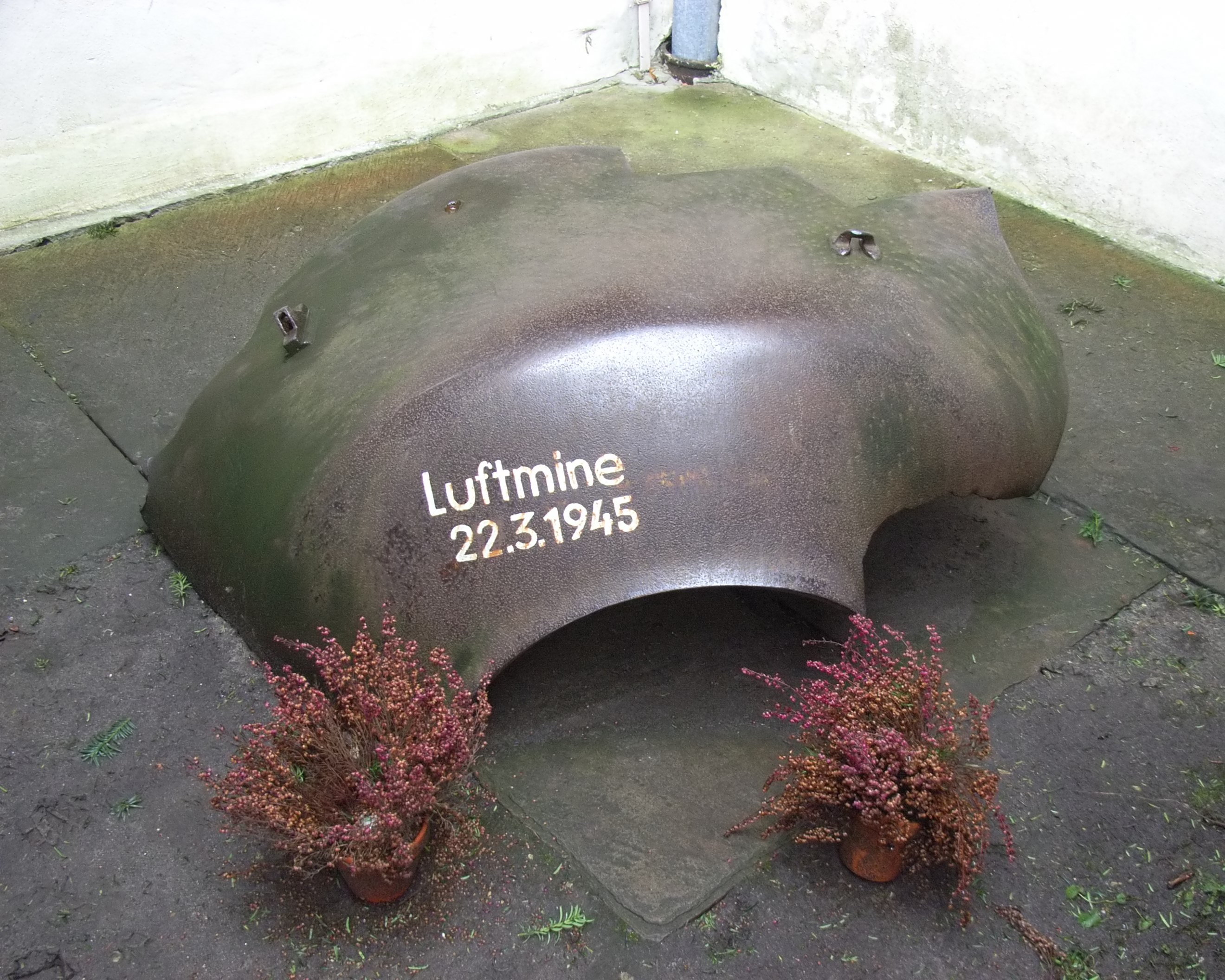
Reste der 1945 detonierten Luftmine

Der Innenhof des Kreuzganges ist eine Stätte des Gedenkens. Hier sind Angehörige des Domkapitels begraben. Eine Bronzeplatte an der Ostseite wurde von den Gebrüdern Winkelmann aus Günne geschaffen. Sie bedeckt eine Kammer, in der Gebeine aus früheren Gräbern liegen. Sie zeigt die Darstellung des Jona, der von einem Walfisch verschlungen und nach drei Tagen wieder ausgespuckt wurde. An der Nordseite steht ein Brunnen, der mit einem Pfau geschmückt ist. Im Zweiten Weltkrieg, 1945, wurde Paderborn bombardiert, der Dom stark beschädigt. Eine Luftmine schlug am 22. März 1945 in den Kreuzgang ein, vierzehn Menschen starben dabei. Reste dieser Luftmine werden zum Gedenken hier ausgestellt. Dieses Bruchstück wird aufgrund seiner Form und der Nähe zum Dreihasenfenster von den Bürgern der Stadt Paderborn „Britische Eierschale“ genannt.

### Dreihasenfenster

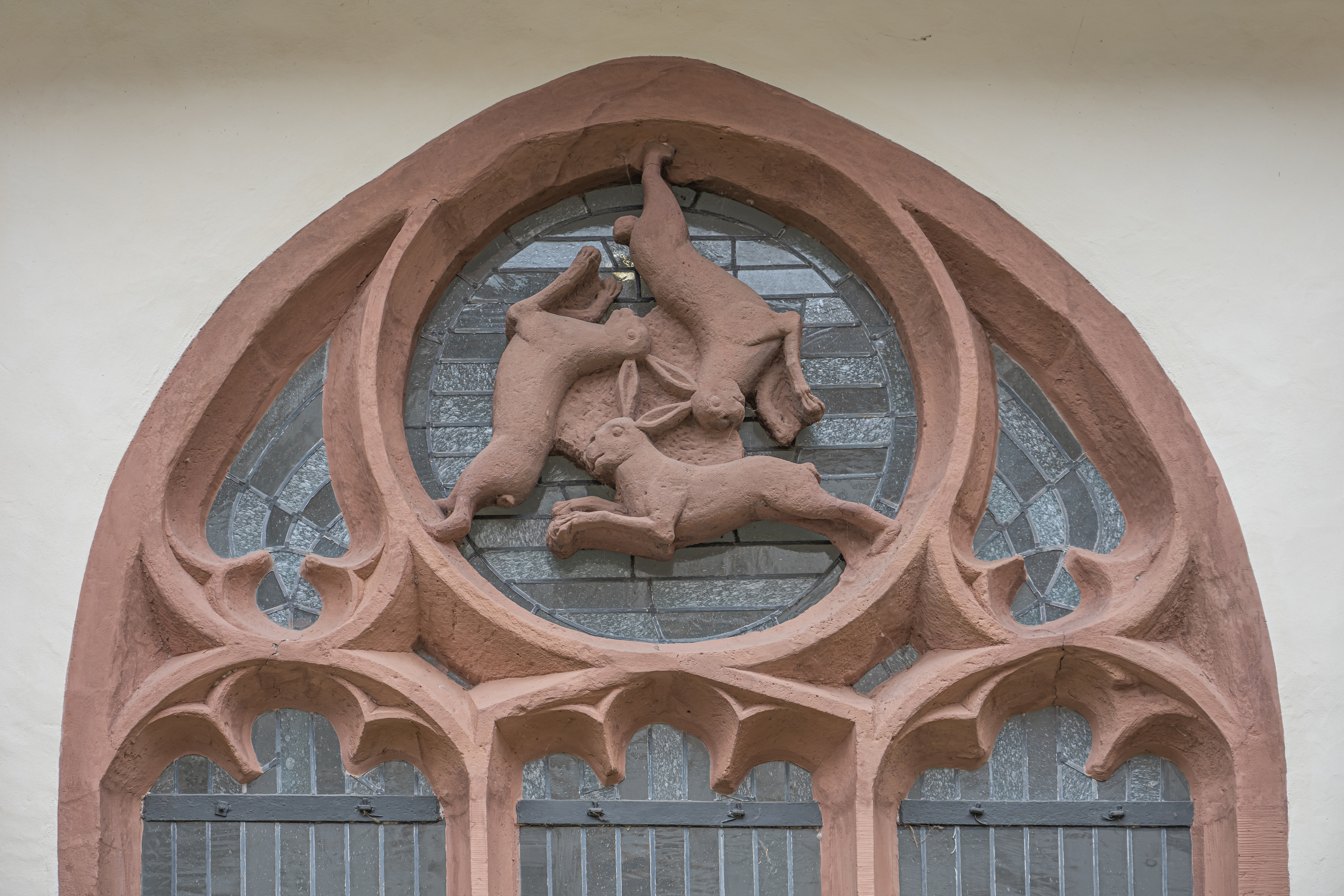
Dreihasenfenster

Der Hasen und der Löffel drei, und doch hat jeder Hase zwei.
Dieser kurze und prägnante Vers beschreibt wohl am besten das Motiv des Dreihasenfensters. Das Anfang des 16. Jahrhunderts geschaffene Kunstwerk aus rotem Wesersandstein zeigt drei springende Hasen, die kreisförmig angeordnet sind. Es befindet sich an der Nordseite im Innenhof des Domkreuzgangs und ist auf den ersten Blick recht unscheinbar. Dieses Motiv des Dreihasenbildes, wurde ehemals als Symbol für die göttliche Dreifaltigkeit gedeutet, heute eher als Symbol für die Ewigkeit, als kreisende Wiederkehr ohne Anfang und Ende, wie beim Lauf von Sonne und Mond. Es ist nicht auf den Paderborner Dom allein beschränkt, sondern findet sich auch andernorts, zum Beispiel auch an der Südseite des Kirchturms der Liebfrauenkirche in Holzwickede, im Haslocher Wappen, und auch außerhalb der christlichen Kultur.
Das Fenster ist eine der bekanntesten Sehenswürdigkeiten Paderborns und ein altes Wahrzeichen der Stadt. In früheren Zeiten war es auch ein Glücksbringer, den jeder durch Paderborn wandernde Handwerksbursche gesehen haben musste.
Das originale Dreihasenfenster befindet sich in den Räumen des benachbarten Diözesanmuseums.

## Ausstattung

### Altarraum

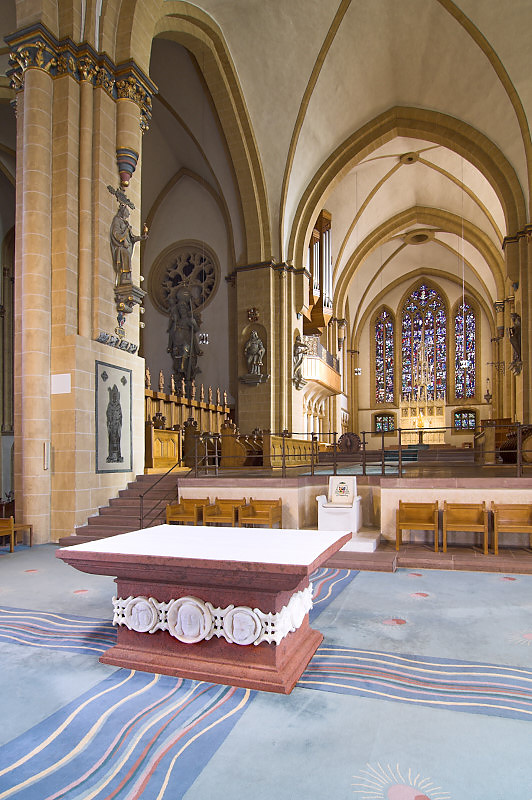
Volksaltar, Vierung mit Chorgestühl, Chorjoche mit Chororgel und Hochaltar

Nach Osten steigt das Fußbodenniveau des Doms in mehreren Plateau-Stufen an, deren Höhenunterschied jeweils durch mehrere Treppenstufen überwunden wird: Schon vor östlichen Langhausjoch führen mehrere Stufen auf ein Plateau in ganzer Breite des Mittelschiffs, auf dem der Volksaltar steht. Die Stützwand vor dem nächsten Plateau hat in der Mitte eine halbrunde Nische mit dem Bischofsthron. Seitlich davon stehen, ebenfalls den Gläubigen zugewandt, Stühle für die übrigen Priester. Beiderseits der Stützwand führen Treppen auf das Plateau in der Vierung. Es ist durch neuzeitliche Chorschranken von den Armen des Ostquerhauses getrennt. Mit den Rücken zu den Chorschranken steht hier auf jeder Seite in drei Reihen das Chorgestühl. Dass der Chor im funktionellen Sinne bis in die Vierung reicht, findet sich schon seit dem Mittelalter in vielen Kathedralen. Hinter der Vierung leiten drei weitere Stufen ganzer Brete des Raums in den Chor im architektonischen Sinne. Das dortige Chorgestühl hat abgesehen von den jeweils letzten Bankreihen keine Rückenlehnen. Im vorderen Chorjoch hängt an der Nordwand die Chororgel. Im hinteren Chorjoch steht kurz vor der Ostwand auf einem zwei Stufen hohen Podest der Hochaltar mit dem Reliquienretabel.

#### Volksaltar
Der Volksaltar aus dunkelroter Basaltlava steht im Joch vor der Vierung im Osten; er ist zusammen mit der Kathedra das Zeichen für die Einheit der Gemeinden in der Diözese. Der Altar wurde 1982 von Heinrich Gerhard Bücker aus Vellern angefertigt, ein mit Medaillons verziertes Band aus Alabaster umläuft ihn. An der Vorderseite werden Porträts von Jesus, Maria und Johannes gezeigt, auf der Rückseite die Heiligen Liborius und Kilian und der Heilige Geist in Gestalt einer Taube mit sieben Flammenzungen. An den schmalen Seiten befinden sich die Apostel Petrus und Paulus.

#### Kathedra
Die Kathedra ist der Bischofssitz des Erzbischofs, der gegenüber den anderen Priestersitzen um eine Stufe erhöht ist. Um den Beschlüssen des Zweiten Vatikanischen Konzils bezüglich der Liturgie gerecht werden zu können, wurde der Sitz an die Stirnwand des Unterchores versetzt. Er ist aus weißem Marmor gefertigt.

#### Chorgestühl
Das Chorgestühl ist von 23 Figuren mit Darstellungen von Heiligen und anderen wichtigen Menschen aus der Paderborner Kirchengeschichte bekrönt, die der Bildhauer Heinrich Gerhard Bücker schnitzte. Sie sind in zwei Reihen angeordnet und stehen auf kantigen Säulen. Auf der Nordseite beginnt ihre Reihe im Westen mit Karl dem Großen und endet mit Jordan Mai, auf der Südseite steht ganz im Westen Julian von Le Mans und ganz im Osten Pauline von Mallinckrodt.

#### Tabernakelstele
Die Tabernakelstele wurde 1982 von Heinrich Gerhard Bücker gegossen. Sie steht im Chor vor dem Reliquienretabel. Sie ist achteckig gearbeitet und mit Motiven aus dem Alten Testament verziert. Gezeigt wird auf der Vorderseite Abraham in Mamre, dann im Uhrzeigersinn das Opfer des Melchisedek, das Brandopfer des Noah, das Opfer Abels, Elija in der Wüste, Moses vor dem brennenden Dornbusch, die Jakobsleiter und die Opferung Isaaks.

#### Reliquienretabel
Das Reliquienretabel steht vor der Ostwand des Chores. Es stammt aus dem letzten Viertel des 15. Jahrhunderts. Das aus Baumberger Sandstein gefertigte Retabel diente der Zurschaustellung von Reliquien. Im unteren, offenen Geschoss wurde der Liborischrein ausgestellt, im oberen Geschoss, dessen rautenförmige Gitter vergoldet sind, fanden andere Reliquiare Platz. Die Wimperge gehen zuerst nach außen und biegen sich dann in Form eines sogenannten Eselsrücken nach innen. Die Giebel sind mit Maßwerk verziert, dazwischen ragen Fialen auf. Das Gesprenge hinter dem mittleren Giebel reicht bis in eine Höhe von 10,75 Metern, im unteren Teil steht in einer Nische eine Muttergottes. Sie hält das Jesuskind auf dem linken Arm und streichelt mit der rechten Hand einen Vogel, der dem Jesusknaben in den Finger zwickt. Das Retabel stand bis 1655 im Ostchor, wurde dann in den Hasenkamp verbracht und steht seit 1956 im Chor.

#### Chorfenster
Die mittelalterlichen Baumeister ließen an der Ostwand ein großes Fenster ein. Die Glasmalerei Otto Peters, Paderborn, fertigte das heutige dreiteilige Fenster 1952/1953 nach einem Entwurf von Walter Klocke an. Die einzelnen Bilder zeigen Szenen der Heilsgeschichte, wie z. B: Die Vertreibung aus dem Paradies, die Geburt Jesu und seine Kreuzigung. Das Fenster wirkt insgesamt wie eine leuchtende Wand.

#### Dreikönigsrelief
Das Dreikönigsrelief am südlichen Pfeiler des Aufgangs zum Chor wurde um 1360 aus Alabaster angefertigt. Es war ehemals das Mittelteil eines Altars, der in der Dreikönigskapelle (heute Vituskapelle) stand.

#### Grabplatte Bernhards V.
Auf der Grabplatte für den Bischof Bernhard V. Edelherr zur Lippe in der Ostvierung ist der Verstorbene in Lebensgröße dargestellt, er trägt den vollen Ornat. Außerdem werden sein Hauswappen mit der lippischen Rose sowie sein Bischofswappen mit dem Paderborner Kreuz und der lippischen Rose gezeigt.

### Krypta

#### Grabplatte Meinwerks

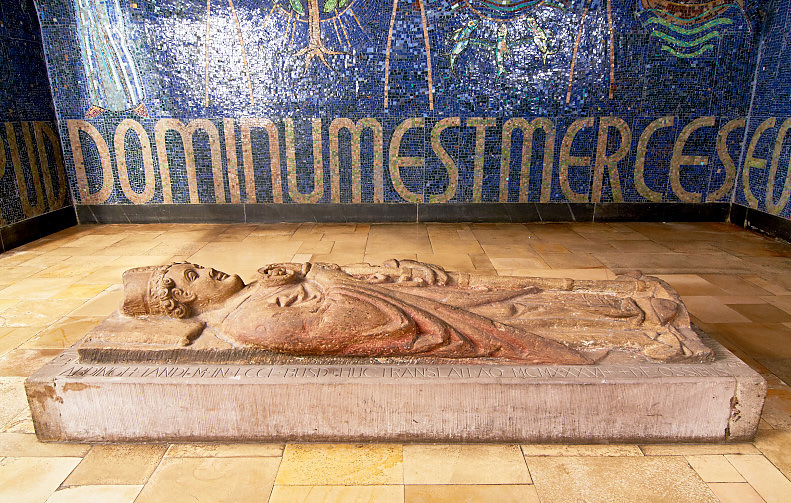
Grabplatte Bischof Meinwerks im Vorraum der Bischofsgruft

Im Vorraum der Bischofsgruft liegt eine Grabplatte Bischof Meinwerks aus dem 13. Jahrhundert, der ursprünglich in der Kirche des Klosters Abdinghof beigesetzt war, jedoch im Zuge der Säkularisation umgebettet wurde. Meinwerk setzte wichtige Akzente beim Bau des Doms und der Stadt.

#### Bischofsgräber
Die Bischöfe des 19. Jahrhunderts sind überwiegend im Mittelschiff beigesetzt. Ihnen zum Gedenken sind Grabplatten in den Boden eingelassen, die die ungefähre Lage ihrer Ruhestätte bezeichnen. Die drei Erzbischöfe Caspar Klein (1920–1941), Lorenz Kardinal Jaeger (1941–1973) und Johannes Joachim Kardinal Degenhardt (1974–2002) wurden in der Krypta, in der Bischofsgruft, in gemauerten Wandnischen beigesetzt.

### Liborischrein

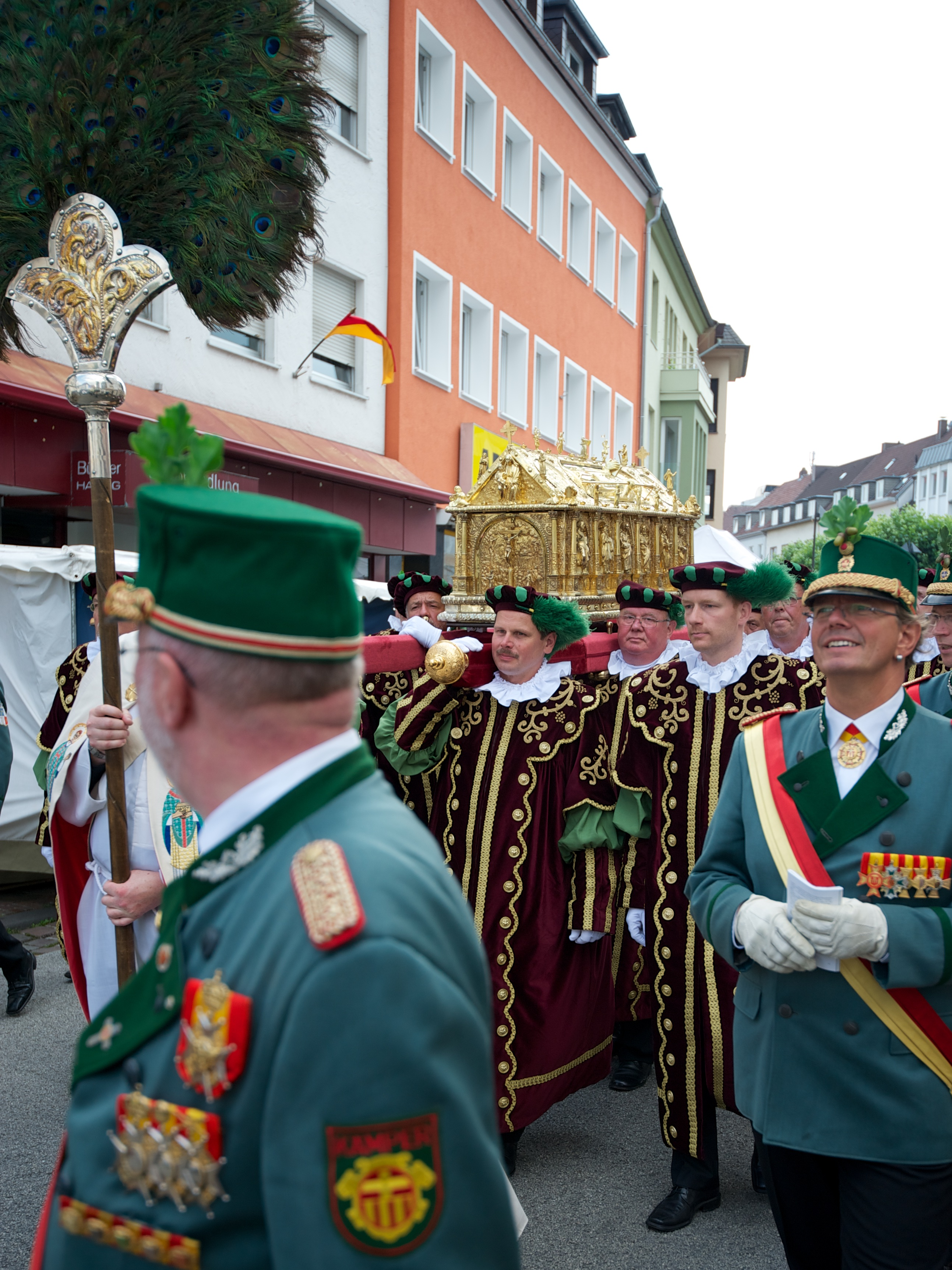
Liborischrein bei der Prozession durch Paderborn

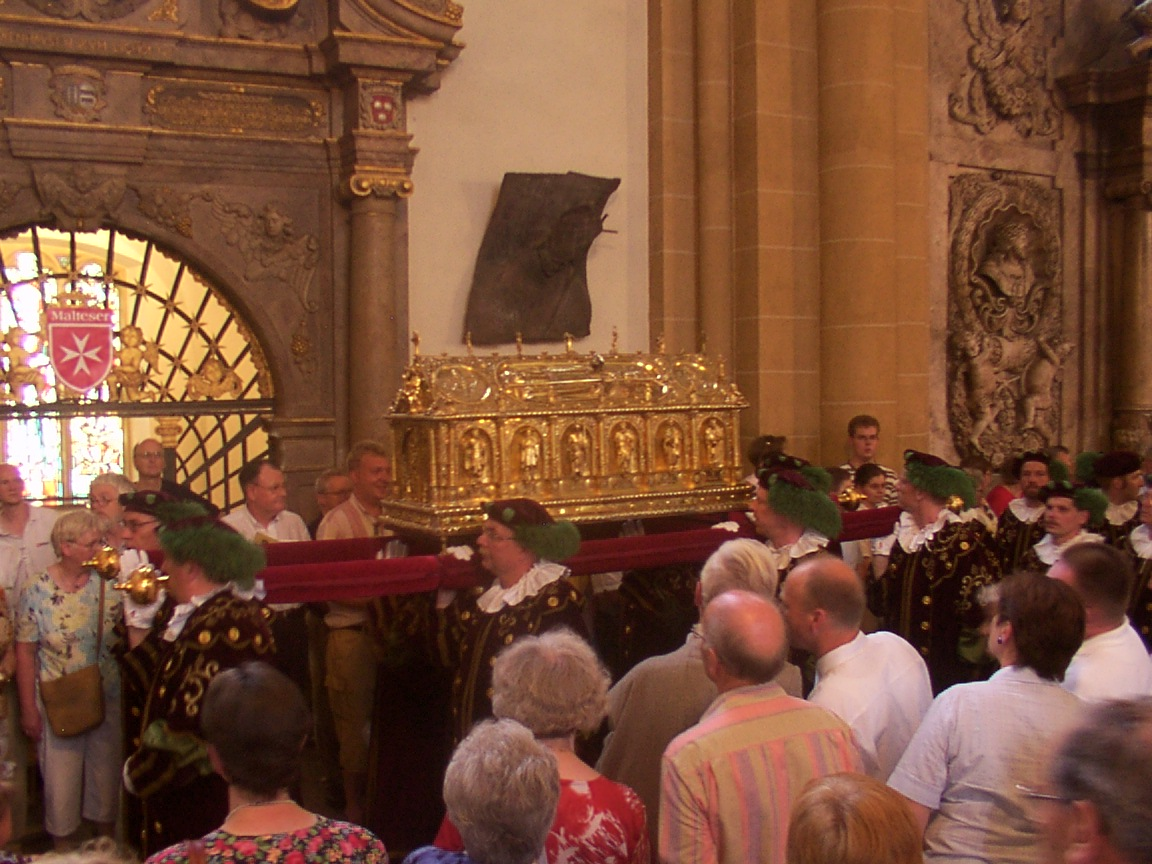
Beisetzung des Liborischreins im Dom nach der Festandacht am Dienstag

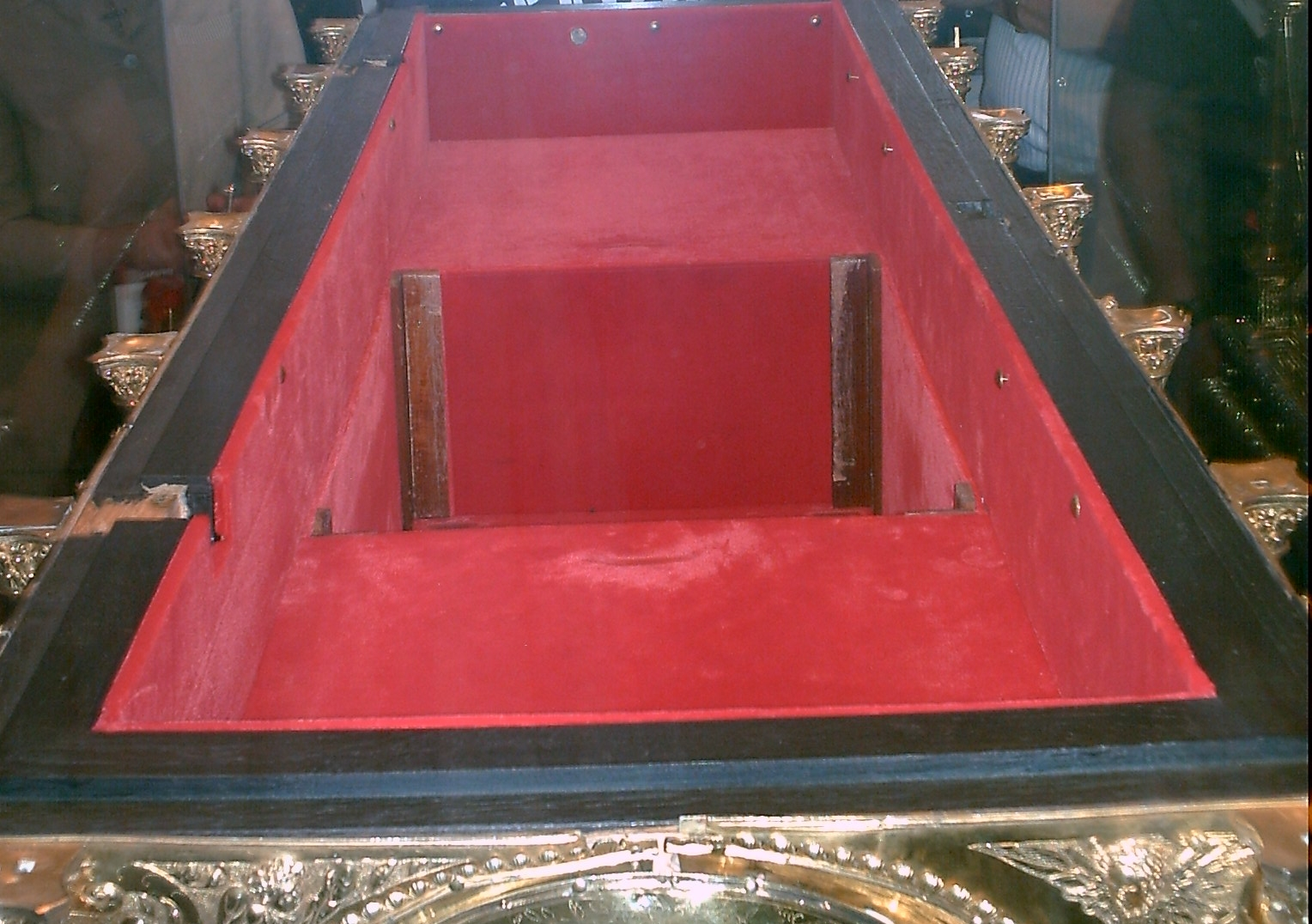
Der Liborischrein von innen

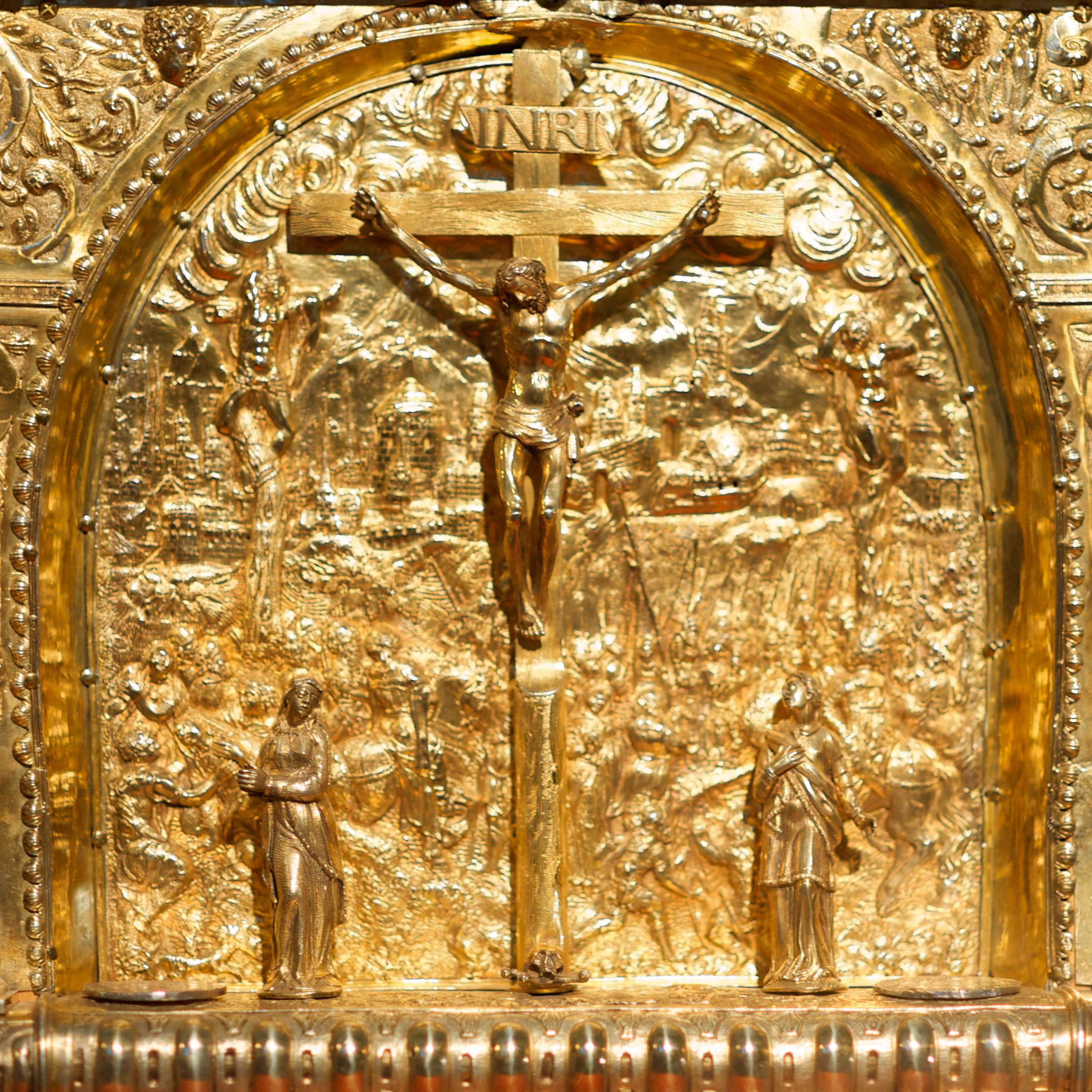
Darstellung des Kalvarienberges auf dem Paderborner Liborischrein

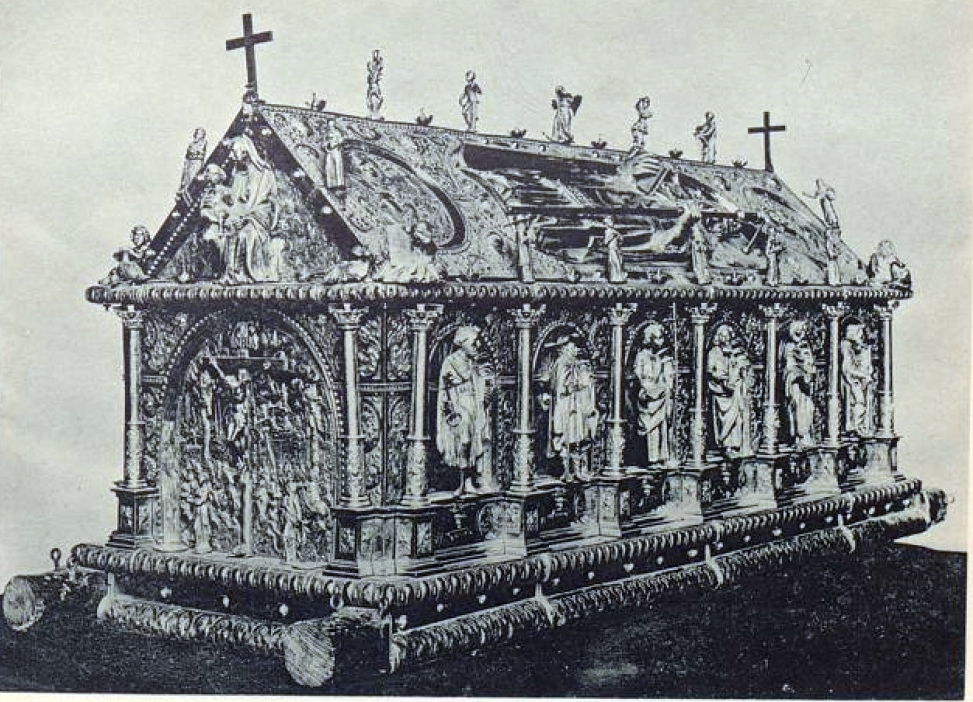
Liborischrein, historische Ansicht aus der Zeit um 1899

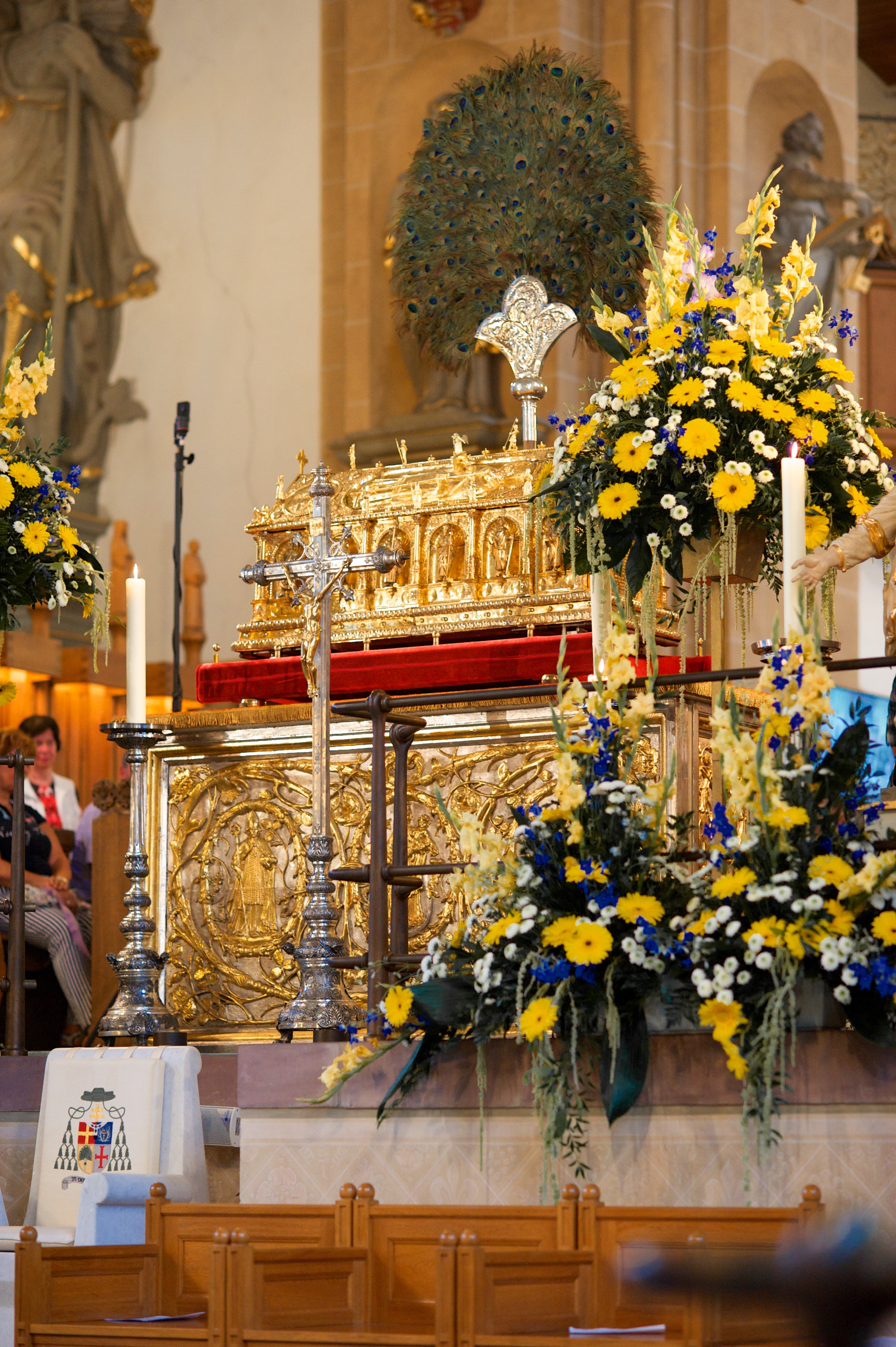
Liborischrein mit Pfauenwedel im Altarraum des Doms

Beim Stadtbrand im Jahr 1058 war der ursprüngliche Liborischrein beschädigt worden. Dies veranlasste Bischof Imad einen Goldschrein anfertigen zu lassen. Dieser wurde 1622, im Zuge der Plünderung des Doms durch den tollen Christian, eingeschmolzen und teilweise zu Pfaffenfeindtalern geprägt. Der heute noch in Gebrauch stehende Liborischrein ist das wichtigste Stück des Domschatzes. Der Goldschmied Hans Krako aus Dringenberg fertigte ihn 1627 über einem Kern aus Holz aus vergoldetem Silber an, es wurden auch Kupfer und Bronze verwendet. Er dient zur Aufnahme der Reliquien des Liborius und wurde von dem Landdrosten Wilhelm von Westphal aus Paderborn und seiner Ehefrau Elisabeth von Loë gestiftet.
Der Schrein wird zum Liborifest in einer feierlichen Prozession durch die Innenstadt getragen und im Hochchor ausgestellt. Das Behältnis in Form eines einschiffigen Kirchengebäudes wurde wohl in Anlehnung an den verlorenen gegangenen Schrein aus dem Mittelalter gebaut. Bis Mitte des 19. Jahrhunderts stand er im Schaualtar der Doms und war ganzjährige Ruhestätte der darin befindlichen Gebeine.

#### Material und Fertigung
Der Liborischrein ist 1,33 Meter lang, 0,52 Meter breit und 0,62 Meter hoch. Es handelt sich um eine Konstruktion aus 8 cm dicken Eichenbrettern. Diese sind außen mit 246 Silber- und Blechteilen beschlagen. Das Silbergewicht beträgt 55,64 kg. Die großen Teile sind aus Blech getrieben. Die Figuren sind teilweise gegossen. Silber- und Blechteile sind feuervergoldet.
Innen ist der Liborischrein mit rotem Samt ausgeschlagen. In der Mitte existiert eine Vertiefung für die Aufnahme des Reliquienkastens aus Ebenholz. An dem Boden sind Tragelemente angebracht.
Eine letzte umfassende Renovierung wurde in der ersten Hälfte des 19. Jahrhunderts durchgeführt, konservatorische Maßnahmen beschloss das Domkapitel 2009. Mit der Ausführung wurde der Goldschmied Thomas Schnorrenberg aus Paderborn beauftragt. Es waren Fehlstellen zu ersetzen, Lötarbeiten und Fixierungen vorzunehmen sowie Brüche zu bearbeiten.

#### Figuren des Liborischreins
Die auf dem Liborischrein dargestellten Personen sind inschriftlich bezeichnet und an den von ihnen mitgeführten Attributen erkennbar.
Die Stirnseite zeigt, zwischen jeweils zwei Rundsäulen, in einem Rundbogen, die reliefartige Darstellung des Kalvarienberges. Im Giebelfeld darüber ist die Muttergottes mit dem Jesuskind auf dem Arm zu sehen. Über dem Giebelfeld der Stirnseite stehen links Johannes der Täufer und rechts Franz von Assisi. In der Mitte ist ein Firstkreuz zu sehen. Neben dem Giebel sitzen links der Evangelist Johannes und rechts der Evangelist Lukas. An den Seiten des Schreines stehen jeweils sechs Figuren der Apostel in Rundbogennischen. Die Figuren von Jakobus dem jüngeren auf der rechten Seite und Matthäus auf der linken Seite sind bezogen auf die Inschriften vertauscht. Die Schrägen des Daches sind mit den Figuren der Heiligen Liborius und Kilian geschmückt. Sie werden von runden Medaillons mit den Darstellungen der vier lateinischen Kirchenväter Augustinus, Gregorius, Hieronymus und Ambrosius begleitet. Auf der Seite des Liborius stehen zwischen Dachschräge und Seitenwand von links nach rechts Karl Borromäus, Brigida von Kildare, Maternus, Justina von Padua und Antonius von Padua. Auf der Seite Kilians stehen zwischen Dachschräge und Seitenwand von links nach rechts der Hl. Rochus, Katharina von Alexandrien, Benedikt von Nursia, Klara von Assisi und Antonius der Große. Auf dem Dachgiebel sind von der Stirn- zur Rückseite der Hl. Sebastian, Erasmus von Antiochia, Erzengel Michael, der Hl. Georg und Laurentius von Rom zu sehen. Die Rückseite ist neben der Stifterschrift mit 32 Ahnenwappen der Stifter versehen. Der Giebel über der Stifterschrift zeigt die Krönung Mariens durch die Heilige Dreifaltigkeit. Darüber stehen links Wilhelm von Aquitanien und rechts Elisabeth von Thüringen. In der Mitte ist auch auf der Rückseite ein Firstkreuz angebracht. Neben dem rückseitigen Giebel sitzen links der Evangelist Markus und rechts der Evangelist Matthäus.

#### Inschriften und Münzen
Neben den inschriftlichen Bezeichnungen der Figuren sind auf der Rückseite des Liborischreins zwei weitere Inschriften zu finden. Auf der oberen steht:
D.O.M. / V.M. / SANCTI LIBORII / PATRONI PADERBORNENSIS MO / NVMENTVM HOC NOVVM PRI / ORE A VESANO MILITE PER / CALAMITOSA TEMPORA INFE / LICI EXITV SVRREPTO, EIVS / HONORI ET PATRIAE HACTE / NVS DEPLORATAE INCOLVMI / TATI RESTAV / RANDIS. / VVILHELMVS VVESTPHAL / ARCHISATRAPA, ET ELISABETH / A LOE, CONIVGES FIERI FECERVNT / ANNO C | C [seitenverkehrt] | C [seitenverkehrt] C XXVII [zu lesen als MDCXXVII]
(Gott, dem Größten und Besten, der Jungfrau Maria. Dieses neue Grabmal des heiligen Liborius, des Paderborner Patrons, nachdem es vorher von einem verrückten Soldaten in elenden Zeiten mit unglücklichem Ausgang gestohlen worden war, ließen, um seine Ehre und die Unversehrtheit des Vaterlandes, das bisher beweint worden war, wiederherzustellen, die Eheleute Wilhelm Westphal, Archisatrapa, und Elisabeth von Loe im Jahr 1627 anfertigen).
Darunter findet man eine zweite Inschrift:
DISE ARBEIT HABE ICH HANS KRAKO ZVM DRINGENBERG GEMACHT VON SOLGEN DALER ALS HIR VNDEN BIGELACHT SIND. A. 1627.
Darunter sind zwei zeitgenössische Taler befestigt. An der Vorderseite befinden sich an entsprechender Stelle zwei Pfaffenfeindtaler.

#### Pfauenwedel
So wie der Pfau als Attribut die Abbildungen des hl. Liborius begleitet, wird der Liborischrein von einem Pfauenwedel begleitet. Bei den Liboriprozessionen wird der Pfauenwedel dem Schrein vorangetragen. Im Dom wird er gemeinsam mit dem Schrein gezeigt.
Da in frühchristlicher Zeit der Pfauenwedel ein nicht unüblicher liturgischer Fächer zur Vertreibung von Insekten war, wird angenommen, dass die unter Archdiakon Meinolf im Jahr 836 aus Paderborn nach Le Mans gereiste Delegation den Pfauenwedel dort im Gottesdienst kennenlernte und einen solchen dann zusammen mit den Reliquien nach Paderborn brachte.
Der Liborischrein wird nur zu besonderen Anlässen in den Dom gebracht, den Rest des Jahres befindet er sich ohne Reliquieninhalt in der Domschatzkammer des benachbarten Diözesanmuseums, ebenso der Pfauenwedel.

### Übriger Kirchenraum

#### Margarethenaltar

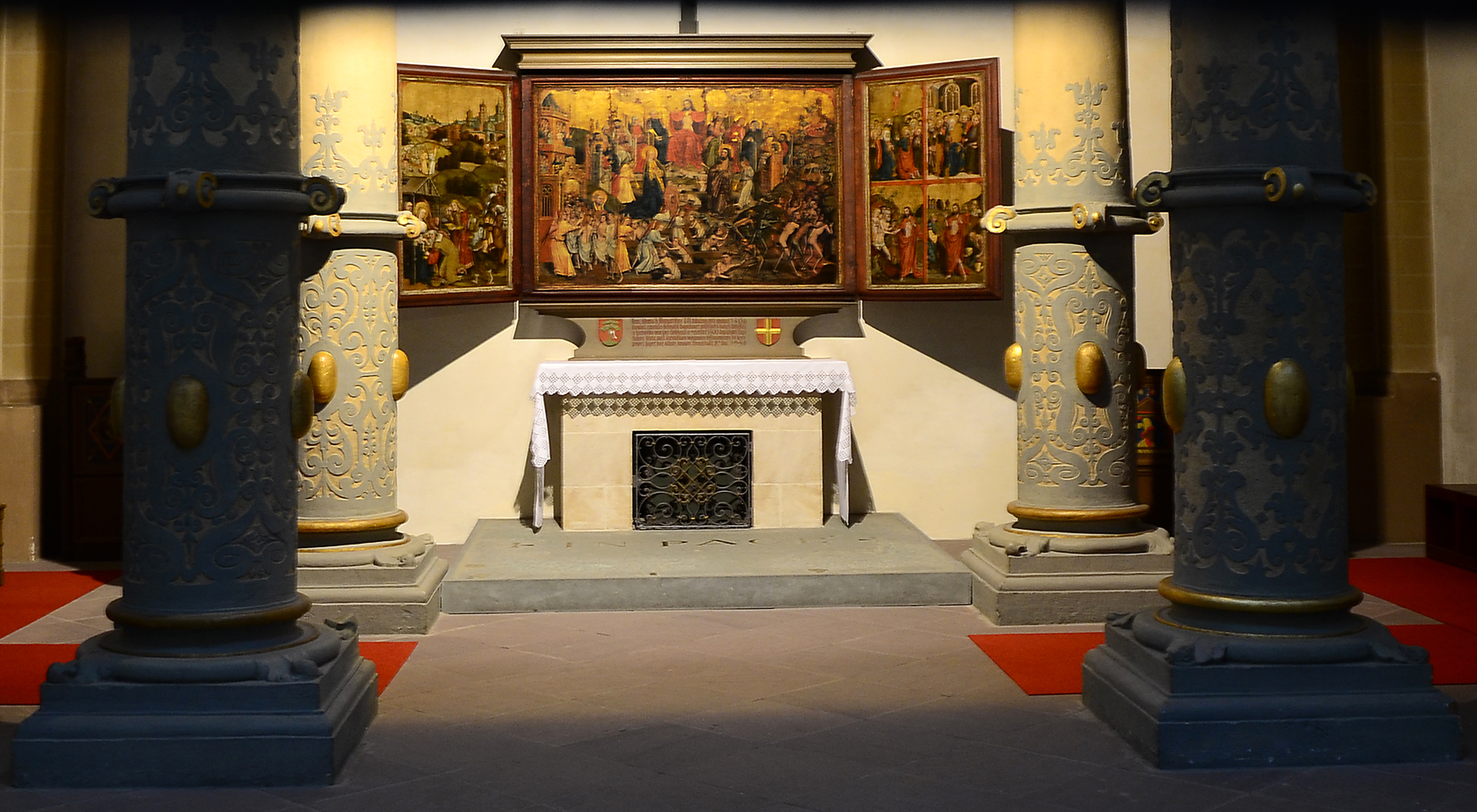
Margarethenaltar

Der Margarethenaltar ist ein Flügelaltar, der von Gert van Loon angefertigt wurde. Van Loon wurde um 1465 geboren und starb nach 1521. Dieser Flügelaltar ist der einzig noch erhaltene des Doms, er stand ursprünglich im Pfarrwinkel und wurde nach dem Wiederaufbau der Kirche in der Turmhalle aufgestellt. Bei geöffneten Flügeln werden Szenen aus dem Leben Christi präsentiert: Auf dem linken Flügel die Anbetung der Könige, auf dem rechten Flügel im Uhrzeigersinn Christi Himmelfahrt, die Sendung des Hl. Geistes, die Auferstehung Christi und Christus in der Vorhölle. Der Mittelteil zeigt das Jüngste Gericht. Auf den äußeren Flügeln befinden sich Darstellungen aus dem Leben der hl. Margareta von Antiochia.

#### Fürstenberggrabmal

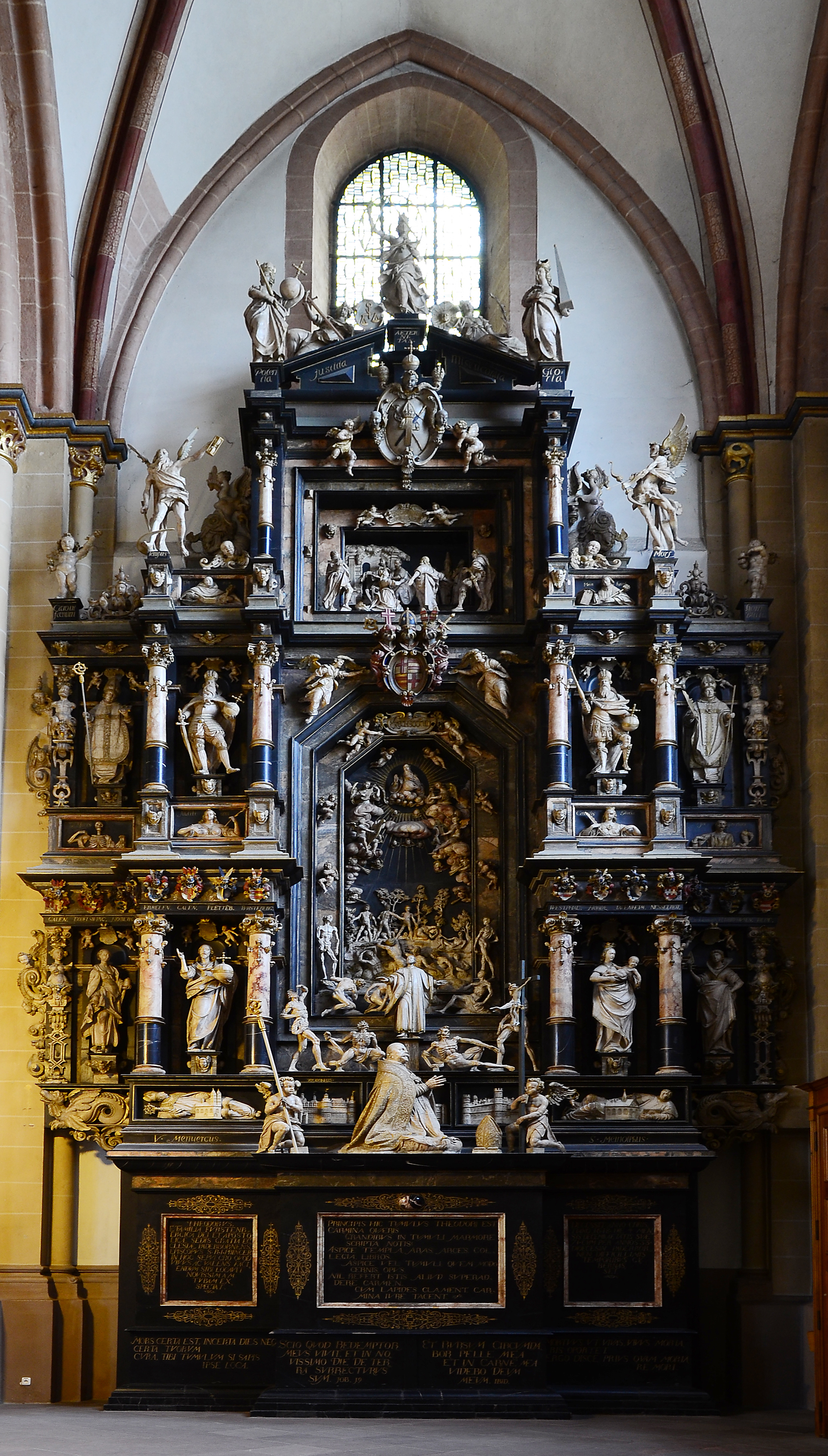
Grabmal des Fürstbischofs Dietrich von Fürstenberg

Das Fürstenberggrabmal ist eine Arbeit des Heinrich Gröninger, er schuf es von 1616 bis 1622. Es gilt als wichtiges Zeugnis des Manierismus, also die kunsthistorische Periode zwischen der Zeit des ausgehenden Mittelalters und der beginnenden Zeit des Barock. Das Grabmal für den Fürstbischof Dietrich von Fürstenberg (1585–1618) mit einer Höhe von 14,24 Metern wurde von ihm selbst noch zu Lebzeiten in Auftrag gegeben. Es stand ursprünglich an der Nordwand des Ostchors. Heute befindet es sich im nördlichen Arm des Westquerhauses, neben der roten Pforte. Das Grabmal macht deutlich, dass Dietrich von Fürstenberg sich in die Geschichte des Bistums eingebunden wissen wollte.
Das Grabmal besteht aus einem Sockel, einem hohen Hauptgeschoss und einem kleineren Obergeschoss.
Der Sockel trägt verschiedene Inschriften. In zentraler Position kniet auf dem Sockel die lebensgroße Figur des Fürstbischofs im Profil. Er ist mit einem prachtvollen Rauchmantel bekleidet und wendet sich einem Kreuz zu, das von einem Engel gehalten wird. Direkt hinter ihm sind seine Bauwerke dargestellt: Schloss Neuhaus, das Paderborner Jesuitenkolleg und die Wewelsburg. Links und rechts flankieren Meinwerk und Meinolf die Bauten. In der Mitte des Hauptgeschosses ist die Vision von der Auferstehung der Toten aus dem Buch Ezechiel dargestellt (Ez 37, 1–14). Besonders auffällig sind die halb mit Fleisch bedeckten Gerippe, die teils im Relief, teils vollplastisch dargestellt sind. Oben thront Gott im Himmel, unten steht in zentraler Position Ezechiel.
In den Seitenteilen des Hauptgeschosses stehen in zwei Reihen Figuren Christi bzw. von Heiligen. In der unteren Reihe sieht man von links nach rechts Maria Magdalena, Jesus Christus, Maria und Kunigunde. Maria Magdalena trägt ein Gefäß, dessen Inhalt zur Salbung dient; in der christlichen Kunst wird sie häufig so dargestellt. Jesus Christus neben ihr hat die Weltkugel in seiner Hand. Maria auf der rechten Seite trägt mit beiden Händen das Jesuskind auf ihrem Arm, das eine Hand auf die Schulter seiner Mutter legt und mit der anderen dem Betrachter einen Apfel entgegenhält. Kunigunde neben Maria war die Frau von Heinrich II., sie wurde 1002 gekrönt. Sie trägt keine Krone und ist mit einem Kleid mit Spitzenkragen bekleidet.
In der oberen Reihe der Heiligenfiguren sind von links nach rechts Liborius, Karl der Große, Heinrich II. und Kilian zu sehen. Liborius neigt seinen Kopf in Richtung des Mittelteils des Grabmales; er trägt seinen Bischofsstab und als Attribut ein Buch mit drei Nierensteinen. Karl der Große rechts neben ihm ist mit einer Ritterrüstung und einer Puffhose gewandet, das Bruststück ist geriffelt. Kaisermantel, Reichsapfel und Krone betonen seine Würde. Das Schwert wurde in späterer Zeit ergänzt. Heinrich II. war ein Freund Meinwerks, er trägt römische Kleidung und die Insignien des Kaisers: Szepter, Krone, Reichsapfel und den Krönungsmantel. Kilian steht ganz rechts und trägt außer dem Bischofsstab noch die Märtyrerpalme.
Das Obergeschoss des Mittelteiles ist nahezu quadratisch, hier ist die Auferstehung des Lazarus dargestellt. Die äußeren Figuren sind vollplastisch. Der Bildhauer Gröninger zeigt die Szenerie in Anlehnung an das Johannes-Evangelium. Jesus geht, von zwei Soldaten begleitet, auf das Bildinnere zu und begegnet dort Maria, der Schwester des Lazarus. Sie bittet ihn um Hilfe, zwei Männer helfen dem auferstandenen Lazarus aus seinem Grab. Neben dem Relief und auf dem Giebel befinden sich allegorische Figuren der Zeit, des Todes, der Macht, des Ruhmes, der Gerechtigkeit, der Barmherzigkeit und der Ewigkeit.

#### Taufstein und Taufschranke

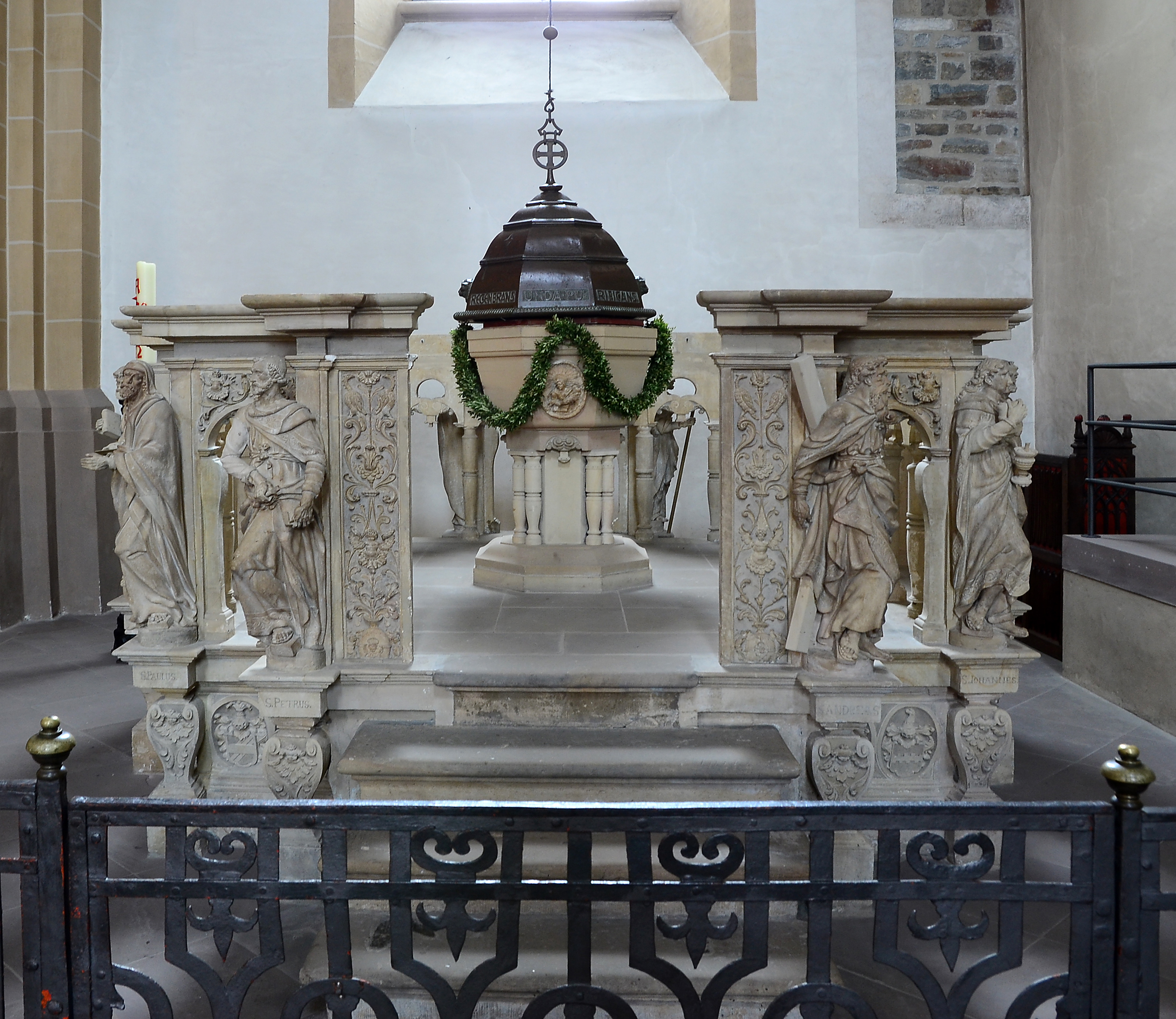
Taufstein

Im südlichen Nebenjoch des westlichen Querhauses, neben dem Paradiesportal, stehen der Taufstein und die sogenannte Taufschranke, die den Taufstein umringt. Die Taufschranke wurde 1626 von Gerhard Gröninger im Stil des Manierismus geschaffen. Von den zwölf Apostelfiguren, mit denen sie verziert ist, wurden später sechs von Dietrich Gröninger erneuert. Der Taufstein inmitten der Taufschranke entstand 1924.

#### Relief und Reliquiar Johannes Pauls II.

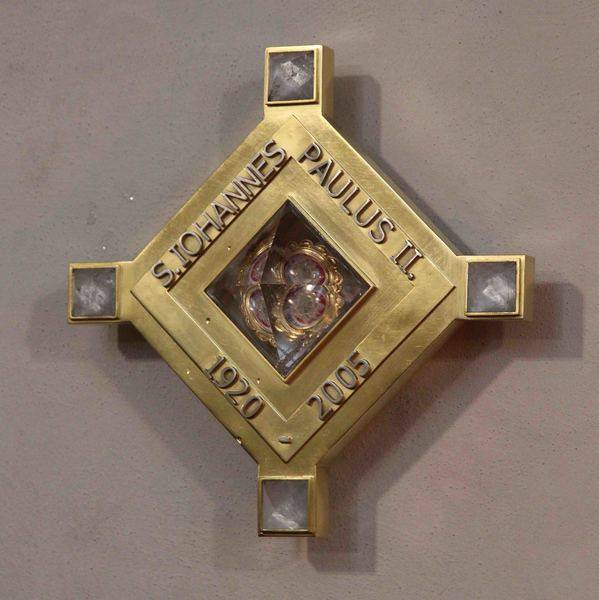
Reliquiar Johannes Pauls’ II.

An der Wand zwischen Schützen- und Elisabethkapelle befindet sich eine Johannes Paul II. zeigende Plastik. Sie wurde 1999 vom damaligen Erzbischof Johannes Joachim Degenhardt enthüllt und erinnert an den Papstbesuch von 1996. Die etwa 110 cm hohe, 100 cm breite und 50 kg schwere Ausführung basiert auf einem Entwurf von Prof. Thomas Duttenhoefer.
Seit April 2017 befindet sich unter dem Relief ein Reliquiar mit einer Blutreliquie Johannes’ Pauls II. Die Reliquie besteht aus einem Blutstropfen des Papstes auf einem Stück Stoff. Der Paderborner Erzbischof Hans-Josef Becker hatte 2016 die römische Kurie um eine Reliquie gebeten und sie noch im selben Jahr erhalten. Das Reliquiar, das die Reliquie enthält, wurde vom Zeller Gold- und Silberschmied Matthias Engert geschaffen. Es hat die Form eines gekippten Quadrates mit vergoldeter Oberfläche. In seiner Mitte befindet sich eine Pyramide aus Bergkristall, die die Reliquienkapsel umschließt. Auf dem Rahmen trägt das Reliquiar die Inschriften „S. IOHANNES PAULUS II.“ und „1920–2005“. Seine Ecken laufen in kleine, wieder mit Bergkristallpyramiden besetzte Quadrate aus, sodass der Eindruck eines Kreuzes entsteht. Am 23. April 2017, dem sogenannten „Sonntag der göttlichen Barmherzigkeit“, wurde es in einem Gottesdienst enthüllt und durch Domkapitular Thomas Witt gesegnet.

#### Doppelmadonna
Die Doppelmadonna hängt im zweiten Langhausjoch des Mittelschiffs von der Decke herab. Sie stammt aus der Zeit um 1480. Der Paderborner Weihbischof Hans Leo Drewes sagte: Unübersehbar groß ist sie wie ein Verkehrszeichen Gottes angebracht. Die Besucher des Doms mögen hier verweilen. Sie mögen dabei ihren eigenen Lebensweg zu Christus mit allen Umleitungen und Umwegen betrachten und die Wege ihrer Lieben dem Geleit der Gottesmutter anvertrauen. Maria ist als neue Eva dargestellt, sie zertritt den Kopf einer Schlange. Den Jesusknaben´, der eine Weintraube in der rechten Hand hält, hat sie auf dem Arm. Zwei Engel halten eine Krone über ihrem Kopf.

#### Figuren der Apostel
Im Langhaus, in der Westvierung und in der Ostvierung stehen an den wuchtigen Pfeilern je vier Figuren der Zwölf Apostel auf Podesten. Sie wurden 1608/1609 von dem damaligen Domdechanten Arnold von Horst gestiftet und von Heinrich Gröninger gefertigt. Die Apostel sind als Zeugen des Glaubens dargestellt. Die Figuren des Petrus und des Paulus stammen aus dem Jahr 1607 und stehen in Rundbogennischen. Über jeder Figur ließ Arnold von Horst eine Schrifttafel mit einem Artikel des Apostolischen Glaubensbekenntnisses aufhängen.

#### Kanzel

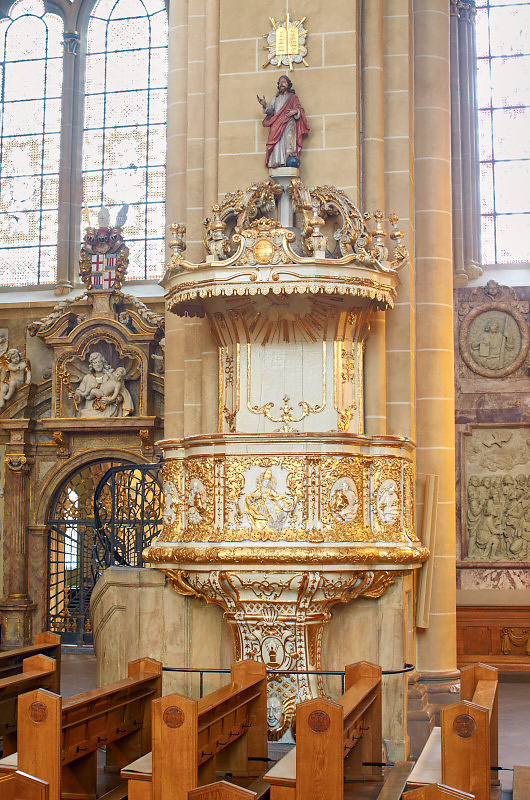
Kanzel

Die weiß-goldene Kanzel von 1736 befindet sich am letzten Pfeiler des Langhauses vor der Ostvierung und ist im Régence-Stil gestaltet. Sie wurde von Domkapitularen der Familie Fürstenberg anlässlich des 900. Jubiläums der Übertragung der Reliquien des hl. Liborius gestiftet. Auf ihren Feldern sind ein Papst und die vier Evangelisten dargestellt.

#### Pietà
Die Pietà gegenüber der Kanzel wurde um 1360 in Hessen geschaffen. Maria hält ihren toten Sohn im Schoß. Das Gitter vor der Nische stammt aus dem 17. Jahrhundert.

#### Rotho-Grabmal
Das Rotho-Grabmal steht an der Ostwand des Hasenkamps, es wurde um 1450 von Wilhelm von Büren-Beusichem und seiner Frau Irmgard zur Lippe (Tochter von Bernhard VI. zur Lippe) für den Bischof Rotho gestiftet. Das Grabmal stand ursprünglich im Chor und wurde 1924 zunächst ins Atrium und 1959 schließlich in den Hasenkamp versetzt. Der Sarkophag ist mit sechs Halbfiguren geschmückt, unter anderem sind Meinwerk, Karl der Große, Papst Leo III. und Kilian dargestellt. Die Madonna auf dem Grabmal ist mit dem Kind auf dem Arm, in einer Schriftrolle lesend, dargestellt.

#### Christophorus-Figur
Über dem Ausgang nach Osten hängt eine große Christophorus-Figur. Sie wurde 1619 von Heinrich Gröninger angefertigt.

## Chormusik
Im Paderborner Dom wirken insgesamt vier Chöre: Der 1889 gegründete Paderborner Domchor, die 1981 gegründete Domkantorei, die 2007 gebildete Schola Gregoriana und die 2008 gegründete Mädchenkantorei.

## Orgel
1348 wird erstmals eine Orgel für den Dom urkundlich erwähnt. Dieses Instrument wurde im 17. Jahrhundert mehrmals durch den Orgelbauer Hans Heinrich Bader versetzt und erweitert. In diesem Zusammenhang entstanden auch die vier steinernen Prunksäulen des Bildhauers Heinrich Gröninger (1578–1631), die heute die Turmorgel im Westen „tragen“. 1661 verfügte der Dom schließlich über eine Orgel mit 39 Registern auf drei Manualen und Pedal. 1666 wurde der Bau einer zusätzlichen Chororgel, ebenfalls durch Bader, realisiert. Im 18. Jahrhundert schuf Johann Patroclus Möller (1698–1772) zwei neue Instrumente für den Dom: 1746 wurde zunächst die Chororgel und 1754 auch die Hauptorgel erneuert bzw. umgebaut. Aufgrund anhaltender Mängel beschloss man 1923 den Abbruch der Barockorgel. Um den Erfordernissen der Domliturgie und der Länge des Mittelschiffs mit 104 Metern gerecht zu werden, entschied man sich für eine dreiteilige Anlage, bestehend aus Turm-, Chor- und Kryptaorgel. Die Feith-Orgel mit 109 Registern wurde 1926 in Betrieb genommen und bestand bis zur Zerstörung des Domes 1945. Nach Kriegsende begann der schrittweise Neubau der Domorgel, ausgeführt von der Firma Feith: 1948–1952 die Chororgel, 1958–1959 die Turmorgel. Die weitgehend original erhaltene Kryptaorgel blieb bis 1971 unverändert in Betrieb.
Die heute vorhandene dreiteilige Orgelanlage (Turm-, Chor- und Kryptaorgel) besteht seit 1979/1981, wurde von der Firma Siegfried Sauer (Höxter-Ottbergen) erbaut und 2004–2005 erweitert. Mit insgesamt 148 Registern gehört die Paderborner Domorgel zu den größten Orgeln Deutschlands. Umfang und Anordnung der Teilwerke berücksichtigen optimal die spezifische Akustik des großen Kirchenraumes, in dem einzelne Schallquellen nur schwer ortbar sind – der Zuhörer ist vollständig vom Orgelklang umgeben.
Turm- und Kryptaorgel haben eigene Spieltische. 2018 wurde der Generalspieltisch im Chorraum, von dem aus alle drei Orgeln gespielt werden können, durch den Orgelbauer Johannes Falke (Bad Driburg) und Aug. Laukhuff (Weikersheim) technisch erneuert.
Domorganist war von 2003 bis 2011 Gereon Krahforst. 2011–2013 wurde die Stelle von Sebastian Freitag vertreten. Seit dem 1. Oktober 2013 ist Tobias Aehlig Domorganist.

### Turmorgel
Die Turmorgel bildet mit 80 Registern das größte Teilwerk. Gut die Hälfte des Pfeifenmaterials stammt aus dem Vorgängerinstrument von 1958/1959. Die Turmorgel steht auf den vier von Heinrich Gröninger erbauten Prunksäulen.

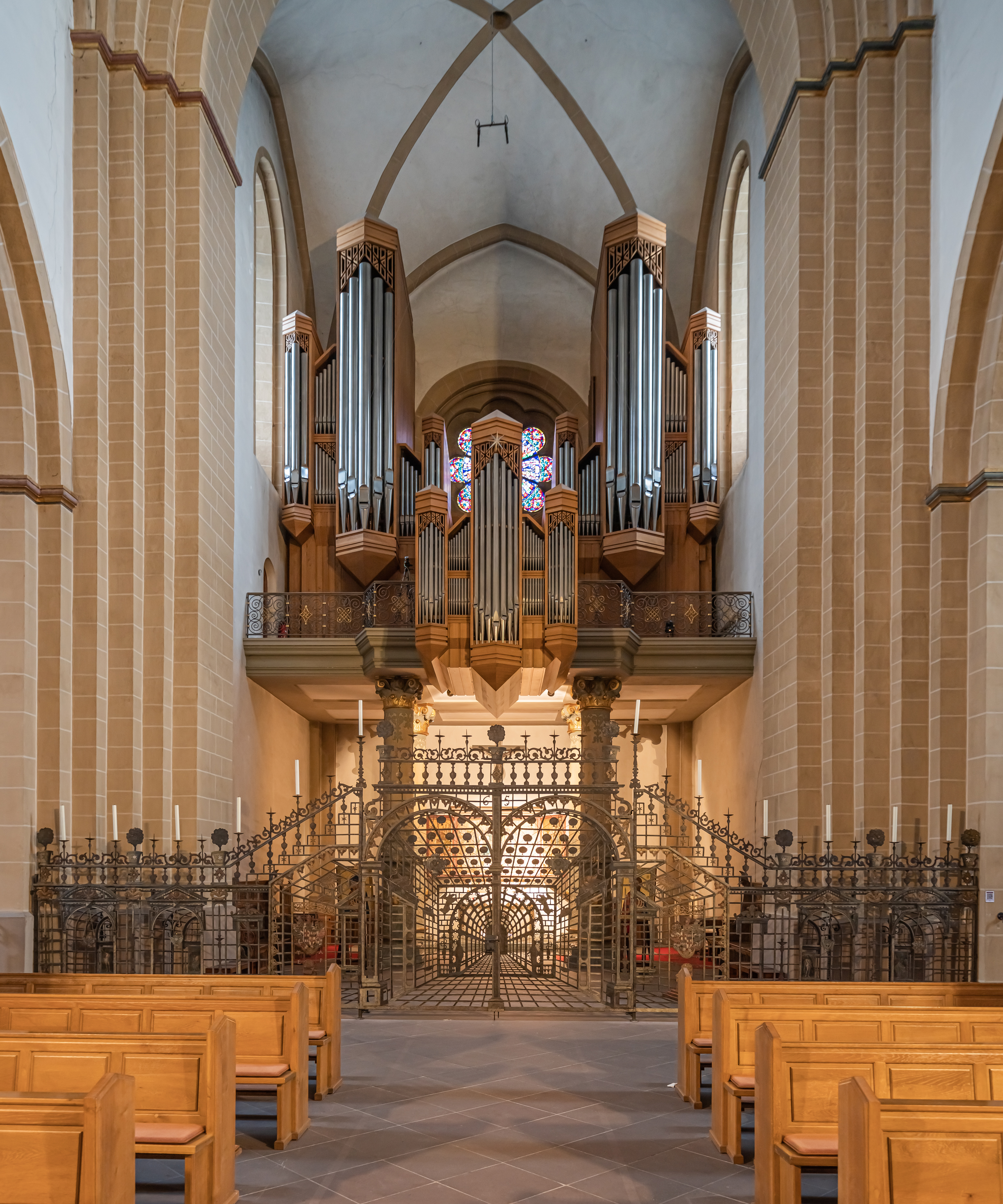
Die Turmorgel gestützt von vier Säulen. Darunter der Margarethenaltar hinter einem perspektivischen Gitter

| I Hauptwerk C–c4 |              |        |   |
| 01.              | Prinzipal    | 16′    |   |
| 02.              | Octave       | 08′    |   |
| 03.              | Philoméla    | 08′    |   |
| 04.              | Zartgedackt  | 08′    |   |
| 05.              | Octave       | 04′    |   |
| 06.              | Hohlflöte    | 04′    |   |
| 07.              | Quinte       | 02 ⁄3′ |   |
| 08.              | Septime      | 02 ⁄7′ |   |
| 09.              | Superoctave0 | 02′    | N |
| 10.              | Kornett V    | 08′    |   |
| 11.              | Mixtur V-VI  | 02′    |   |
| 12.              | Scharff IV   | 01′    |   |
| 13.              | Trompete     | 16′    |   |
| 14.              | Trompete     | 08     | ′ |
|                  | Tremulant    |        |   |

| II Rückpositiv C–c4 |                   |        |   |
| 15.                 | Quintade          | 16′    | N |
| 16.                 | Flötenprinzipal   | 08′    | N |
| 17.                 | Rohrflöte         | 08′    |   |
| 18.                 | Spitzgambe        | 08′    |   |
| 19.                 | Unda maris        | 08′    | N |
| 20.                 | Singend Prinzipal | 04′    |   |
| 21.                 | Querflöte         | 04′    |   |
| 22.                 | Flachflöte        | 02′    |   |
| 23.                 | Quinte            | 01 ⁄3′ |   |
| 24.                 | Sesquialtera II   | 02 ⁄3′ |   |
| 25.                 | Scharff II-III    | 02′    |   |
| 26.                 | Holzdulzian       | 16′    |   |
| 27.                 | Trompete (engl.)  | 08′    | N |
| 28.                 | Cromorne (franz.) | 08′    | N |
|                     | Zimbelstern VIII  |        |   |
|                     | Tremulant         |        |   |

| III Schwellwerk C–c4 |                  |         |   |
| 29.                  | Pommer           | 16′     |   |
| 30.                  | Harfenprinzipal0 | 08′     |   |
| 31.                  | Holzflöte        | 08′     |   |
| 32.                  | Weidenpfeife     | 08′     |   |
| 33.                  | Schwebung        | 08′     |   |
| 34.                  | Octave           | 04′     |   |
| 35.                  | Koppelflöte      | 04′     |   |
| 36.                  | Gemsquinte       | 02 ⁄3′  |   |
| 37.                  | Octave           | 02′     |   |
| 38.                  | Octavin          | 02′     | N |
| 39.                  | Terzflöte        | 01 3⁄5′ |   |
| 40.                  | Waldflöte        | 01 ⁄3′  |   |
| 41.                  | Sifflöte         | 01′     |   |
| 42.                  | Aetherea IV      | 02 ⁄3′  |   |
| 43.                  | Mixtur V-VI      | 01 ⁄3′  |   |
| 44.                  | Englisch Horn    | 16′     |   |
| 45.                  | Trompette harm.  | 08′     |   |
| 46.                  | Oboe             | 08′     |   |
| 47.                  | Clairon          | 04′     |   |
|                      | Tremulant        |         |   |

| IV Oberwerk C–c4 (schwellbar) |                         |        |
| 48.                           | Grobgedackt             | 08′    |
| 49.                           | Quintade                | 08′    |
| 50.                           | Gambe                   | 08′    |
| 51.                           | Fugara                  | 04′    |
| 52.                           | Spitzflöte              | 04′    |
| 53.                           | Prinzipal               | 02′    |
| 54.                           | Septime                 | 01 ⁄7′ |
| 55.                           | Rauschpfeife II         | 02 ⁄3′ |
| 56.                           | Cymbel III              | 01⁄4′  |
| 57.                           | Klarinette              | 08′    |
| 58.                           | Vox humana              | 08′    |
| 59.                           | Geigend Regal           | 04′    |
|                               | Glockenspiel (c0-d3)000 | 02′    |
|                               | Tremulant               |        |

| Hochdruck-Bombardewerk C–c4 |                         |      |   |
| 60.                         | Prinzipal major         | 08′  |   |
| 61.                         | Clarabella (ab A)000000 | 08′  | N |
| 62.                         | Tuba magna              | 16′0 |   |
| 63.                         | Tuba mirabilis          | 08′  |   |
| 64.                         | Tromba clarino          | 04′  |   |
|                             | Chimes (g0-g2)          |      | N |

| Pedal C–g1 |                |         |   |
|            | Subkontrabass0 | 64′0    | N |
| 65.        | Untersatz      | 32′     |   |
| 66.        | Prinzipal      | 16′     |   |
| 67.        | Weitgedackt    | 16′     |   |
| 68.        | Pommer         | 16′     |   |
|            | Quintbass      | 10 2⁄3′ |   |
| 69.        | Octave         | 08′     |   |
| 70.        | Gemshorn       | 08′     |   |
| 71.        | Choralbass     | 04′     |   |
| 72.        | Terz           | 03 1⁄5′ |   |
| 73.        | Nachthorn      | 02′     |   |
| 74.        | Mixtur V       | 04′     |   |
| 75.        | Kontrabombarde | 32′     |   |
| 76.        | Posaune        | 16′     |   |
| 77.        | Fagott         | 16′     |   |
| 78.        | Trompete       | 08′     |   |
| 79.        | Clarine        | 04′     |   |
| 80.        | Singend Cornet | 02′     |   |
|            | Tremulant      |         |   |

- Koppeln:
  - Normalkoppeln: II/I, III/I, IV/I, III/II, IV/II, IV/III, I/P, II/P, III/P, IV/P
  - Suboktavkoppel: IV/I
  - Hochdurck-Bombardwerkkoppeln: HD/I, HD/IV, HD/P

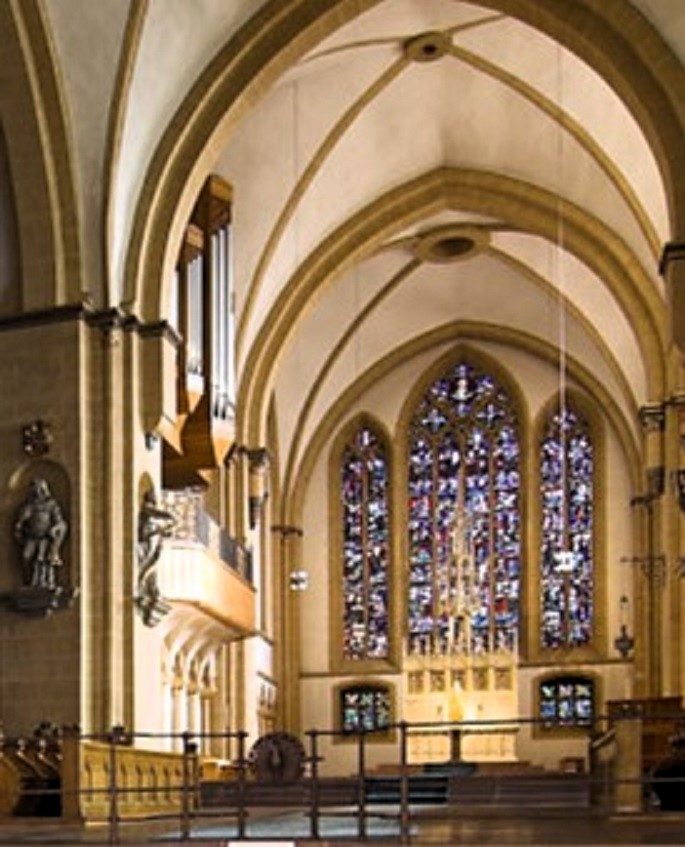
Chororgel

  - Chimes koppelbar an I, IV und P

1. ↑  vorher Scharff IV 1⁄2′
2. ↑  Schalenglöckchen, Terzsextakkord auf cis2
3. ↑  Schalenglocken, c0-d3
4. ↑  Pfeifen mit Doppellabien, überblasend, A-H Holz, c0-c4 Metall
5. ↑  Röhrenglocken, g0-g2 im Pedal an G-g1 koppelbar
6. ↑  Transmission; akustisch.
7. ↑  Transmission.

N = Erweiterung 2005

### Chororgel
Die heutige Chororgel geht weitgehend zurück auf ein Instrument, das 1948 als Behelfsinstrument mit neun Registern erbaut wurde, und in den Jahren 1950 und 1952 von Anton Feith zunächst auf 25, später auf 42 Register erweitert wurde. 1979–1981 wurde die Chororgel im Rahmen der Überarbeitung der gesamten Orgelanlage durch Siegfried Sauer (Ottbergen) in einem neuen Gehäuse untergebracht und auf 49 Register erweitert. 2004–2005 wurde das Instrument erneut erweitert, u. a. um ein Hochdruckwerk als IV. Manual. Die Orgel hat heute 53 Register auf vier Manualen und Pedal. Das Pfeifenwerk ist in einer Kammer oberhalb der alten Sängerempore untergebracht, mit Schallöffnungen zum Chor und zum nördlichen Seitenschiff. Auf der Sängerempore befindet sich der alte Generalspieltisch von Feith von 1950.
| I Hauptwerk C–g3 |               |        |
| 01.              | Rohrbordun 00 | 16′    |
| 02.              | Prinzipal     | 08′    |
| 03.              | Dulzflöte     | 08′    |
| 04.              | Gedackt       | 08′    |
| 05.              | Octave        | 04′    |
| 06.              | Koppelflöte   | 04′    |
| 07.              | Nasat         | 02 ⁄3′ |
| 08.              | Octave        | 02′    |
| 09.              | Mixtur IV-VI  | 02′    |
| 10.              | Trompete      | 08′    |
| 11.              | Zink          | 04′    |
|                  | Tremulant     |        |

| II Positiv C–g3 |                   |        |   |
|                 | Bourdon           | 16′    |   |
| 12.             | Geigenprinzipal   | 08′    |   |
| 13.             | Salizional        | 08′    |   |
| 14.             | Rohrquintade      | 08′    |   |
| 15.             | Singend Prinzipal | 04′    |   |
| 16.             | Labialklarinette  | 04′    |   |
| 17.             | Nachthorn         | 02′    |   |
| 18.             | Viola piccola     | 02     | ′ |
| 19.             | Quinte            | 01 ⁄3′ |   |
| 20.             | Sesquialtera II   | 02 ⁄3′ |   |
| 21.             | Scharff IV        | 01 ⁄3′ |   |
| 22.             | Rankett           | 16′    |   |
| 23.             | Trichterdulcian   | 08′    | N |
|                 | Vox humana        | 08′    |   |
|                 | Tremulant         |        |   |

| III Schwellwerk C–g3 |                         |        |   |
| 24.                  | Italienisch Prinzipal   | 08′    |   |
| 25.                  | Hohlflöte               | 08′    |   |
| 26.                  | Gemshorn                | 08′    |   |
| 27.                  | Zartgeige (schwebend) 0 | 08′    |   |
| 28.                  | Praestant               | 04′    |   |
| 29.                  | Blockflöte              | 04′    |   |
| 30.                  | Salicet                 | 04′    |   |
| 31.                  | Quintflöte              | 02 ⁄3′ |   |
| 32.                  | Schwiegel               | 02′    |   |
| 33.                  | Sifflöte                | 01′    |   |
| 34.                  | Rauschpfeife IV         | 02⁄3′  |   |
| 35.                  | Terzcymbel III          | 02⁄5′  |   |
| 36.                  | Dulzian                 | 16′    |   |
| 37.                  | Trompete                | 08′    |   |
| 38.                  | Oboe                    | 08′    | N |
| 39.                  | Vox humana              | 08′    | N |
| 40.                  | Schalmey                | 04′    |   |
|                      | Tremulant               |        |   |

| IV Hochdruckwerk C–g3 |                   |     |   |
| 41.                   | Bass-Clarinette 0 | 16′ | N |
| 42.                   | Waldhorn          | 08′ | N |

| Pedal C–f1 |                     |         |
| 43.        | Prinzipal           | 16′     |
| 44.        | Subbass             | 16′     |
| 45.        | Gedacktbass         | 16′     |
| 46.        | Quintbass           | 10 2⁄3′ |
| 47.        | Octavbass           | 08′     |
| 48.        | Gemshorn            | 08′     |
| 49.        | Cello pomposo 000 0 | 04′     |
| 50.        | Piffaro             | 04′+2′  |
| 51.        | Hintersatz IV       | 04′     |
| 52.        | Posaune             | 16′     |
| 53.        | Trompete            | 08′     |
|            | Tremulant           |         |

- Koppeln:
  - Normalkoppeln: II/I, III/I, HD/I, III/II, HD/II, I/Ped, II/Ped, III/Ped, HD/Ped
  - Superoktavkoppeln: II/I

1. ↑  Transmission von Nr. 1.
2. ↑  aus dem Rückpositiv der Turmorgel.
3. ↑  Transmission von Nr. 39.
4. ↑  aus der Kryptaorgel.
5. ↑  190 mm WS.
6. ↑  400 mm WS.

N = Erweiterung aus dem Jahre 2005

### Kryptaorgel
Die Kryptaorgel ist mit 15 Registern das kleinste Teilwerk. Anton Feith jr. hat sie 1971 errichtet. Das Instrument ist unsichtbar in zwei Kammern links und rechts des südlichen Treppenaufganges untergebracht. Im Gesamtensemble übernimmt die Kryptaorgel die Funktion eines Echo- und Fernwerks.
| I Hauptwerk C–g3 |                |       |
| 1.               | Holzflöte      | 08′   |
| 2.               | Trichtergambe0 | 08′   |
| 3.               | Prinzipal      | 04′   |
| 4.               | Flöte          | 02′   |
| 5.               | Mixtur IV      | 1 ⁄3′ |
| 6.               | Musette        | 08′   |
|                  | Tremulant      |       |

| II Seitenwerk C–g3 |            |        |
| 07.                | Gedackt    | 08′    |
| 08.                | Blockflöte | 04′    |
| 09.                | Prinzipal  | 02′    |
| 10.                | Tertian II | 1 3⁄5′ |
| 11.                | Krummhorn0 | 08′    |

| Pedal C–f1 |             |     |
| 12.        | Subbass     | 16′ |
| 13.        | Spitzoctav0 | 08′ |
| 14.        | Quintade    | 04′ |
| 15.        | Dulzian     | 16′ |

## Glocken

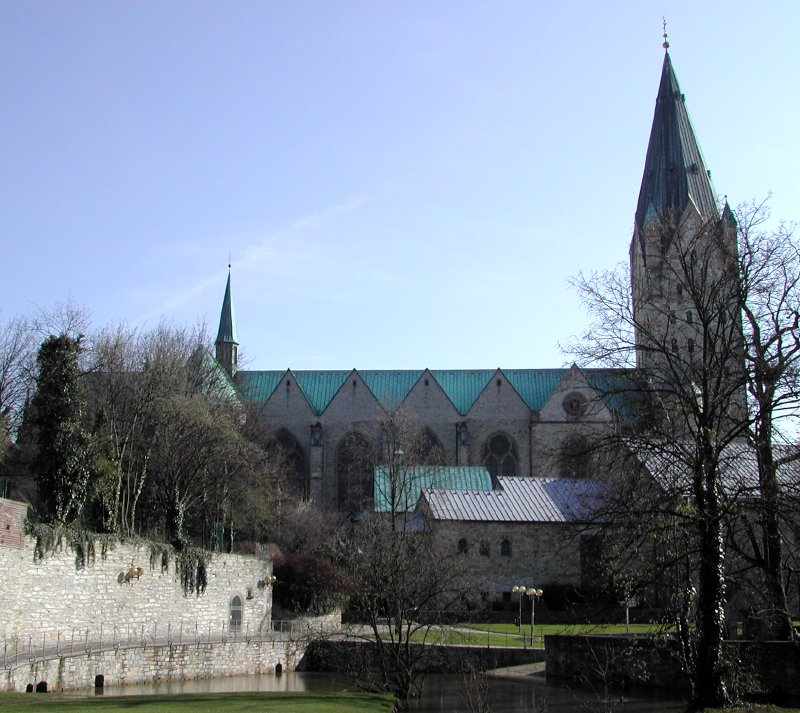
Nordansicht mit Westturm und Dachreiter

Bis zu ihrer Zerstörung im Jahre 1886 hingen mindestens sieben Glocken im Domturm, besonders hervorzuheben sind die beiden großen Glocken aus dem 13. Jahrhundert mit den Namen Gloria und Clara. Beide Glocken hatten die Tonlage um c1 und cis1. Lediglich die Vikarienglocke, eine Zuckerhutglocke von ca. 1150 mit dem Ton ~h1 konnte 1886 gerettet werden, nachdem das hochmittelalterliche, mehr als siebenstimmige Geläut inklusive der beiden großen Glocken aus dem Domturm geworfen wurde.
Nach der Zerstörung des mittelalterlichen Geläutes folgten gegen Ende des 19. Jahrhunderts und Anfang des 20. Jahrhunderts nacheinander zwei neue Geläute, welche als Grundglocke jeweils die Liboriusglocke mit den Tönen gis0 und fis0 besaßen. In den 1930er-Jahren kam die erste Idee zu einer großen Grundglocke mit dem Nominal e0, welche jedoch damals nicht verwirklicht wurde.
Alle Glocken des Westturmes wurden im Zweiten Weltkrieg eingeschmolzen, nur eine ursprünglich für den Dom gegossene Glocke vom Soester Glockengießer Joachim Trost von ca. 1560 blieb erhalten und befindet sich heute ebenfalls wie die Zuckerhutglocke im Diözesanmuseum in Paderborn.

### Geläut von 1951
Das Nachkriegsgeläut besteht aus sechs Gussstahlglocken, die im Jahre 1951 beim Bochumer Verein gegossen wurden sowie aus zwei kleinen Bronzeglocken von 1984 der Gießerei Petit & Gebr. Edelbrock im Dachreiter. Die Glocken wurden in der sogenannten Versuchsrippe 7 (V7), einer Moll-Oktav-Rippe, gegossen und gelten als das erste Großgeläut in der damals neu entwickelten Rippe. Das 1954 gegossene Gussstahlgeläut des Osnabrücker Doms erklingt in der gleichen Disposition. Die große Liboriusglocke war bis 2018 die tiefstklingende Stahlglocke Paderborns und eine der schwersten Gussstahlglocken Deutschlands. Die Glocken von St. Ulrich sind auf die des Doms abgestimmt und erklingen mit den Schlagtönen d1, fis1, a1 und h1 im sogenannten Salve-Regina-Motiv. Gestaltet wurden die Nachkriegsglocken mit Blick auf die Friedensthematik der Nachkriegszeit; sie tragen Inschriften, die sich auf das Thema Frieden beziehen. Die aufgegossenen Bildnisse (insbesondere Heiligenbildnisse) wurden von Hilde Broër (Kressbronn) entworfen.
Aus Anlass des 950-jährigen Weihejubiläums des Doms wurde das vorhandene Stahlgeläut in den Jahren 2017 bis 2018 denkmalgerecht restauriert, da es zusammen mit dem zeitgleich entstandenen Glockenstuhl ein hohes Denkmal-Ensemble darstellt und die qualitätvollen Glocken die ersten Stahlglocken einer europäischen Domkirche waren.

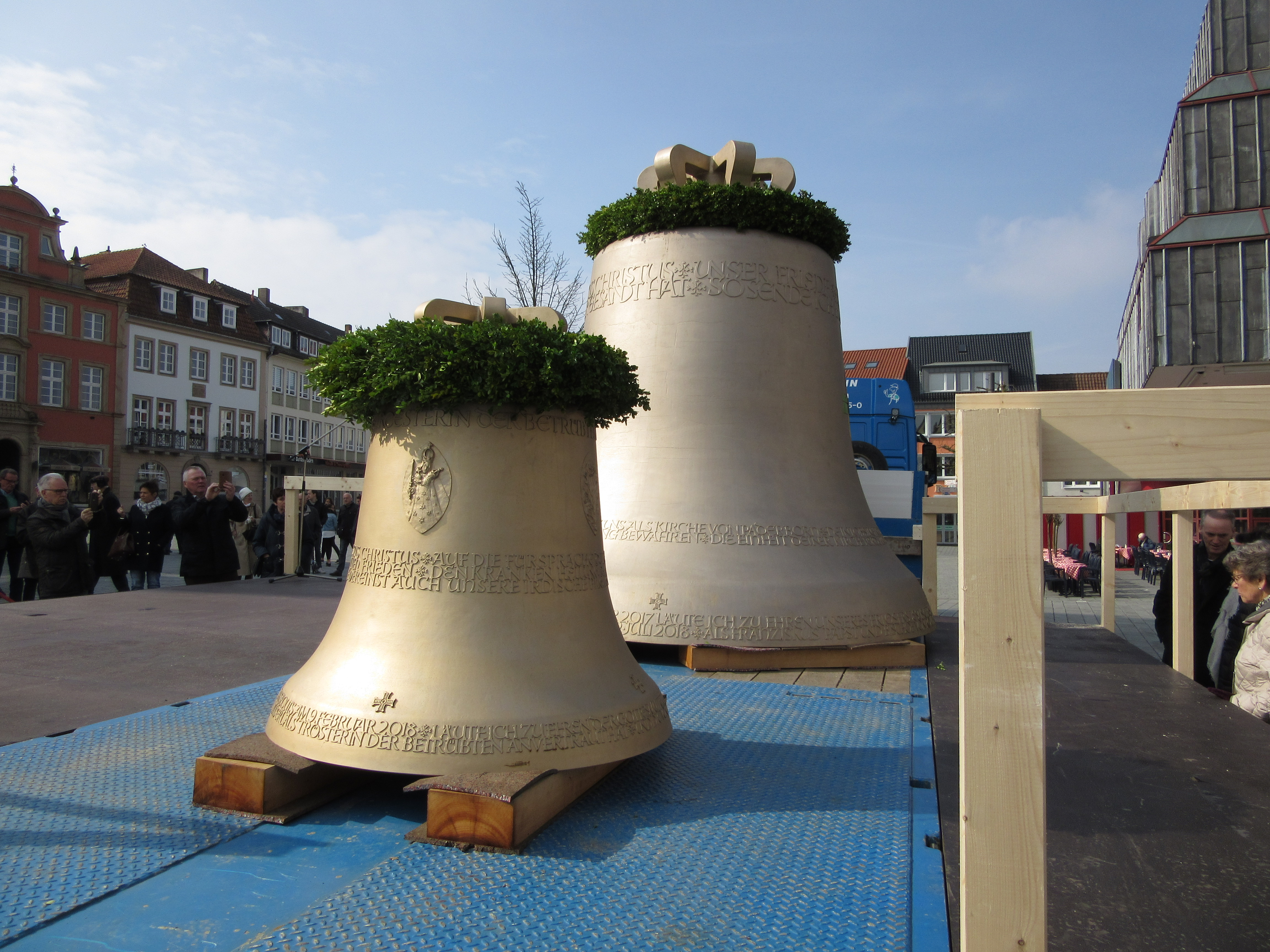
Die neuen Glocken am Tag der Weihe, 2. April 2018

### Erweiterung 2018
Ferner wurde das Geläut um zwei Bronzeglocken erweitert, die das Domgeläut als „Klangteppich“ und „Klangkrone“ vervollständigen. Pläne für eine Erweiterung des Geläuts gab es bereits seit dem Jahr 1927, und 1951 wurde der neu errichtete, stählerne Glockenstuhl bereits statisch für die Aufnahme von zwei weiteren, insbesondere einer neuen Großglocke angelegt. Ein Schwingungsgutachten ergab, dass der Turm trotz der hitzebedingten Schädigung des Mauerwerks durch einen Brand im Zweiten Weltkrieg reichlich Reserven zur Aufnahme der beiden zusätzlichen Glocken bietet.
Den Auftrag zum Guss erhielt die Glockengießerei Eijsbouts aus Asten in den Niederlanden. Da ihr ein Ofen, der 16 t Bronze schmelzen kann, fehlt, wurde die fertige Form der großen Christus-Friedens-Glocke zu einer Gießerei in Zaltbommel, die unter anderem Schiffsschrauben herstellt, transportiert. Der Guss geschah dort am 24. November 2017. Die zweite Glocke, die Marienglocke, wurde am 9. Februar 2018 gegossen. Gestaltet wurden die beiden neuen Domglocken in Anlehnung an das Gestaltungskonzept der Domglocken von 1951 durch den Künstler Brody Neuenschwander. Insbesondere die Inschriften der neuen großen Glocke nehmen die Friedensthematik aus dem Jahre 1951 auf.
Die neuen Glocken wurden am 2. April 2018 geweiht und am 29. Mai 2018 in den Turm hinaufgezogen und hineingebracht. Sie erklangen am 21. Juli 2018, am Vortag des Weihejubiläums, zum ersten Mal.
Durch den Guss der großen Glocke besitzt der Paderborner Dom nun eine der größten Kirchenglocken Deutschlands.
Übersicht
| Nr. | Name                            | Gussjahr | Gießer, Gussort                                                                     | Durchmesser | Gewicht   | Nominal (HT-1⁄16) | Bemerkungen |
| --- | ------------------------------- | -------- | ----------------------------------------------------------------------------------- | ----------- | --------- | ----------------- | --- |
| 1   | Christus-Frieden                | 2017     | Form: Glockengießerei Eijsbouts, Asten (NL), Guss: Gießerei Van Voorden, Zaltbommel | 2.677 mm    | 13.520 kg | E°–3              | Zu den Inschriften: siehe unten |
| 2   | St. Liborius                    | 1951     | Bochumer Verein                                                                     | 2.361 mm    | 4.740 kg  | Fis°–3            | |
| 3   | Regina Pacis                    | 1951     | Bochumer Verein                                                                     | 1.981 mm    | 2.590 kg  | A°±0              | |
| 4   | St. Johannes                    | 1951     | Bochumer Verein                                                                     | 1.789 mm    | 2.320 kg  | H°–0,5            | |
| 5   | St. Kilian und St. Sturmius     | 1951     | Bochumer Verein                                                                     | 1.597 mm    | 1.600 kg  | cis′–2            | |
| 6   | St. Meinolph                    | 1951     | Bochumer Verein                                                                     | 1.350 mm    | 959 kg    | e′–1              | |
| 7   | St. Heinrich                    | 1951     | Bochumer Verein                                                                     | 1.182 mm    | 640 kg    | fis′–1,5          | |
| 8   | Maria – Trösterin der Betrübten | 2018     | Glockengießerei Eijsbouts, Asten (NL)                                               | 1.101 mm    | 1.008 kg  | gis′±0            | Zu den Inschriften: siehe unten Über der Schärfe der Glocke befinden sich vier Weihekreuze (die Paderborner Kreuzfibel) in die vier Himmelsrichtungen. Auf den Flanken der Glocke befinden sich drei Marienbilder: die Imad-Madonna, das Gnadenbild von Verne und das Gnadenbild der Wallfahrtsbasilika in Werl. Auf der Rückseite ist eine Rosenblüte dargestellt. |
| I   | St. Maria                       | 1984     | Petit & Gebr. Edelbrock, Gescher                                                    | 581 mm      | ≈ 120 kg  | e″+1              | Im Dachreiter |
| II  | St. Martha                      | 1984     | Petit & Gebr. Edelbrock, Gescher                                                    | 480 mm      | 0≈ 80 kg  | a″±0              | Im Dachreiter |

Inschriften der Glocken 1 und 8
- Christusglocke (1):

Schulter: „Jesus Christus – unser Friede“ „Friede sei mit Euch – wie mich der Vater gesandt hat – so sende ich Euch – empfangt den Heiligen Geist.“

Über dem Wolm: „Auf Dein Wort hin – Lass uns als Kirche von Paderborn – Dein Lob singen – Deine Botschaft der Gerechtigkeit und des Friedens bezeugen – den Armen und Unterdrückten beistehen – die Schöpfung bewahren – die Einheit Deiner Kirche fördern – und in der Kraft Deiner Liebe allen Streit zwischen Völkern und Religionen überwinden.“

Über der Schärfe: „Gegossen von der Glockengießerei Eijsbouts am 23. November 2017 läute ich zu Ehren unseres Erlösers Jesus Christus – erbitte gemeinsam mit meinen neun Schwestern der Welt den Frieden und Europa die Einigkeit – und erinnere an die 950. Wiederkehr des Weihetages unseres Domes am 22. Juli 2018 – als Franziskus Papst und Bischof von Rom Hans-Josef Becker Erzbischof von Paderborn Yves Le Saux Bischof von Le Mans und Joachim Göbel Dompropst waren.“
- Marienglocke (8):

Glockenschulter: „Maria – Trösterin der Betrübten – Was er Euch sagt – das tut.“

Am Wolm: „Herr Jesus Christus – auf die Fürsprache deiner und unserer Mutter Maria – schenke den Familien Frieden – den Kranken Heilung – allen Geflüchteten eine neue Heimat – und vollende dereinst auch unsere irdische Pilgerschaft im Reich deines ewigen Friedens.“

Über der Schärfe: „Gegossen von Eijsbouts am 9. Februar 2018 – läute ich zu Ehren der Gottesmutter Maria – deren Bildnis Bischof Imad unserem Dom schenkte – der sich unser Erzbistum in Werl als Trösterin der Betrübten anvertraut hat – und die von den Gläubigen der Stadt Paderborn seit 1763 in Verne verehrt wird.“

## Sagen und Erzählungen

### Pfauensage
Der früheste Beleg für die Pfauensage findet sich 1702 bei dem Geistlichen Clementini d’ Amelia aus Umbrien. Die Pfauensage berichtet von der Reliquientranslation von Le Mans nach Paderborn im Jahr 836. Ihr sei ein Pfau voraus geflogen. „Als die Reliquien vor der Stadt auf dem Liboriberg vom Klerus in Empfang genommen wurden, hielt der Pfau so lange in der Luft inne, bis der feierliche Einzug in den Dom begann. Alsdann erhob er sich wieder und setzte sich auf die Kathedrale. Sobald die Domkirche betreten war, fiel der Pfau tot zur Erde.“

### Sage von den Liborischreinträgern

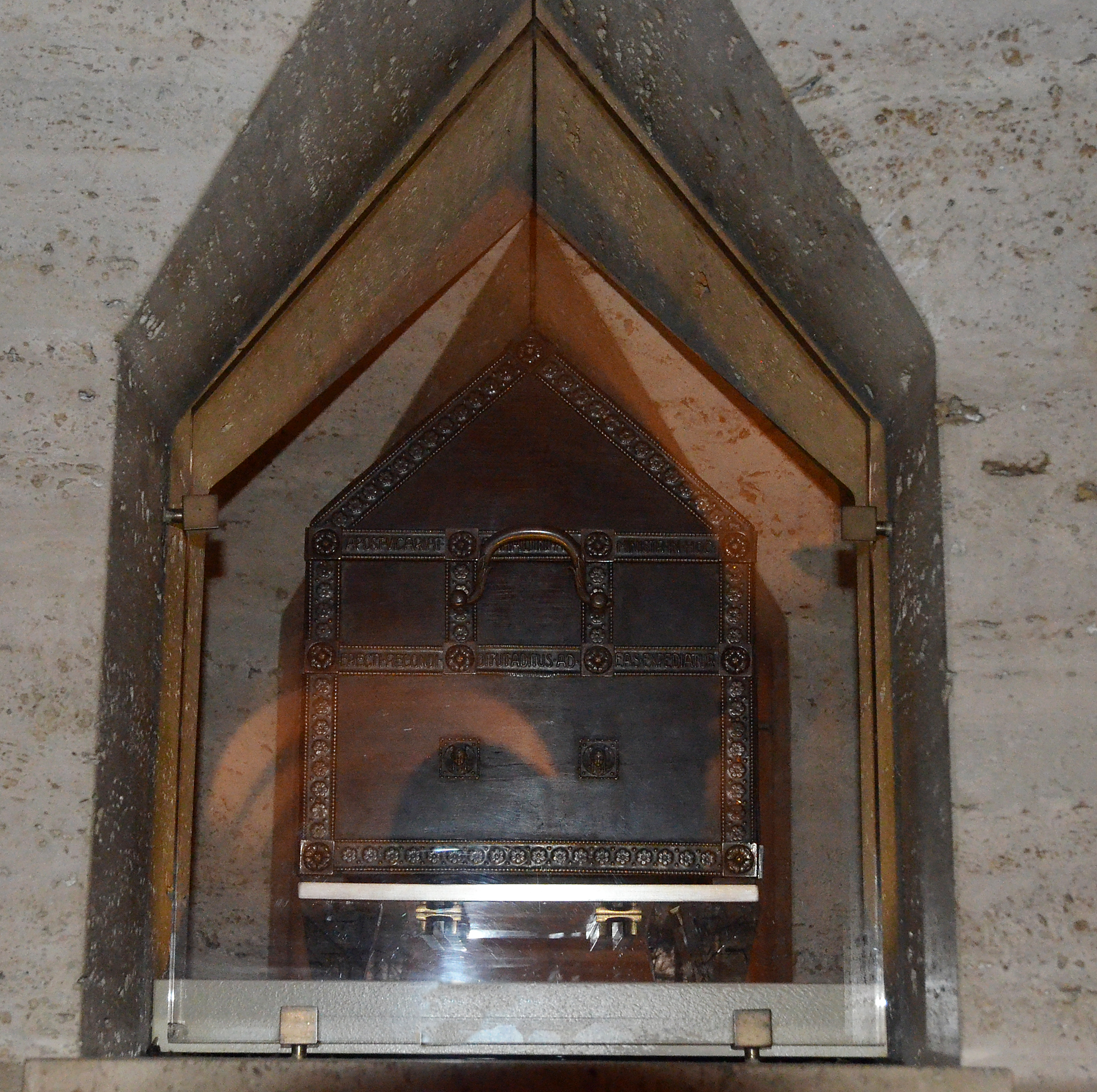
Ebenholzschrein mit den Reliquien des heiligen Liborius

Eine im 17. oder 18. Jahrhundert entstandene Sage nimmt zunächst Bezug auf die Reliquientranslation von 836: Die damaligen Träger der Liborireliquien seien nach der Ankunft in Paderborn tot umgefallen, da mit der Überbringung der Reliquien ihre Lebensaufgabe erfüllt war.
Der Legende folgend kam es im Verlauf der Geschichte Paderborns zu einer Epoche, in der die Paderborner die Verehrung des Liborius vernachlässigten. Infolgedessen kam es zu Hungersnot, Seuchen und Krieg im Paderborner Land. Als die Paderborner ihr Versäumnis erkannten, öffnete sich in der Nacht die Dompforte und jene Männer traten mit dem Schrein heraus, die einst bei ihrer Ankunft mit den Liborireliquien tot umgefallen waren. „[…] schweigend hielten die Ehrwürdigen mit ihren Reliquien den Umzug durch die Stadt, ganz wie es früher geschehen war. Dann trugen sie den Sarg wieder in den Dom, die Pforte schloß sich geräuschlos hinter ihnen und die ganze Erscheinung war verschwunden. Dies nahmen sich die Paderborner wohl zu Herzen und als wieder St. Liboriustag einfiel, da hielten sie die Prozession feierlicher denn je zuvor und Pest und Krankheit und alles Elend war sogleich zu Ende.“

### Sage vom Brunnen im Dom
Eine Sage berichtet von einem Brunnen im Dom, unter dem wertvolle aber unhebbare Schätze ruhen. Mit diesen Schätzen ruhte ein glückbringendes Marienbild, welches von dem die Schätze bindenden Zauber jedoch nicht betroffen ist. Der Legende folgend suchte ein Bischof dieses Marienbild zu heben, unter anderem unter Anwendung von Zauberei.
Ein Fremder bot dem Bischof an, ihm das steinerne Marienbild mittels mächtiger Zauberformeln aus dem Brunnen zu heben, worauf sich der Bischof einließ. Der Zauber funktionierte und es gelang dem Fremden in den Brunnen hinabzusteigen und die Maria zu bergen. Nachdem der Bischof das Marienbild auf den Hochaltar stellte, fing er an, sich für die anderen Schätze unter dem Brunnen zu interessieren. Gegen den Rat des Fremden drängt der Bischof ihn, den Weg unter den Brunnen ein zweites Mal zu öffnen. Diesmal jedoch begibt sich der Bischof selbst zu den Schätzen und gilt seither ebenso als verschollen wie der zauberkundige Fremde und die Marienstatue.

### Von der vorgehenden Schlaguhr im Seitenschiff

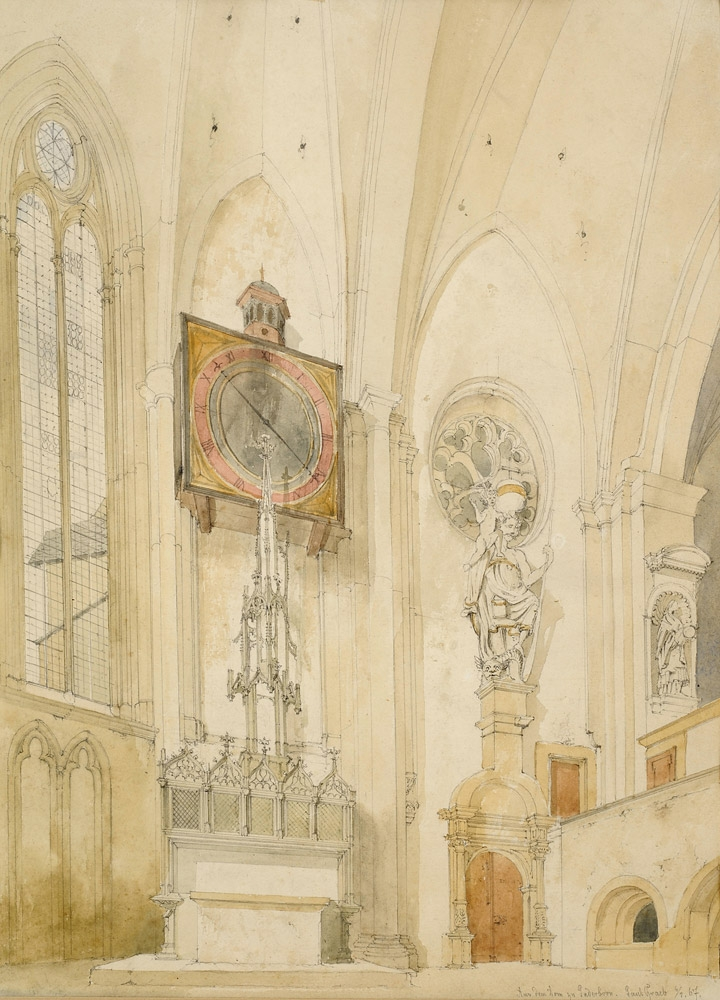
Die Uhr in einem Bild von Paul Graeb (1867)

Eine Erzählung bezieht sich auf eine Zeit, als die Paderborner Domherren zeitgleich auch Domherren zu Hildesheim waren. Wenn diese in Paderborn lebten, so mussten sie zum Einstreichen ihres Gehaltes nur einmal jährlich an einer bestimmten Messe in Hildesheim teilnehmen. Um rechtzeitig in Hildesheim anzukommen, soll es im linken Seitenschiff des Paderborner Doms eine Schlaguhr gegeben haben, die eine Viertelstunde vorging, um auf diese Weise eine rechtzeitige Abreise gen Hildesheim zu gewährleisten. Realistischerweise ist festzustellen, dass vor dem Bau der Eisenbahnen die Reise von Paderborn nach Hildesheim etwa zwei Tage dauerte und die Reisezeit bestenfalls auf einen halben Tag genau vorauszusehen war.